# Le Conte de deux cités
A Tale of Two Cities
Vous lisez un « article de qualité » labellisé en 2012.  Il fait partie d'un « thème de qualité ».
Le Conte de deux cités, parfois intitulé en français Le Conte de deux villes ou Paris et Londres en 1793 (en anglais A Tale of Two Cities, A Story of the French Revolution), est un roman de Charles Dickens publié en feuilleton hebdomadaire du 30 avril au 25 novembre 1859 dans la revue All the Year Round que Dickens vient de fonder ; dans le même temps, il paraît en fascicules mensuels avec des illustrations de Phiz, et aux États-Unis dans Harper's Weekly, mais avec un léger décalage (de mai à décembre 1859).
Douzième roman de Dickens, il appartient à sa dernière période, « plus empreinte de gravité » (a graver man), selon Sidney Dark, et « plus soigneuse de la création artistique » (a more careful literary artist). Il se situe au temps de la Révolution française à Paris et à Londres, les « deux cités » du titre, et culmine en 1793 à Paris sous la Terreur.
Sylvère Monod écrit du Conte de deux cités et des Temps difficiles que ce sont les « deux œuvres les moins dickensiennes de Dickens ». Il lui paraît nécessaire, dans un premier temps, « d[e les] étudier ensemble […] et séparées du reste du roman dickensien ». Elles sont plus courtes que les autres, « le souffle de Dickens s'y fait excessivement court », ajoute-t-il, et cela est d'abord dû à des contraintes de publication « auxquelles il répugnait ». Pour autant, après avoir détaillé les circonstances de la genèse et de la publication des deux ouvrages, il les considère séparément, le premier classé « roman social » et le second, après Barnaby Rudge, « roman historique, ou semi-historique ».
Dickens a cherché, selon lui, à atteindre deux buts : présenter et imposer à son public l'image et l'idée qu'il se fait de la Révolution française et associer dans un même récit deux villes qui lui sont devenues presque également chères. En conséquence, « ce roman historique [va] être un roman à thèse et l'alternance ou le chevauchement des scènes se déroulant dans deux décors différents [va] exiger une construction ingénieuse et serrée ». Mais le deuxième but n'est pas atteint « en ce sens que A Tale of Two Cities n'a rien d'une histoire des deux villes ». Chesterton le trouve pourtant excellemment construit, intégrant parfaitement la vie des gens ordinaires dans les grands événements publics, et associant « pathétique et dignité » (dignity and pathos), ce qui est une manière de louer sa sobriété dramatique. Quant à Andrew Sanders, il corrobore le jugement de Chesterton en soulignant le savant agencement de l'intrigue et la subtile intégration des drames personnels aux décors chargés d'histoire.
Le roman est en général peu prisé des critiques, notamment, d'après Margaret Drabble, en raison de son manque d'humour, mais, vendu à plus de deux cents millions d'exemplaires, il reste l'une des œuvres les plus populaires de Dickens, tant sous sa forme écrite que dans ses versions adaptées pour le théâtre et l'écran ; il a également inspiré plusieurs comédies musicales et un opéra.

## Genèse du roman
Une lettre de Dickens à Angela Burdett-Coutts du 5 septembre 1857, se réfère à la pièce de Wilkie Collins The Frozen Deep (1856),, dans laquelle il tenait le rôle de Richard Wardour, le héros sacrifiant sa vie pour celle de son rival en amour : telle est la première indication que de « nouvelles idées » concernant un roman comme Le Conte de deux cités sont en train de germer. « Elles se sont imposées à moi […] avec une force et une clarté qui m'ont surpris. La nuit dernière, […] je les ai consignées dans un petit carnet que je garde sur moi » (« new ideas have come into my head […] with surprising force and brilliancy. Last night, […] I noted them down in a little book I keep »).

### Prémices

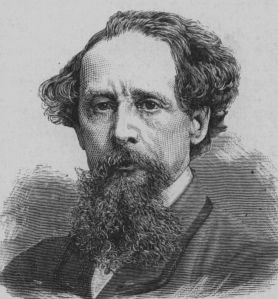
Charles Dickens, vers 1860.

De fait, le carnet en question (Book of Memoranda) contient une entrée concernant la possibilité de décrire « Paris ou Londres, ou une autre grande cité, sous un éclairage complètement inconnu des personnages de l'histoire » (« representing London — or Paris, or any other great city — in the new light of being utterly unknown to all the people in the story »). Deux noms, Carton et Stryver, sont également mentionnés, de même qu'une histoire en deux périodes, avec un espace de plusieurs années entre elles, quelque chose « comme un drame à la française » (like a French drama),.
Le 27 février 1858, Dickens écrit à John Forster qu'il est sous le coup « d'envies de plus en plus marquées, d'un genre indéfini mais par à-coups » (growing inclinations of a fitful and undefined sort) pouvant conduire à un nouveau livre, et, trois jours plus tard, il parle de se mettre à écrire si toutefois il est capable de « discipliner [s]es pensées pour les couler dans le moule d'une histoire » (discipline my thoughts into the channel of a new story). Le 15 mars, il envoie au même Forster trois titres possibles, « Enterré vivant » (Buried Alive), « Le Fil d'or » (The Golden Thread) ou « Le Docteur de Beauvais » (The Doctor of Beauvais),. À vrai dire, comme 1858 est une année fort mouvementée pour Dickens qui, de plus en plus entiché de la jeune Ellen Ternan, se sépare de son épouse Catherine, la rédaction ne commence que bien plus tard, et non sans difficulté, puisqu'il avoue à Forster peiner à se mettre à l'introduction puis à s'y tenir (settle at it or take to it).
Bientôt, cependant, le titre, « parfaitement approprié » (exactly the name), s'impose à lui, et il entreprend de consulter des ouvrages historiques sur la période que Carlyle, duquel il a sollicité le conseil, lui envoie de Londres. Aussi écrit-il le 5 avril à son ami William Macready qu'il est « quelque peu occupé et en plein travail sur une nouvelle histoire » (« a little busy and hard at work on a new story »), et le 30, paraît le premier épisode.

### «Une histoire pittoresque» (Charles Dickens)
L'été 1859 lui est pénible. Sa santé est vacillante, et il arrive tout juste à « ne pas perdre pied » (hold my ground), soit garder un mois d'avance, mais il s'acharne, avec octobre en ligne de mire, début d'une nouvelle tournée de lectures publiques. À la fin du mois d'août, il écrit à Forster que ce nouveau livre sera différent des autres, « une histoire pittoresque » (a picturesque story) montant progressivement en puissance et donnant la primauté aux événements sur les personnages. Dans sa biographie, Forster interprète cela comme « un changement délibéré et planifié par rapport à la méthode qui lui avait valu tant de succès » (« a deliberate and planned departure from the method which had been pre-eminently the source of his popularity ») : que l'histoire raconte ses personnages plus qu'ils ne le fassent eux-mêmes par le dialogue, c'était « une expérience risquée qui ne saurait être qualifiée d'entièrement réussie » (« a hazardous, and can hardly be called an entirely successful, experiment »).
Quoi qu'il en soit, le 4 octobre 1859, le roman est terminé, et, le 6, Dickens écrit à Wilkie Collins qu'il ne l'a pas rédigé « selon [sa] [celle de Wilkie Collins] manière » (in your manner), de peur que l'histoire ne paraisse « surfaite » (overdone), qu'il s'est efforcé au contraire de « suggérer », malgré un sérieux travail de préparation soigneusement dissimulé : « Telles sont les voies de la Providence, dont l'Art n'est qu'une petite imitation » (« These are the ways of Providence — of which ways, all Art is but a little imitation »). Comme souvent, il est d'avis que c'est son meilleur livre, et, dès lors, il s'enchante de sa fiction tout entière, comme en témoigne sa lettre, quelques mois plus tard, à Angela Burdett-Coutts : « Quant à mon art, j'y éprouve le même ravissement que le plus enthousiaste de mes lecteurs, et je n'oublie jamais que cette confiance constitue une responsabilité qui m'habite toujours lorsque je prends la plume » (« As to my art, I have a great delight in it as the most enthusiastic of my readers, and the sense of my trust and responsibility, in that wise, is always upon me when I take pen in hand »).

### La justificationa posteriori
En réponse à une lettre de Bulwer-Lytton, cependant, il est conduit à défendre son livre d'un point de vue artistique et historique. Bulwer-Lytton lui exprime certaines réserves sur son traitement des aristocrates et sur le sort de madame Defarge qui meurt sans gloire. Certes, répond Dickens, les privilèges féodaux avaient été abolis avant le temps de la Terreur, mais, pense-t-il, ils étaient encore largement répandus, surtout dans « l'effroyable oppression exercée à l'encontre des paysans » (« the frightful opression of the peasants »). Quant à la mort de madame Defarge, il l'a voulue « accidentelle » plutôt que « digne » : l'accident sied à son tempérament, sa passion et ses émotions ; de plus, culmination d'un trait de caractère auquel conduit l'intrigue, il s'insère dans la problématique générale de l'histoire et « devient en quelque sorte, me semble-t-il, un acte relevant de la justice immanente » (« it seems to me to become, as it were, an act of divine justice »).

## Contrat, texte, publication

### Sans contrat, des rémunérations assurées

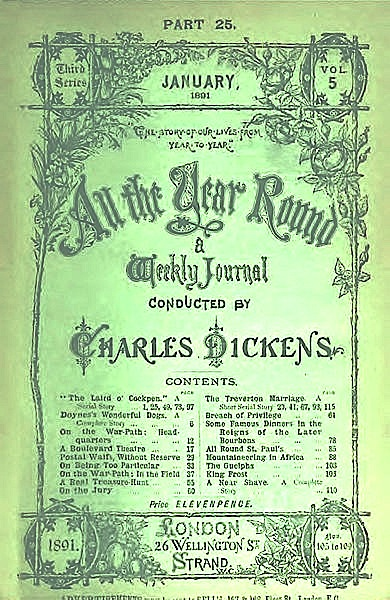
All the Year Round.

A Tale of Two Cities ayant été conçu pour lancer le nouveau périodique de Dickens All the Year Round, aucun contrat n'est nécessaire avec un journal dont il est propriétaire, et point de paiement n'est dû autre que les droits d'auteur à venir. Cependant, redoutable homme d'affaires, le romancier s'assure d'autres revenus de façon systématique : en parallèle, il négocie en effet avec des éditeurs étrangers pour une publication concomitante mais mensuelle, qu'illustre Phiz, alors que la série des feuilletons reste vierge de toute iconographie. Ainsi, le 17 mars, un contrat est signé avec Thomas Coke Evans pour le privilège de publier l'œuvre aux États-Unis, soit 1 000 £ la première année : « Pas mal ! » (not bad), s'esclaffe Dickens dans une lettre à Forster. Connaissant ensuite des difficultés, Evans revend les droits américains à J. M. Emerson de New York, sans en référer à l'auteur qui, malgré l'exclusivité concédée à Evans, les a lui-même déjà cédés, comme il l'explique à W. H. Wills, au magazine Harper's pour la même somme,. Dans le même temps, une édition est publiée à Leipzig par Taubnitz en 1859.

### Variantes et préface
Ainsi, le roman paraît hebdomadairement dans All the Year Round du 30 avril au 26 novembre 1859, sur une base mensuelle en Amérique de juin 1859 à décembre 1859, en deux volumes (no 479 et no 480) à Leipzig en 1859, puis c'est au tour de l'édition dite « bon marché » (Cheap Edition) de 1868, avec l'ajout des titres intermédiaires. Chacune de ces parutions présente quelques variantes, et Paul Schlicke peut affirmer ainsi qu'il n'existe aucun texte définitif. Le manuscrit est très surchargé, de même que sa dédicace et sa préface. Ni brouillon ni épreuve ne subsiste ; Dickens a travaillé des extraits pour ses lectures publiques programmées à la fin de l'été 1861, en particulier la section dite « Le Prisonnier de la Bastille », mais il y renonce au dernier moment.
La préface date de novembre 1859 : Dickens y écrit avoir eu la première idée de son roman en jouant The Frozen Deep de Wilkie Collins. En pleine rédaction, explique-t-il, il s'est trouvé « totalement possédé par son sujet » (it had complete possession of me). Il rend aussi grâce au « merveilleux livre de Mr Carlyle » (Mr Carlyle's wonderful book) et ajoute que son intention a été de mieux faire connaître « cette terrible période » (that terrible time), autrement que par des moyens populaires et pittoresques,.
Le livre est dédié à Lord John Russel, « en reconnaissance des nombreux services rendus et de ses gentillesses personnelles » (« in remembrance of many services and private kindnesses ») ; Premier ministre, Lord John Russell est, en effet, grâce à son action politique, en particulier pour l'éducation, l'un des rares politiciens que Dickens ait admirés, et leur amitié s'est trouvée renforcée par l'animosité qu'ils partagent envers Palmerston.

### Les affres de la «concision et [du] resserrement» (George Eliot)
Peter Merchant souligne que peu de romanciers ont réussi, et même essayé, de mobiliser l'énergie et l'allant ayant permis à Dickens de « compresser lectures, recherches et rédaction pour sortir un roman tel que A Tale of Two Cities en moins d'une année » (« compress the processes of reading, research, and writing as to turn A Tale of Two Cities into the labour of less than a year »). Au zénith de sa célébrité, son ambition créatrice est toujours aussi ardente, et, à sa façon, ajoute Peter Merchant, il est une sorte de Stryver, l'avocat-phare du roman, défrichant sans cesse de nouveaux horizons, se lançant dans des entreprises de plus en plus exigeantes, au prix d'un travail sans répit ni merci.
D'autant qu'écrire pour le format réduit de la publication hebdomadaire a été douloureux. Le 8 juillet 1859, il écrit à Forster que ces « portions congrues le rendent fou à lier » (« The small portions drive me frantic ». Il lui semble alors que rien, ni l'intérêt pris au sujet, ni le plaisir de maîtriser une formule difficile, ni les rémunérations à en attendre, ne pourront jamais compenser le temps passé, la torture de cette « condensation permanente » (incessant condensation). Quelques mois plus tard, cependant, le ton se fait plus serein et, en écho à George Eliot, qu'il cajole dans l'espoir qu'elle contribue à sa revue, et qui lui a demandé si « la concision et le resserrement structurel » (terseness and closeness of construction) n'ont pas, dans son roman, exigé des sacrifices, il répond, rassurant, que « tel est l'effet produit, mais, croyez-m'en, rien de plus » (« This was its effect, but nothing more believe me »),.

## Illustrations

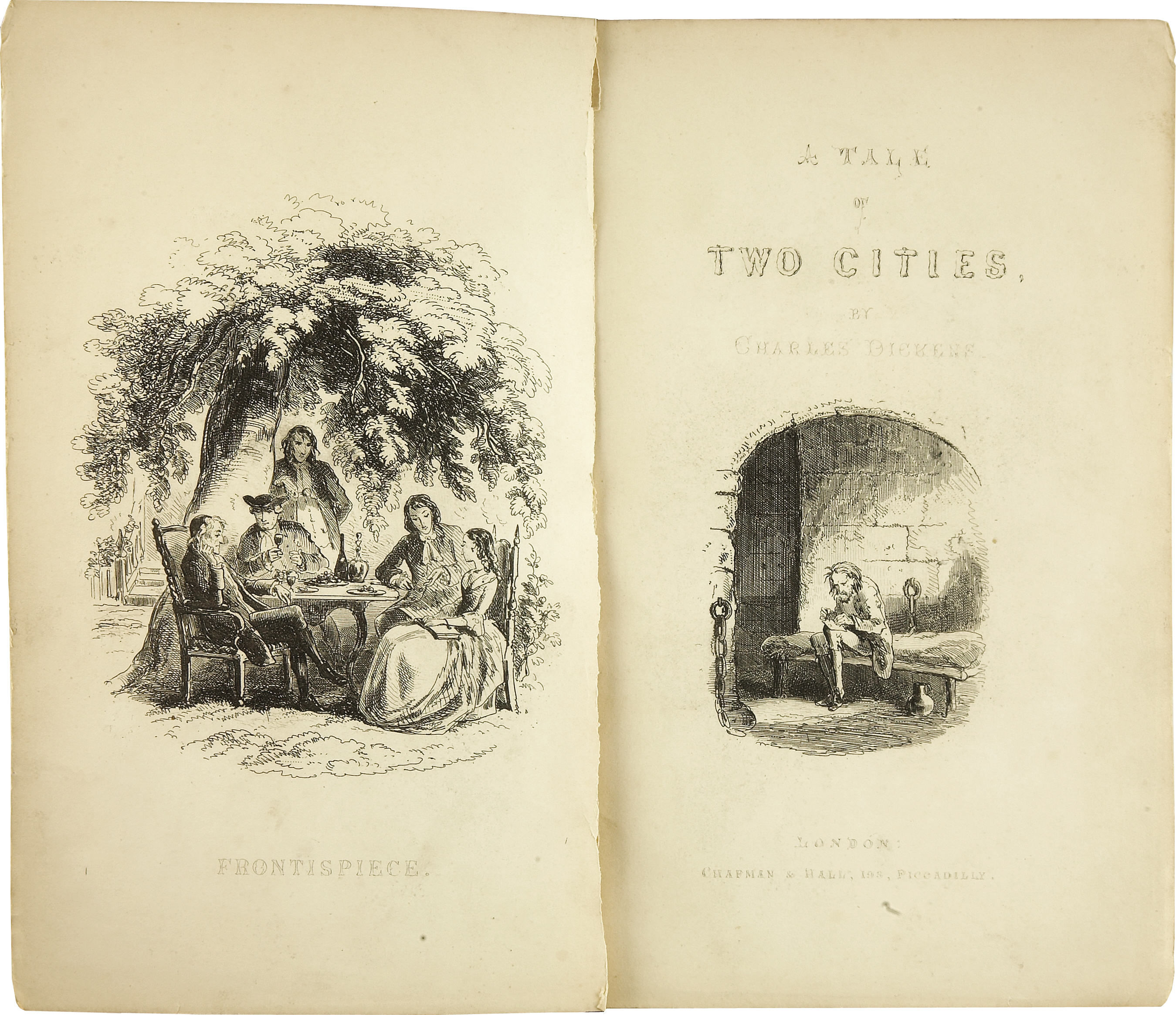
Frontispice et vignette par Phiz (1859).
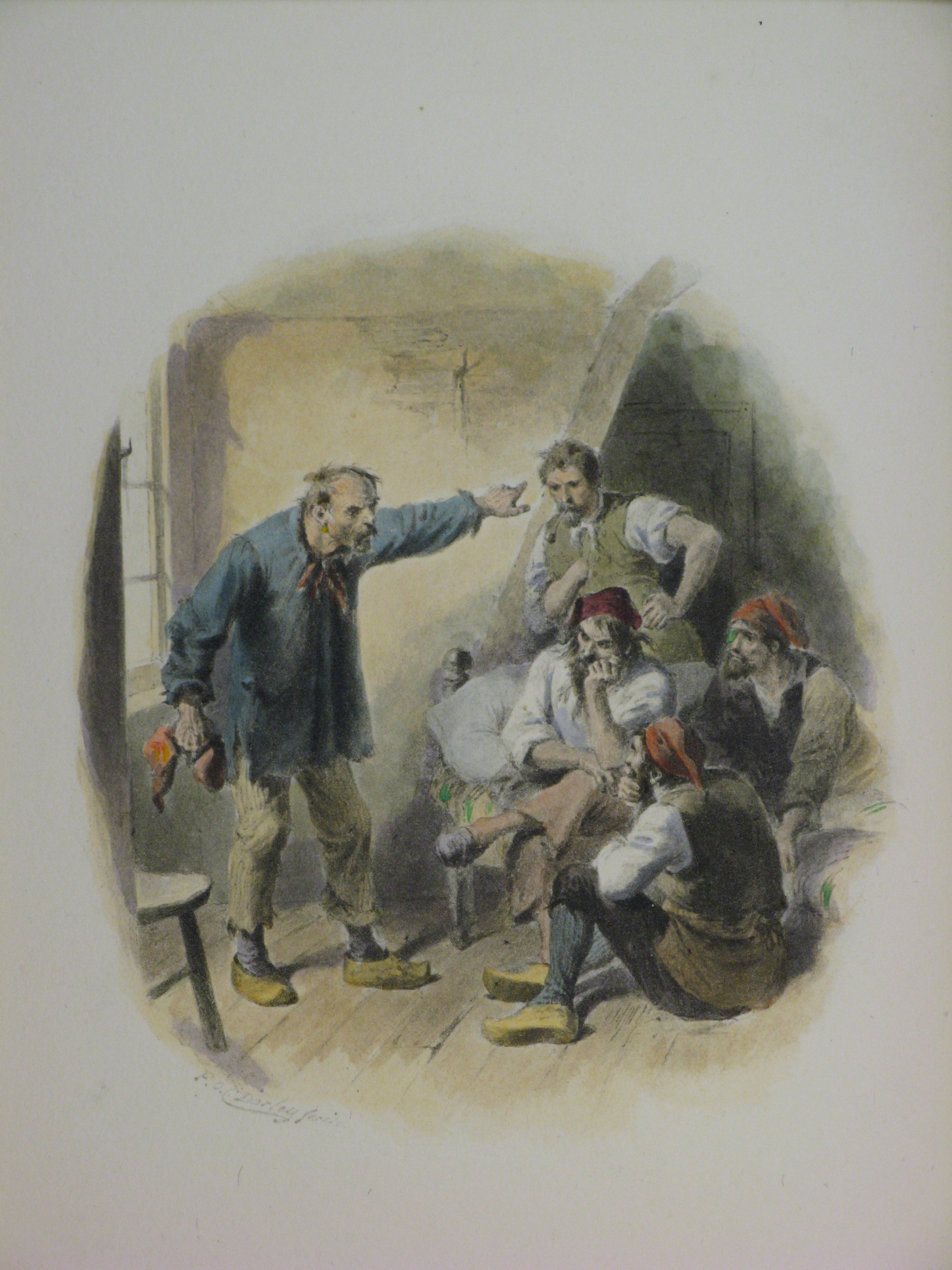
Frontispice : « Les quatre Jacques » par F. O. Darley (1894).
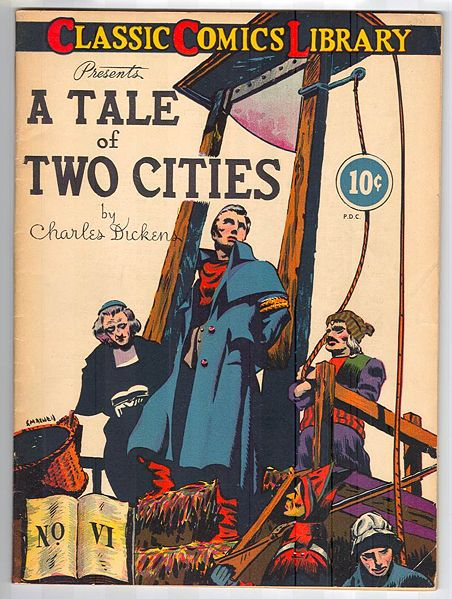
Page de couverture par un anonyme (1942).
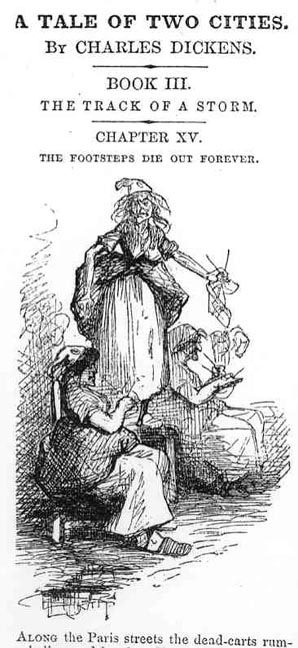
Trois Tricoteuses devant la guillotine, par John McLenan.

L'histoire que publie All the Year Round ne comporte aucune illustration, sauf les gravures réalisées par Phiz pour la couverture intérieure (wrapper design), le frontispice et la vignette de la page de titre, reproduites également dans l'édition en un volume. Le travail de Phiz pour la page de couverture est assez généralement admiré, mais les réalisations graphiques destinées au reste « ont été reçues par un chœur d'imprécations » (« has met with a chorus of disapproval »), car exécutées à la hâte, mal reproduites, sans effort de composition dramatique, avec des costumes anachroniques, « manquant de vitalité » (deficient in vitality), résume Steig. Et Jane Rabb Cohen d'être encore plus sévère : « L'artiste a totalement échoué à trouver un corrélatif graphique pour la prochaine étape créatrice de l'auteur » (« The artist utterly failed to find a graphic correlative for the next author's stage of growth »). « Beau constat d'échec, conclut Paul Schlicke, Browne n'a apposé sa signature sur aucune de ses gravures. Il n'a plus jamais travaillé pour Dickens » (« As an acknowlegement of failure, Browne did not put his signature on a single plate. He never worked for Dickens again »).
Peu d'autres artistes se sont intéressés au roman : Fred Barnard a conçu vingt-cinq illustrations, John McLenan une série de plus cinquante pour Harper's sur des points très précis, F. O. C. Darley quelques-unes en 1894, en particulier The Four Jacques, pour Houghton, Mifflin and Company, A. A. Dixon douze en 1905 et Ralph Bruce une page de couverture en 1966.

## Sources et contexte

### Deux pièces de théâtre
Les sources sont à la fois spécifiques et générales, privées et publiques, historiques et contemporaines, écrit Paul Schlicke. Parmi celles qui sont d'ordre privé, a déjà été noté le personnage de Richard Wardour, héros du Frozen Deep de Wilkie Collins. Une autre pièce paraît avoir joué un rôle, The Dead Heart (« Le Cœur mort ») de Watts Phillips, dont certains éléments se retrouvent dans le roman : le décor de la France révolutionnaire, un personnage enterré vivant pendant dix-huit années, un héros guillotiné pour sauver une autre vie. Cette pièce n'a été jouée que trois semaines avant que Le Conte de deux cités ne soit achevé, ce qui a valu à Phillips l'accusation de plagiat, mais, comme l'explique Carl Dometsch, Dickens a certainement eu connaissance du manuscrit bien avant.

### Histoire de la Révolution françaisede Thomas Carlyleet al.

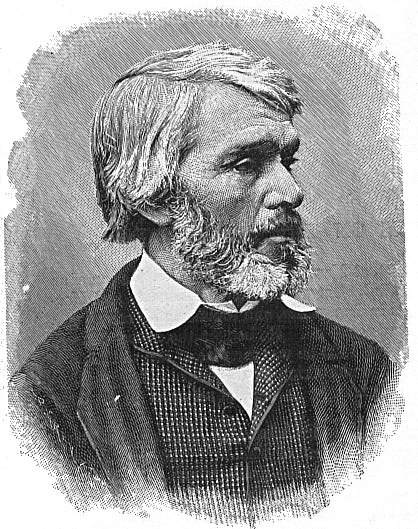
Thomas Carlyle, l'auteur de Histoire de la Révolution française.

Bien mieux connue des lecteurs de l'époque est l’Histoire de la Révolution française de Carlyle, que, dès 1853, Dickens couvre de lauriers et dit lire pour la cinq-centième fois. Qu'il se soit beaucoup reporté à cet ouvrage est avéré, mais les critiques se sont longtemps interrogés sur l'importance réelle de sa dette : ainsi, Michael Goldberg et Williams Oddie, en 1972,, rappellent que Dickens a mentionné d'autres noms, ceux de Louis-Sébastien Mercier (1740-1814) et de Jean-Jacques Rousseau (1712-1778), que John Forster, qui les cite, considère comme des sources capitales,. Ces ouvrages font peut-être partie de la caisse de livres qu'a envoyée Carlyle, ce que rappelle Sylvère Monod, qui réfute ainsi la médisance de Chesterton, selon lequel, si Carlyle avait beaucoup lu sur la Révolution française, Dickens, lui, n'avait rien lu, sauf Carlyle.
Andrew Sanders fait le point sur l'importance respective de ces éléments et trouve encore d'autres documents ayant vraisemblablement aidé Dickens dans son travail de préparation, par exemple, The Annual Register (« Le Registre annuel ») de 1774, 1775 et 1776, ainsi que Travels through France in the Years 1787, 1788 et 1789 d'Arthur Young (« Voyage à travers la France au cours des années 1787, 1788 et 1789 »), paru en 1792.
Tout cela corrobore un fait d'évidence : la Révolution française a constitué de loin l'influence la plus déterminante dans toute l'Europe du XIXe siècle, et son effet a persisté pendant encore plus de cinquante ans. Dans sa nouvelle A Flight, publiée par Household Words le 30 août 1851, Dickens écrit que les Français « sont révolutionnaires, et ça ne leur passe pas » (the French are revolutionary, - and always at it).

### L'agitation et le déséquilibre personnels
Ce contexte historique virtuel, puisque appartenant désormais au passé, se greffe sur l'agitation bien réelle que vit Dickens, qui rejette son épouse, se brouille avec son éditeur et certains de ses meilleurs amis, comme si, chez lui aussi, la révolution était dans l'air, ce qui fait dire à Paul Schlicke que le sujet a dû lui sembler particulièrement approprié pour servir de soupape. Cette thèse est réfutée par Jean Gattégno pour qui, une année s'étant écoulée, tout cela est derrière Dickens : il est passé à autre chose, il ne s'est vraiment mis dans ses livres que dans David Copperfield et Les Grandes Espérances, la pression vient plutôt des difficultés éditoriales de Household Words.

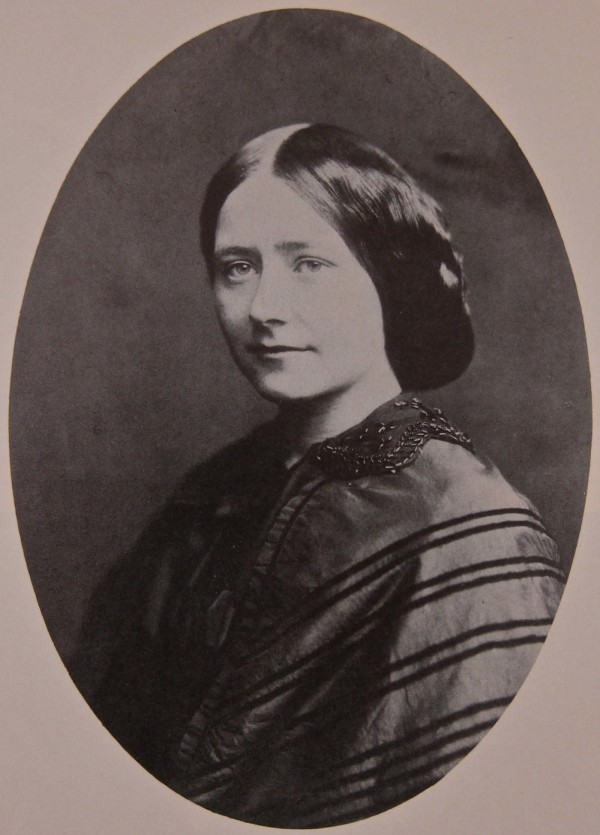
Ellen Ternan, peu après avoir connu Dickens.

Pourtant, fait remarquer Paul Schlicke, non seulement le personnage de Lucie Manette emprunte beaucoup de traits, ainsi que sa longue chevelure blonde, à Ellen Ternan, la maîtresse de Dickens, qui a tenu – coïncidence troublante – le rôle d'une Lucy dans The Frozen Deep de Wilkie Collins, mais le romancier s'identifie volontiers à son héros Sydney Carton : « Je dois avouer que j'aime bien mon Carton, écrit-il à son amie Mary Boyle, et il m'arrive de penser que, si je l'incarnais [au théâtre], j'aurais vraiment pu faire quelque chose de sa vie et de sa mort » (« I must say I like my Carton. And I have a faint idea sometimes, that if I acted him, I could have done something with his life and death »),, propos que reprend la préface en écho : « J'ai vérifié tout ce qui se fait et s'endure dans ce livre au point que je l'ai sans aucun doute fait et enduré moi-même entièrement » (« I have so far verified what is done and suffered in these pages, as that I have certainly done and suffered it all myself »),.
Sylvère Monod porte lui aussi une attention marquée à l'aspect personnel, d'abord parce qu'il est difficile de détacher les affirmations précitées de l'idée du théâtre, comme si Dickens s'était « mis dans la peau du rôle », et que « c'est […] pour un spectateur imaginaire, plus encore que pour un lecteur, qu'[il] travaille » ; d'autre part, Charles Darnay porte ses initiales et son propre prénom comme lui, et, lui aussi, est déjà marié et père de famille « lorsqu'il cède à l'attrait d'une aventure personnelle et abandonne à leur insu (livre II, chapitre XXIV) femme et enfant pour se ruer vers le Paris grondant de la Révolution ». Il rejoint donc, tout en la nuançant, la conclusion de Jack Lindsay qui relève l'influence littéraire de Bulwer-Lytton dans la conception du livre, et y voit une part de déséquilibre sentimental et sexuel chez l'auteur,.

## Accueil et critique

### L'accueil du public
Le 20 juin 1859, Dickens écrit que All the Year Round connaît un succès phénoménal, laissant loin derrière lui le vieux Household Words, et que son histoire « frappe de plus en plus profondément chaque semaine » (« strikes deeper every week »). D'après le rédacteur en chef adjoint W. H. Wills, le premier numéro de a Tale of Two Cities s'est vendu à 120 000 exemplaires, et même si la pression retombe peu après, les ventes se stabilisent autour de 100 000, ce qui surpasse de loin, en effet, les 40 000 que Household Words atteint à son faîte. Toutefois, se produit une sorte de rivalité entre les publications de format différent : le numéro mensuel commence relativement bien, avec 30 000 exemplaires enlevés d'emblée, puis stagne, victime de la concurrence hebdomadaire qui a toujours trois semaines d'avance, de quoi déplaire à Dickens qui, le 13 mars 1860, se dit « plutôt déçu » (rather disppointed). D'après George Ford, 293 000 exemplaires se sont vendus aux États-Unis (statistiques de 1968).

### Critiques des contemporains
Les comptes-rendus publiés dans la presse sont très divergents. Carlyle est enthousiaste, ce qui comble l'auteur d'un « chaleureux ravissement » (heartily delighted). À l'inverse, Mrs Oliphant retrouve « peu de Dickens » (little of Dickens) dans le roman, et le critique James Fitzjames Stephen déclenche un scandale en le traitant de « bouillie pour les chats bien mal assaisonnée » (a dish of puppy pie and stewed cat which is not disguised by the cooking), puis en explicitant son propos avec ce commentaire : « une construction mal assemblée érigée pour exposer la pacotille de mauvais goût servant de fonds de commerce à Mr Dickens » (« a disjointed framework for the display of the tawdry wares which form Mr Dickens's stock-in-trade »).

### Critiques récentes
Parmi les nombreuses études consacrées au roman à la fin du XXe siècle, certaines sont très spécialisées : ainsi, en 1965, Taylor Stoehr étudie son aspect stylistique, Joseph Gold consacre en 1972 un ouvrage à sa dimension mythique, Albert Hunter, pour sa part, en propose en 1978 une analyse de type psychanalytique et Chris Brook, en 1984, se penche sur ses thèmes chrétiens.
En ce qui concerne l'aspect historique, Andrew Sanders, dans son introduction de 1979, comparant entre autres A Tale of Two Cities avec Barnaby Rudge, évoque la fascination de Dickens pour la populace, tandis que Sylvère Monod, en 1968, met en évidence la symétrie structurelle que délimitent les deux scènes de procès. Enfin, Ruth Glancy rédige en 1991 une introduction, selon Paul Davis, « intelligente et érudite » au roman,.

## Personnages

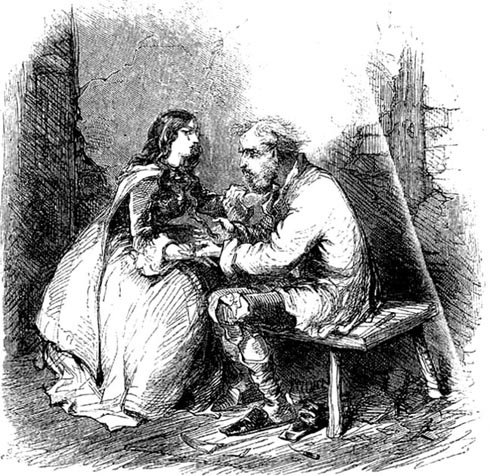
Lucie retrouve son père dans un grenier chez Defarge, par John McLenan.

- Sydney Carton, avocat anglais à la pensée agile, mais alcoolique, cynique et désabusé. Par amour pour Lucie Manette, il devient le héros principal dans l'épilogue du roman.
- Dr Alexandre Manette, père de Lucie, retenu à la Bastille pendant dix-huit années.
- Lucie Manette, l'idéal de la femme, selon les critères prévictoriens, aimée de Carton et de Charles Darnay qu'elle épouse. Fille du Docteur Manette, à l'ample chevelure blonde comme sa défunte mère, elle est le « fil d'or » qui donne son titre au livre II, reliant la vie de deux familles, celle de son père et celle de son mari, ainsi que le destin de tous les protagonistes[81].
- Charles Darnay, jeune aristocrate français de la famille St. Evrémonde. Révolté par la cruauté de son père et de son oncle envers leurs paysans, il a pris le nom de jeune-fille de sa mère, d'Aulnay, changé en Darnais pour en enlever la particule, a quitté la France et s'est établi en Angleterre. Il fait preuve de la plus grande honnêteté en révélant sa véritable identité au docteur Manette, et d'un courage exemplaire lorsqu'il retourne à Paris pour sauver Théophile Gabelle, injustement emprisonné.
- Ernest Defarge, Monsieur Ernest Defarge, propriétaire d'une échoppe de vins et chef d'une jacquerie. Il a recueilli le docteur Manette après sa libération en souvenir des bons traitements qu'il a reçus de sa part lorsque, jeune homme, il faisait partie de sa domesticité. Il devient l'un des chefs de la révolution, animé, contrairement à beaucoup de ses pairs, par une sincère foi en la cause qu'elle défend.
- Madame Thérèse Defarge, son épouse, révolutionnaire assoiffée de vengeance, l'antagoniste du roman.
- Jacques Un, Deux et Trois (Jacques One, Two, and Three), révolutionnaires associés à Ernest Defarge. Jacques Trois, particulièrement acharné, est juré au tribunal révolutionnaire.
- La Vengeance (The Vengeance), camarade de madame Defarge, son « ombre et son lieutenant », membre de la confrérie des femmes révolutionnaires de Saint-Antoine[N 8].
- Le Cantonnier (The Mender of the Road), paysan, plus tard « Le Bûcheron », fervent partisan des Defarge.
- Jarvis Lorry, l'un des plus anciens directeurs de la banque Tellson, très cher ami du docteur Manette.
- Miss Pross, préceptrice de Lucie Manette depuis qu'elle a dix ans, d'une loyauté sans faille envers son ancienne élève et sa patrie.
- Le Marquis St. Evrémonde, également appelé « Le Jeune » (The Younger) parce qu'il a hérité de son titre à la mort de « l'Ancien » (The Elder), l'oncle particulièrement cruel de Charles Darnay.
- L'Ancien et son Épouse (The Elder and His Wife), frère jumeau du marquis, détenteur du titre lorsque le docteur Manette a été emprisonné, et sa femme, qui a très peur de lui, parents de Charles Darnay.
- John Barsad (Solomon Pross), espion travaillant d'abord pour l'Angleterre, puis, dissimulant sa véritable nationalité, pour la France ; frère depuis longtemps disparu de Miss Pross.
- Roger Cly, autre espion, travaillant avec Barsad.
- Jerry Cruncher[N 9],[82], portier et garçon de courses de la banque Tellson. Il s'adonne secrètement à l'art d'être un Resurrection Man, c'est-à-dire un « voleur de cadavres », nom donné à ceux qui déterrent les cadavres pour les vendre comme sujets anatomiques, commerce, selon Pierre Leyris, « dangereux mais très lucratif »[83].
- Mrs Cruncher, épouse de Jerry Cruncher, très pieuse, encore que son mari prétende qu'elle prie pour son propre malheur, ce qui expliquerait ses échecs au travail. Femme insultée et parfois battue, elle a la piètre satisfaction de recevoir quelques excuses vers la fin du roman.
- C. J. Stryver, avocat ambitieux et arrogant, il est le supérieur de Sydney Carton. Les initiales C. J. font vraisemblablement référence à son titre Chief Justice.
- La couturière (The Seamstress), jeune femme victime de la Terreur, précédant Sydney Carton, qui la réconforte, dans la charrette les conduisant à l'échafaud.
- Théophile Gabelle, nommé d'après le célèbre impôt sur le sel de l'Ancien Régime, régisseur du marquis St. Evrémonde, faisant office de postier et de fonctionnaire des impôts pour les métayers de son maître. Emprisonné par les révolutionnaires, il écrit une lettre désespérée à Charles Darnay, ce qui décide ce dernier à venir à Paris.
- Gaspard, l'homme dont le petit garçon meurt sous les roues du carrosse. Il se venge en assassinant le marquis, puis se cache pendant une année, au bout de laquelle il est arrêté et exécuté, son cadavre restant pendu jusqu'à décomposition juste au-dessus de la fontaine du village.
- Monseigneur, appellation réservée aux aristocrates du roman ou, plus généralement, aux nobles émigrés en Angleterre.
- Un petit garçon paysan et sa sœur (A young peasant and his sister), les victimes du marquis, s'avérant être les frère et sœur de madame Defarge.

## Intrigue

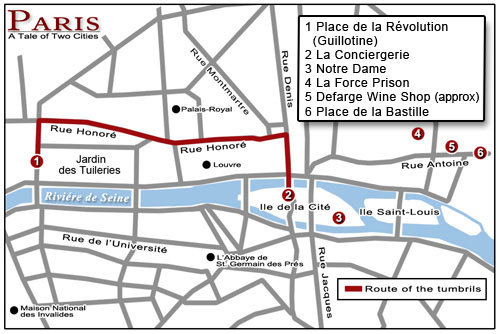
Paris dans le roman.
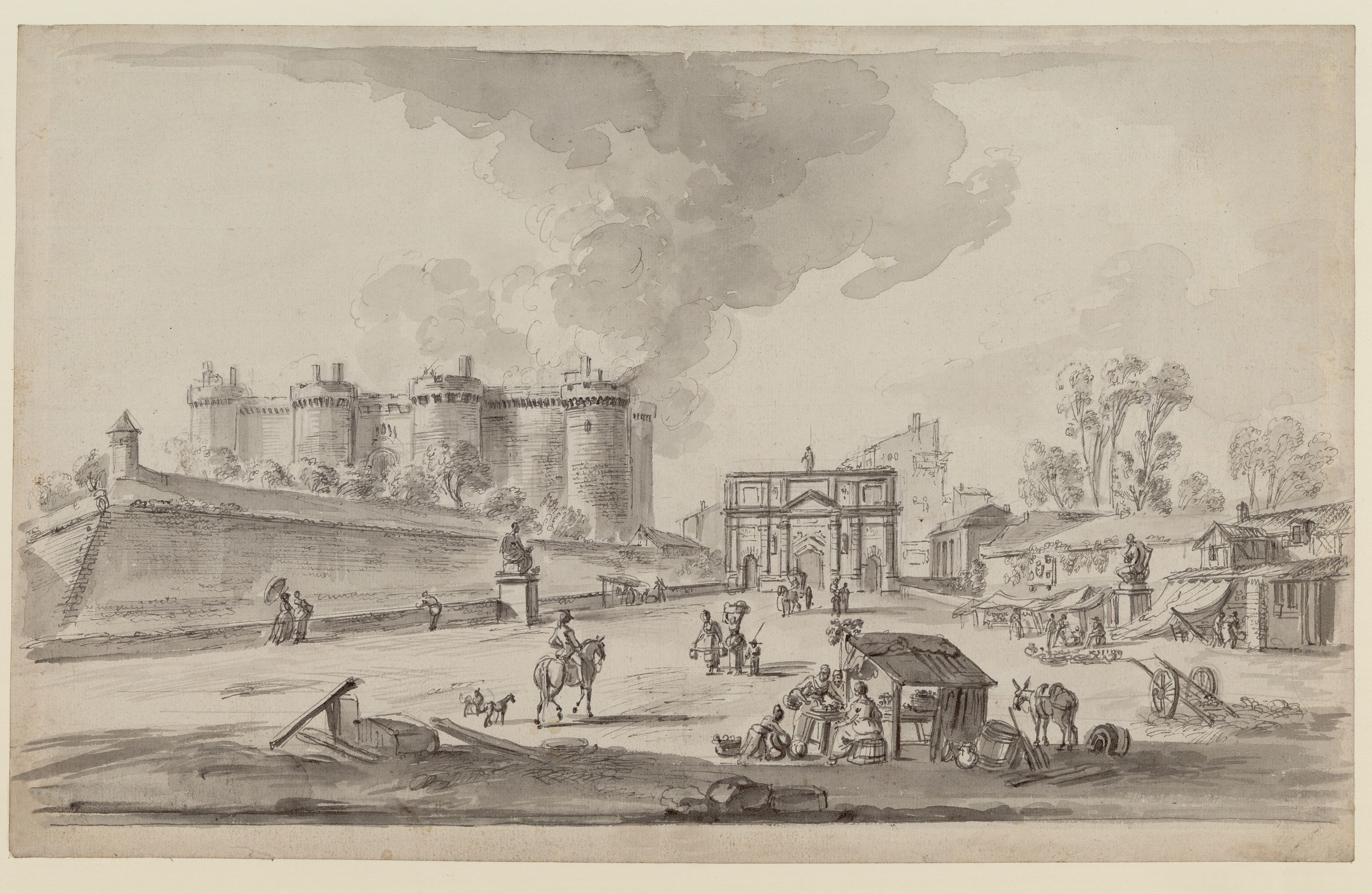
La Bastille et la porte Saint-Antoine en 1789.
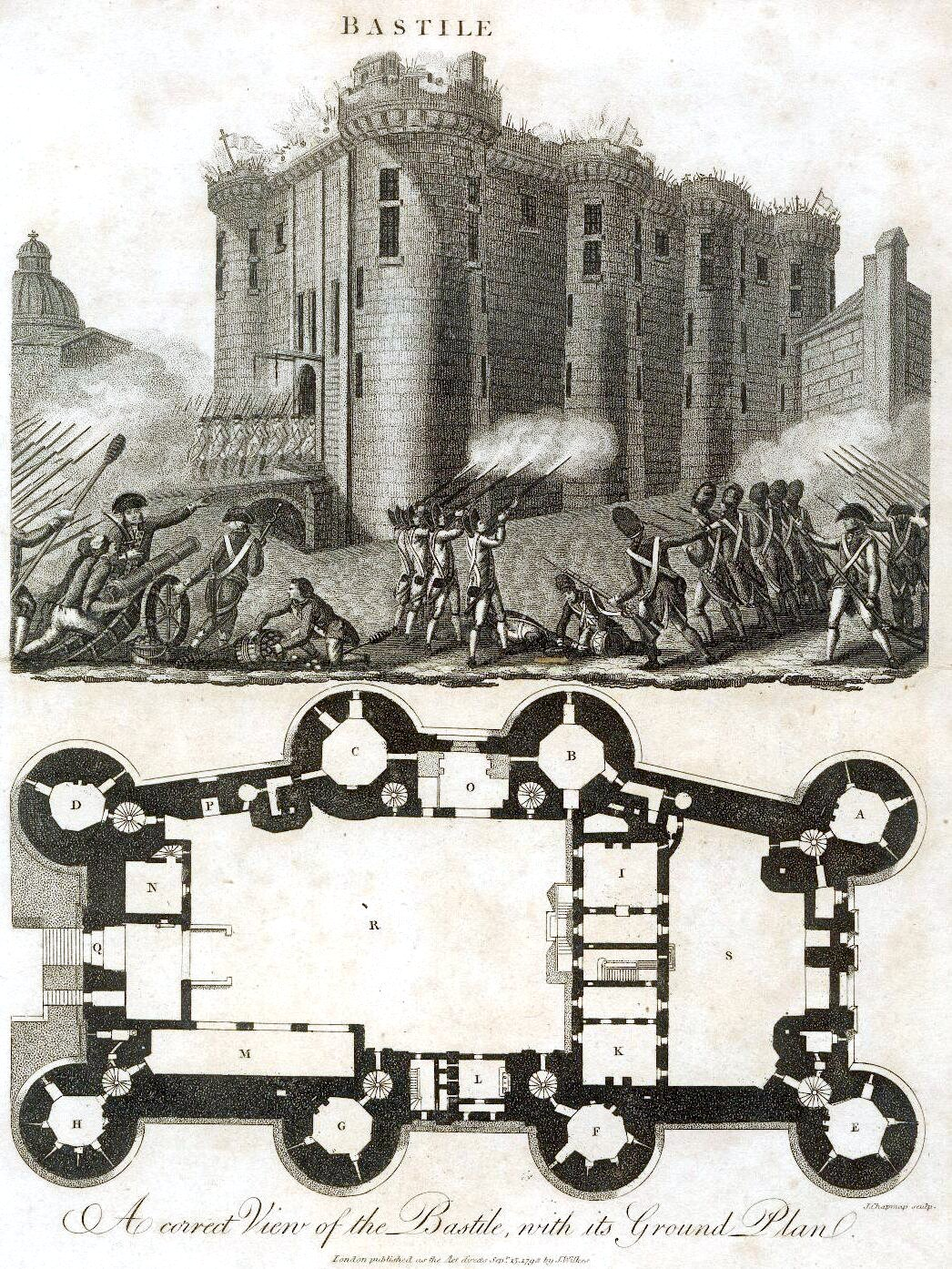
Prison de la Bastille sous le feu des assaillants.

### Structure
En cette année 1775, la France et l'Angleterre traversent une période de soulèvements sociaux. Les forces conduisant à la Révolution française se heurtent à un cercle de personnes vivant de l'autre côté de la Manche, si bien que leurs destinées respectives vont s'en trouver irrévocablement emmêlées.

#### Livre I

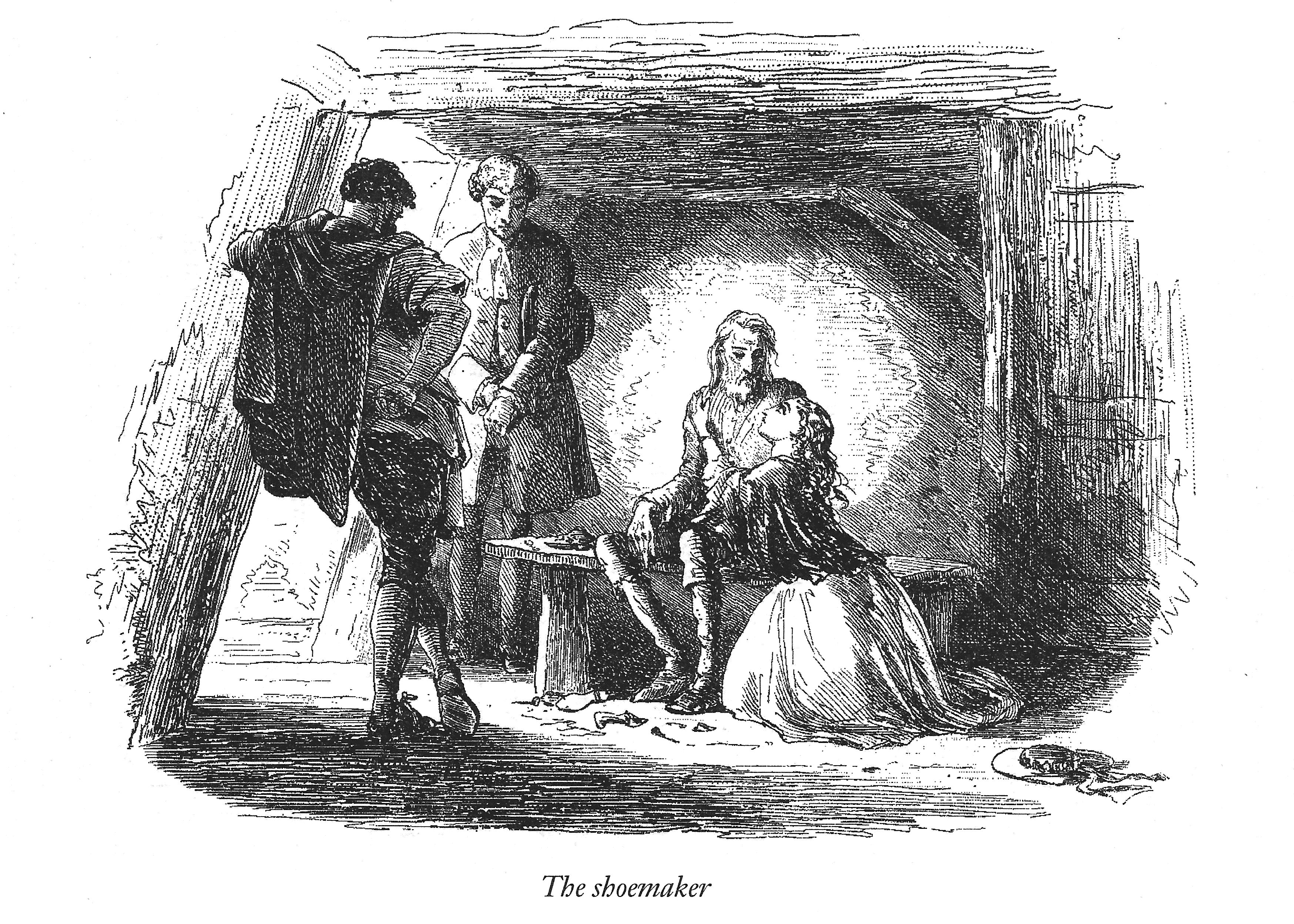
Le pauvre cordonnier, par Phiz.

Lucie Manette, jeune orpheline ayant été élevée grâce à la banque Tellson dont elle est la pupille, apprend que son père est toujours en vie après avoir été à tort embastillé pendant dix-huit ans. Accompagnée de M. Jarvis Lorry, homme de confiance de la banque et ancien gérant des affaires de son père avant son incarcération, elle se rend en France et le retrouve au faubourg Saint-Antoine, hébergé depuis sa libération par un de ses anciens domestiques, M. Ernest Defarge, qui, avec sa femme, tient une échoppe de vin au rez-de-chaussée. Le Dr Manette est au bord de la folie, entre dans des transes et est obsédé par la cordonnerie ; sa fille jure de lui rester fidèle et de se consacrer corps et âme à restaurer sa santé. La famille déménage à Londres où M. Lorry devient un ami fidèle. Le temps passe et, au terme d'une longue convalescence, le docteur retrouve ses esprits et, malgré d'occasionnelles rechutes, peut reprendre ses consultations. Depuis son retour en Angleterre, l'affection qui l'unit à Lucie ne fait que croître, père et fille devenant inséparables.

#### Livre II
Cinq années ont passé ; Lucie et le docteur sont appelés à la barre des témoins lors du procès de Charles Darnay, sujet français résidant à Londres, accusé de haute trahison contre la Couronne, sur le témoignage de deux hommes déclarant l'avoir vu remettre des documents à des Français. Lucie raconte qu'elle l'a vu à bord du bateau qui les a ramenés de France, elle et son père, et qu'il avait plaisanté sur les capacités du roi et conversé avec des Français. Avouant espérer que ses dires ne scelleront pas le sort de l'accusé, elle fait aussi remarquer que Darnay s'est montré extrêmement obligeant envers elle lors de la traversée et l'a aidée à prendre soin de son père.
Juste avant la fin des débats, l'avocat Sydney Carton, membre de l'équipe chargée de la défense du prévenu, enlève sa perruque et la cour remarque qu'il ressemble trait pour trait à Darnay, ce qui érode la crédibilité des premiers témoins, désormais susceptibles d'avoir pris l'un pour l'autre, et de ce fait permet sa libération. Depuis ce procès, Charles et les Manette se sont rapprochés ; peu à peu, l'émigré français devient, comme M. Lorry, un ami fidèle, bientôt un parent. Sydney Carton est très présent lui aussi, encore que ses façons de vivre ne le rendent pas toujours le bienvenu : souvent renfrogné et grossier, il boit beaucoup trop, si bien qu'il est l'objet de violentes critiques de la part des familiers de la maison. Un jour, cependant, il se laisse aller aux confidences : il n'a rien fait de sa vie, déclare-t-il à Lucie, ne voit aucune possibilité d'amélioration, mais désire lui faire savoir qu'elle a fait naître en lui des sentiments qu'il croyait depuis longtemps extirpés de son cœur. Elle lui demande ce qu'elle peut faire pour lui venir en aide, mais il décline son offre tout en l'assurant qu'il éprouve une grande tendresse à son égard et qu'en toute circonstance, elle peut compter sur lui. Le cercle des Manette et de leurs familiers poursuit ses activités, mais, un soir, Lucie ressent comme la prémonition d'un grand danger et de bouleversements qui vont profondément affecter sa vie. La famille poursuit cependant son existence somme toute heureuse et Lucie se fiance à Darnay, qui révèle au docteur Manette qu'il est l'unique dépositaire d'un secret. Le docteur lui demande de n'en parler que le matin du mariage, ce à quoi Darnay donne son accord.
Une année se passe et Darnay retourne en France pour s'occuper de l'affaire pour laquelle il a été poursuivi en Angleterre. Il se rend dans le luxueux château de son oncle, aristocrate corrompu dont l'indifférence au malheur d'autrui a été jusqu'à faire porter sur les paysans qui encombraient son passage le blâme de la mort d'un enfant que son carrosse, lancé à toute vitesse dans une rue étroite de Paris, a écrasé. Le soir, le dîner est servi mais, au matin, Darnay découvre que son oncle a été assassiné dans son lit pendant la nuit.
Il revient en Angleterre, les années s'écoulent paisiblement. Lucie et lui, désormais mariés, ont deux enfants. L'un décède en son jeune âge, mais, malgré ce deuil, la famille poursuit une vie plutôt heureuse. Le pressentiment de Lucie ne s'est pas évanoui pour autant, et M. Lorry remarque que bien des clients parisiens de la banque Tellson transfèrent dans la hâte leurs liquidités vers la succursale anglaise, signe d'une grande inquiétude sur les événements à venir. Il est d'avis qu'il va lui falloir se rendre lui-même dans la capitale française pour aider à gérer ces mouvements de capitaux qui ne cessent de s'accélérer.
Un jour, M. Lorry fait remarquer à Darnay qu'il a reçu une lettre, aux bons soins de la banque Tellson, adressée à un certain marquis de St. Evrémonde. Darnay répond qu'il connaît le destinataire et qu'il lui remettra la missive en personne. En vérité, ce marquis n'est autre que lui-même, descendant des dirigeants corrompus de la France. La lettre émane d'un vieil employé de la famille injustement incarcéré et craignant d'être bientôt exécuté. Darnay, qui s'est longtemps refusé à retourner en France de crainte des représailles pouvant s'exercer contre lui en raison de son ascendance, prend conscience qu'il n'a pas d'autre choix que de repartir.

#### Livre III

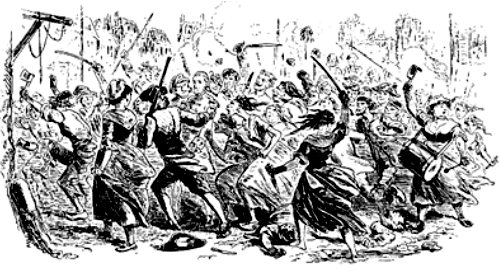
La foule de Paris déchaînée, par Phiz.

Il s'y rend donc pour intervenir en faveur de son ami, sans prévenir sa famille, mais prend vite conscience que la situation est bien plus grave qu'il ne l'imaginait. La révolution est en marche, le peuple des paysans a renversé le pouvoir en place et s'emploie à éliminer quiconque a eu des liens avec l'ancien régime. Aussi Darnay se trouve-t-il immédiatement arrêté et jeté en prison, malgré ses protestations de bonne foi. Il a beau expliquer qu'il ne partage nullement les opinions de son oncle et de son père, et qu'il est au côté du peuple dans sa lutte, les paysans refusent de le libérer. Parmi les révolutionnaires les plus acharnés se déchaînant contre lui se trouvent Ernest Defarge et sa femme Thérèse.
Lucie et son père ont appris que Darnay est reparti en France et qu'il y court un grave danger. Les révolutionnaires voient dans le docteur un héros ayant longtemps souffert aux mains du pouvoir qui les a opprimés. Grâce à la sympathie dont il jouit, il apprend où Darnay est retenu et il intervient en sa faveur. Pour autant, ce dernier comparaît devant le tribunal du peuple, ensemble hétéroclite, ridicule et corrompu, mais, grâce à l'intervention du Dr Manette, il sauve sa tête. Il est remis en liberté, mais, quelques heures après la levée d'écrou, il est à nouveau arrêté sur dénonciation de trois citoyens français. Il est donc contraint à un nouveau procès au cours duquel il apprend que les délateurs sont les membres de la famille Defarge, Ernest, son épouse Mme Thérèse Defarge, aussi cruelle que vengeresse, et le Dr Manette en personne. Ce dernier proteste de sa bonne foi, assurant le tribunal qu'il n'a jamais dénoncé Darnay et que ceux qui l'accusent sont des menteurs.
Cependant, Defarge présente au tribunal une nouvelle pièce à conviction, le journal tenu par le Dr Manette au cours des dix premières années de son incarcération, qu'il avait caché dans sa cellule. Le document révèle que le docteur a su qu'un certain Marquis St. Evrémonde et son frère avaient cruellement assassiné un paysan, la famille de l'homme agressé ayant fait appel à ses soins avant la mort du blessé. Témoin de la bestialité avec laquelle les deux frères traitaient leurs victimes, il s'en était ouvert au gouvernement auquel il avait adressé une lettre. Les coupables avaient appris l'existence de cette lettre et, peu après, il se trouvait en état d'arrestation sans que son épouse sût jamais ce qui lui était arrivé. C'est pour cette raison surtout, ajoutait le docteur, qu'il avait pris la décision de les dénoncer, eux et tous leurs descendants.
À la lecture de cette lettre, la cour se déchaîne et vote à l'unanimité l'exécution de Darnay. Lucie et son père sont horrifiés, et Carton, venu lui aussi à Paris, s'entretient avec Mr Lorry des suites à donner à l'affaire. Le Dr Manette essaie désespérément de sauver Darnay, mais il est victime de nouvelles crises convulsives qui le rendent incapable d'agir.
Par une série de coïncidences, Carton découvre que l'un des témoins à charge contre Darnay, lors de son procès sept ans auparavant, est un espion travaillant en France, plus particulièrement dans la prison où Darnay est incarcéré. Par un chantage bien ciblé, il obtient de cet homme le droit de rendre visite à Darnay dans sa cellule. M. Lorry émet des doutes sur cette méthode d'action et fait solennellement remarquer à Carton qu'au contraire, elle risque de lui nuire. Carton lui répond qu'il en est conscient, que le sort de Darnay est de toute façon irrévocablement scellé, mais qu'il a d'autres plans en tête.
Le jour de l'exécution, grâce à son chantage sur l'espion, Carton est admis dans la prison, sous prétexte d'une dernière visite au condamné. Une fois à l'intérieur, il administre à Darnay une drogue qui le plonge dans un profond sommeil, échange ses vêtements avec lui et oblige l'espion à le sortir de l'enceinte. Là, attend un véhicule où se trouvent le docteur, Lucie et M. Lorry qui n'attendent que son retour pour quitter au plus vite le territoire français, car tous sont en danger, Mme Defarge ayant l'intention de les dénoncer : le jeune paysan assassiné par les frères St. Evrémonde n'était autre que son frère.
L'espion réussit à sortir Darnay de la prison et bientôt, la voiture des Manette reprend la route. Carton est conduit à la guillotine et décapité ; il a ainsi rempli sa promesse à Lucie : mourir si nécessaire pour qu'elle puisse sauvegarder son amour (keep a life you love beside you). Sa dernière pensée est pour son propre destin : sa mort, cet acte final librement choisi, est bien le meilleur qu'il ait jamais accompli.

### Résumé

#### Livre I: «Rappelé à la vie»

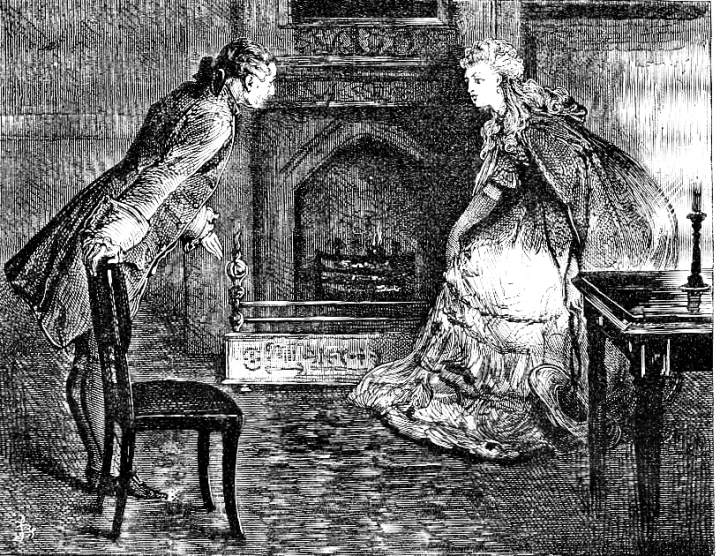
Lucie rencontre Mr Lorry à Douvres, par Fred Barnard.
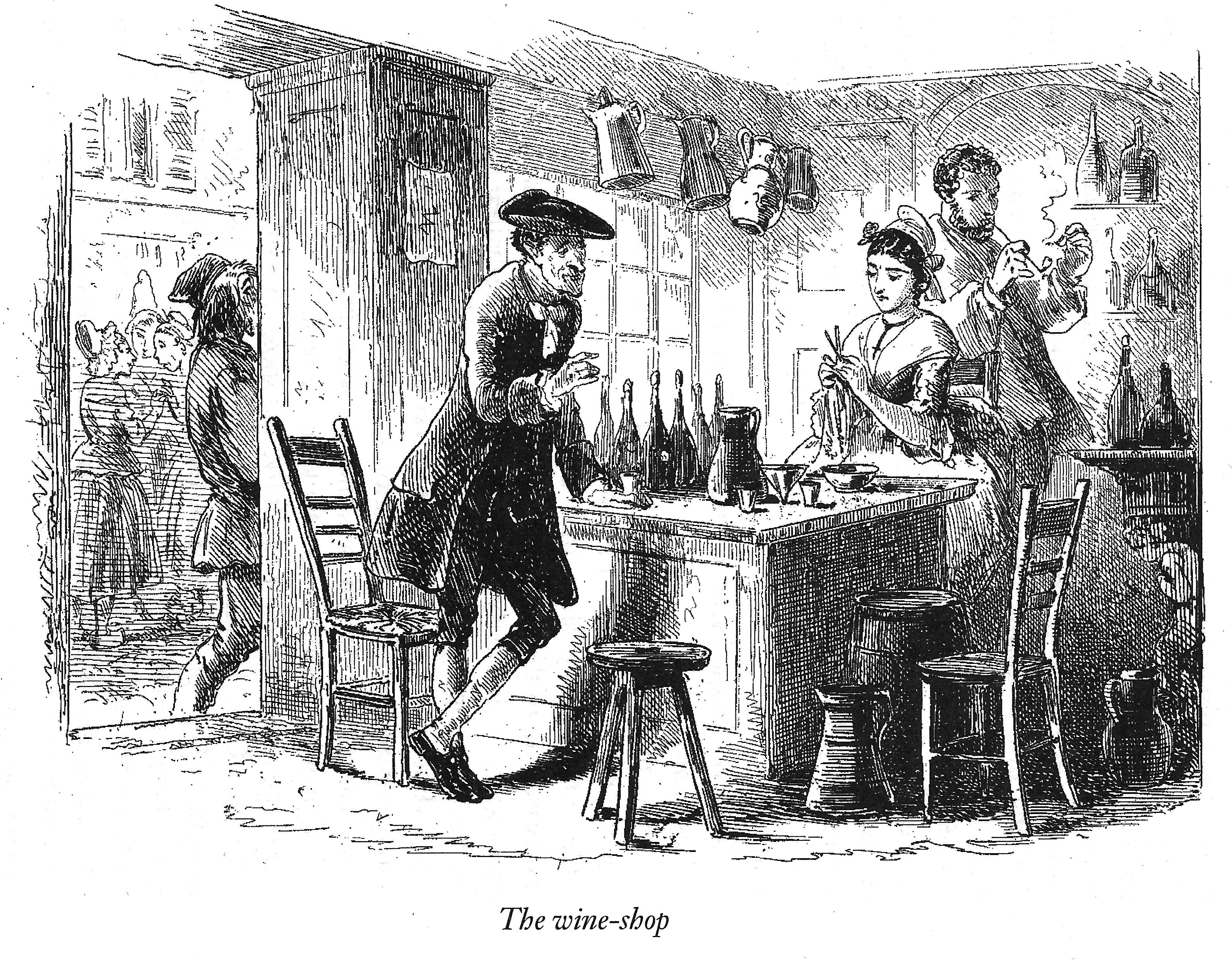
L'échoppe de vin des Defarge à Saint-Antoine, par Phiz.
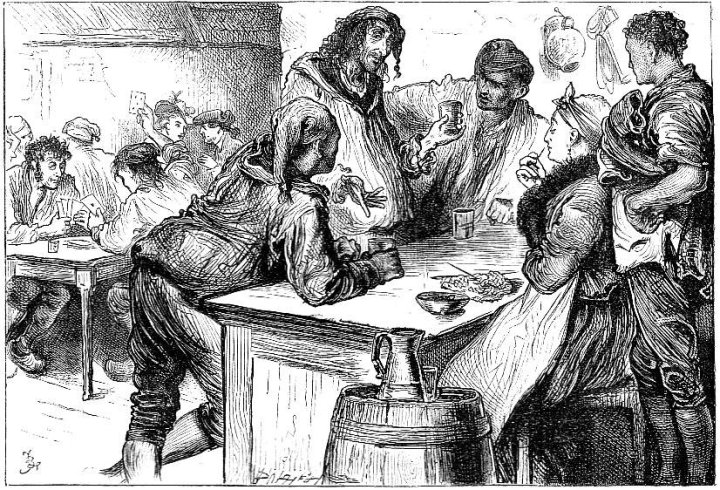
La même échoppe, par Fred Barnard.
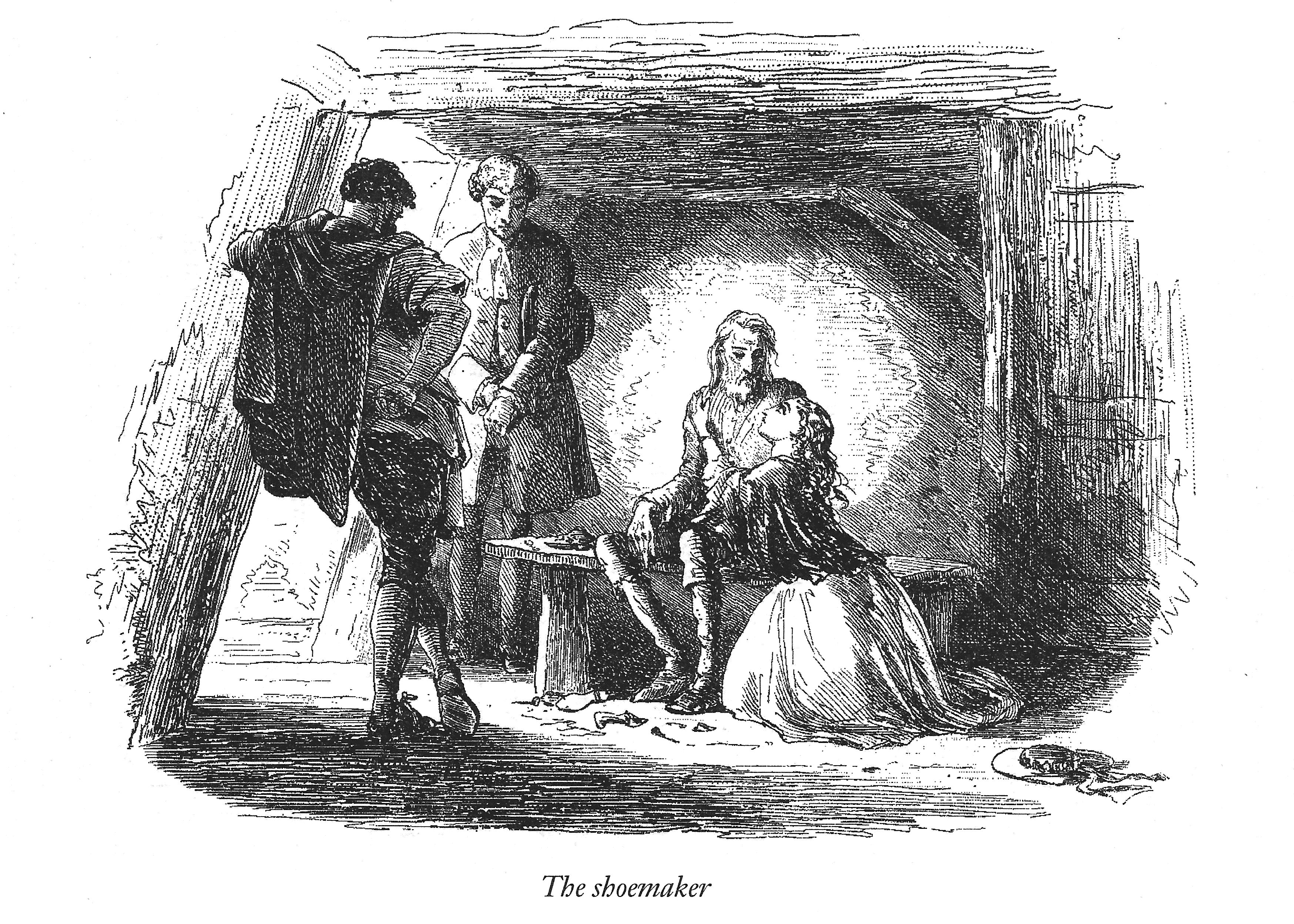
« Qui êtes-vous ? », le Dr Manette peine à reconnaître sa fille, par Phiz.
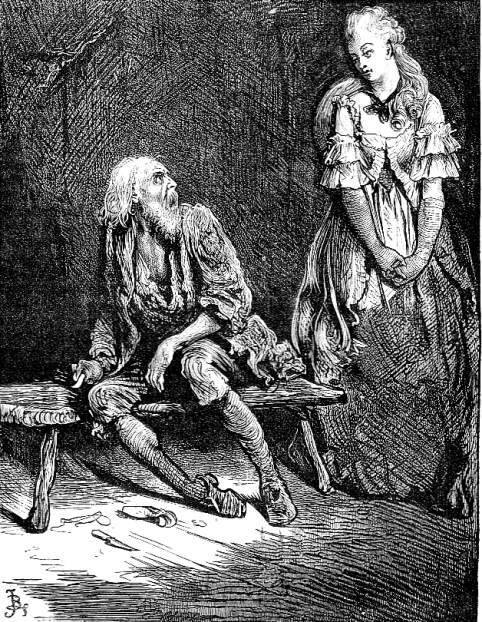
La même scène, par Fred Barnard.

##### Première partie (30 avril 1859)
I, 1 : Année 1775. Le livre s'ouvre sur sa célèbre série d'antithèses. Du côté anglais, les colonies d'outre-Atlantique sont au bord de la rébellion et l'ordre n'y est maintenu qu'à la pointe du mousqueton. En France, le bûcheron (le destin) et le moissonneur (la mort) sont à l'œuvre pour entreprendre la révolution.
I, 2 : Par une nuit noire de novembre, la diligence Londres-Douvres grimpe péniblement une côte boueuse, lorsqu'un cavalier apporte un message à l'un des passagers. Mr Jarvis Lorry, de la banque Tellson, lit la courte note et renvoie l'homme avec cette simple réponse : « Rappelé à la vie » ("Recall To Life"), tandis que les cochers se demandent ce que cela veut dire. Le narrateur explique que le messager, Jerry Cruncher, est un voleur de cadavres et qu'il serait bien en peine que son activité devînt une mode.
I, 3 : Jerry semble décontenancé, et Mr Jarvis Lorry sombre dans un sommeil agité par le cauchemar d'un homme exhumé de sa tombe après dix-huit années.

##### Deuxième partie (7 mai 1859)
I, 4 : La diligence est arrivée à destination. Lorry rencontre Miss Manette, âgée de 17 ans, qui vient d'être avertie qu'il y du nouveau concernant les biens de son père, qu'elle n'a jamais vu. Lorry lui raconte comment il a géré les affaires de ce médecin de Beauvais et de son épouse anglaise. Lorsque, quinze ans auparavant, leur enfant s'est trouvée orpheline, il l'a ramenée en Angleterre. Mais, révèle l'attaché de banque, le docteur Manette n'est pas mort ; il a été emprisonné à la Bastille, dont il vient d'être libéré, et il se trouve à Paris, aux bons soins d'un ancien domestique. Leur mission secrète est de le sortir de France. Miss Manette s'évanouit d'émotion.

##### Troisième partie (14 mai 1859)

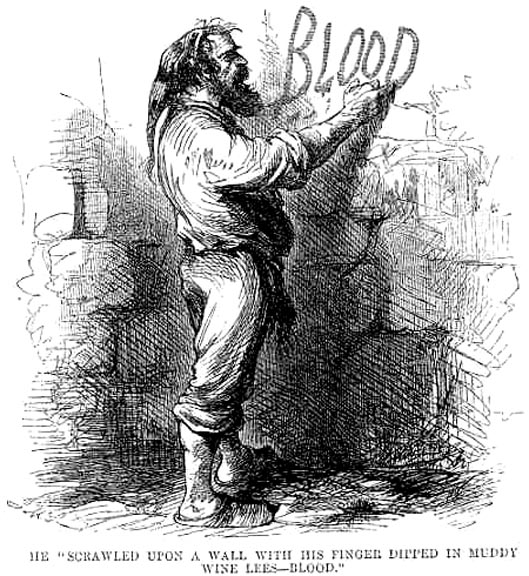
« SANG » en lettres de vin sur le mur, par John McLenan.

I, 5 : Paris : une foule de pauvres hères s'est rassemblée dans une rue pavée de galets, devant l'échoppe d'un marchand de vin, pour s'y régaler d'un tonneau percé. La beuverie bat son plein lorsque l'un des participants écrit le mot « SANG » (BLOOD) en lettres de vin sur la façade. À l'intérieur, Mme Defarge, l'épouse du propriétaire, est occupée à tricoter. Son mari envoie trois clients, tous prénommés Jacques, dans une tour située en dehors de la cour. Arrivent Lorry et Miss Manette, que M. Defarge dirige vers la même pièce mansardée ; ils tombent sur les trois Jacques en train d'épier ce qui s'y passe par une fissure. Au fond de ce grenier sans lumière, ils trouvent le Dr Manette fébrilement occupé à fabriquer des chaussures.

##### Quatrième partie (21 mai 1859)
I, 6 : Le teint jauni par ses années d'emprisonnement, telle une créature reprenant vie au sortir de la tombe, Manette ne reconnaît pas ses visiteurs. Lorsque Defarge lui demande son nom, il répond mécaniquement : « Cent-cinq, Tour Nord ». À la vue de la chevelure dorée de la jeune fille, il manifeste quelques signes de lucidité, arrache des cheveux de son propre cou, les compare à ceux de Lucie et dit : « Qui êtes-vous ? ». Peu à peu, il se laisse embrasser par elle, et quelques heures plus tard, Lucie et Lorry repartent en diligence avec le pauvre prisonnier qui s'accroche à son matériel de cordonnerie.

#### Livre II: «Le fil d'or»

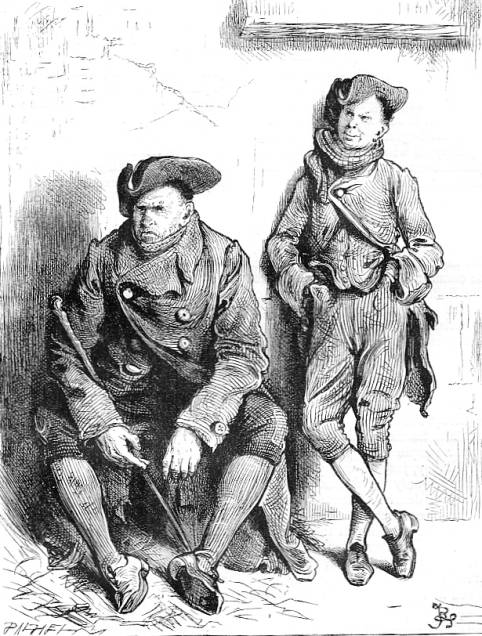
Jerry Cruncher et son fils, adossés au mur de la banque Tellson, par Fred Barnard.
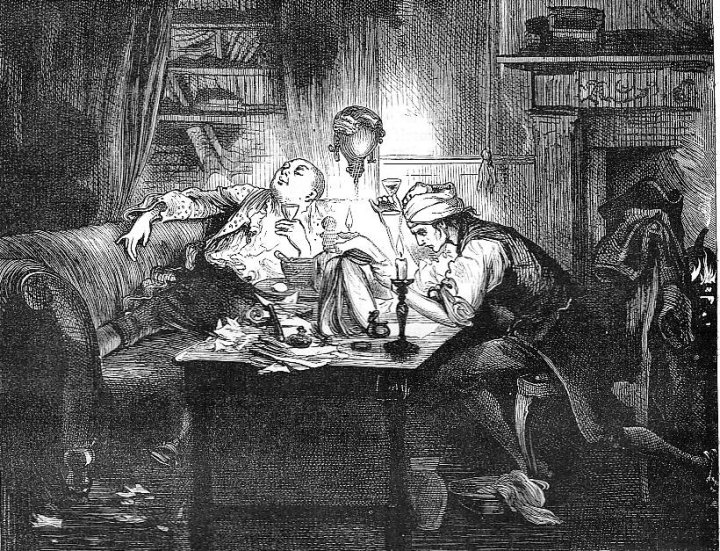
« Le Lion » et « le Chacal », Stryver et Carton au travail et au punch, par Fred Barnard.
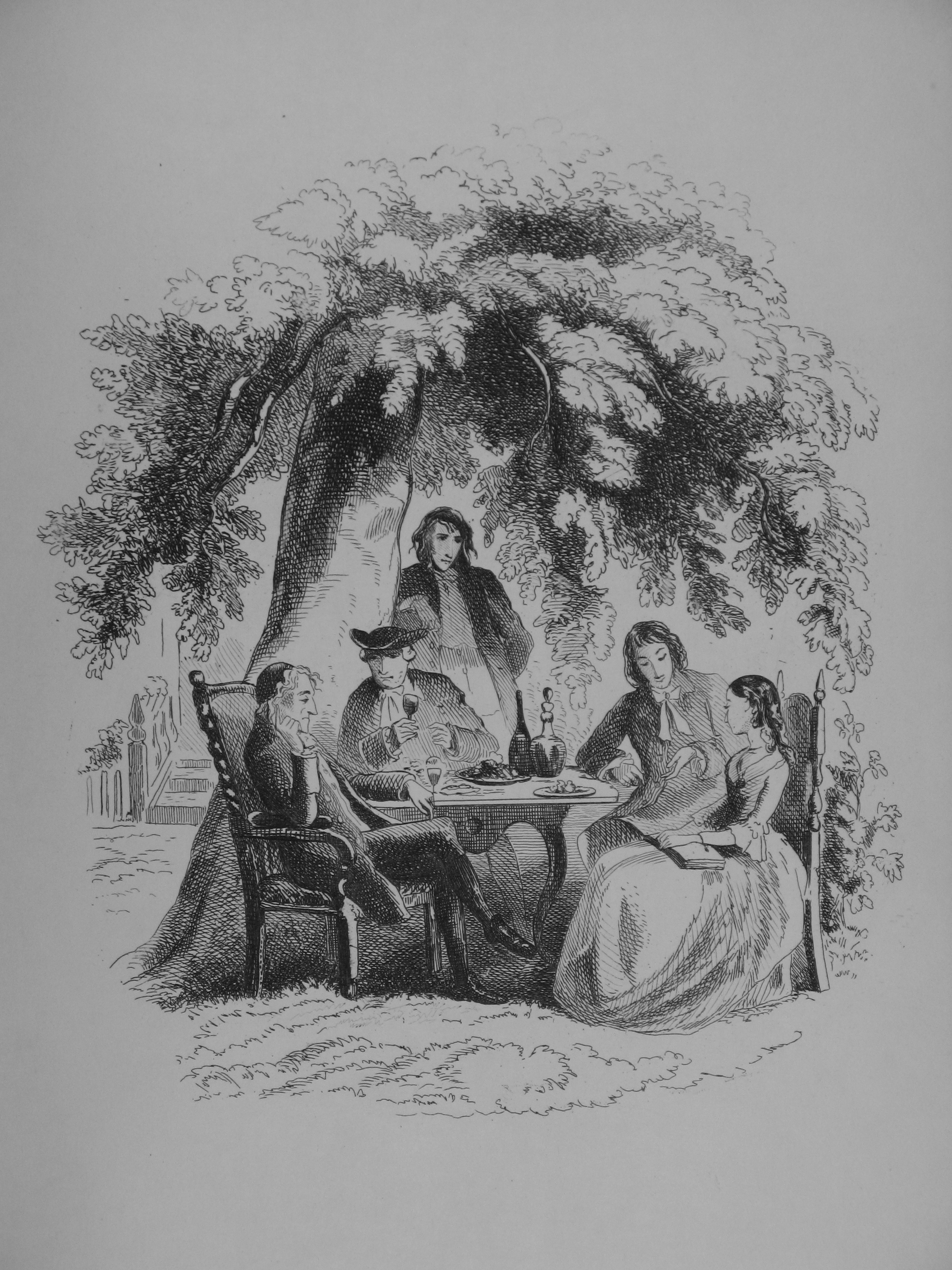
Sous le platane, par Phiz.
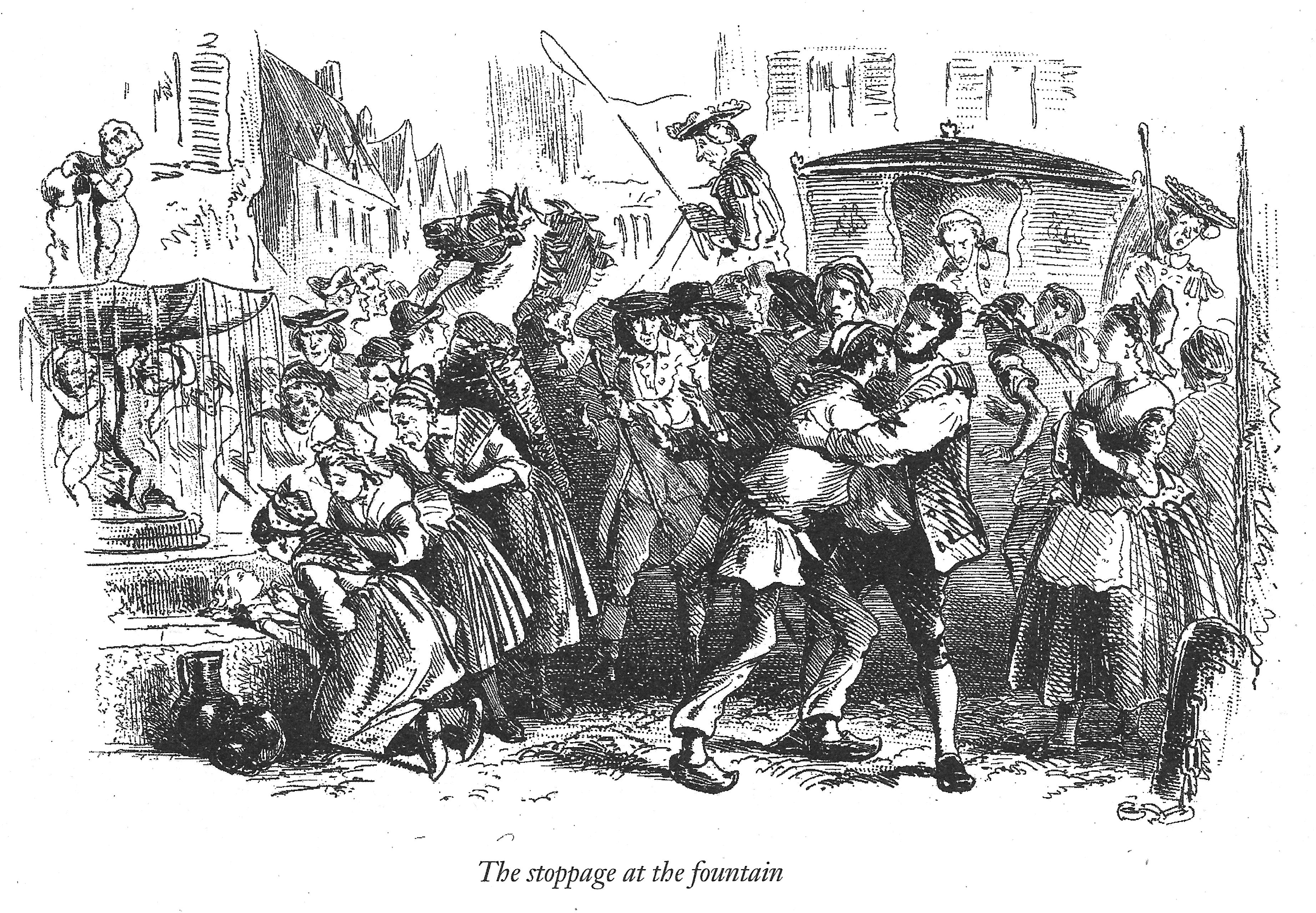
L'arrêt forcé à la fontaine, par Phiz.
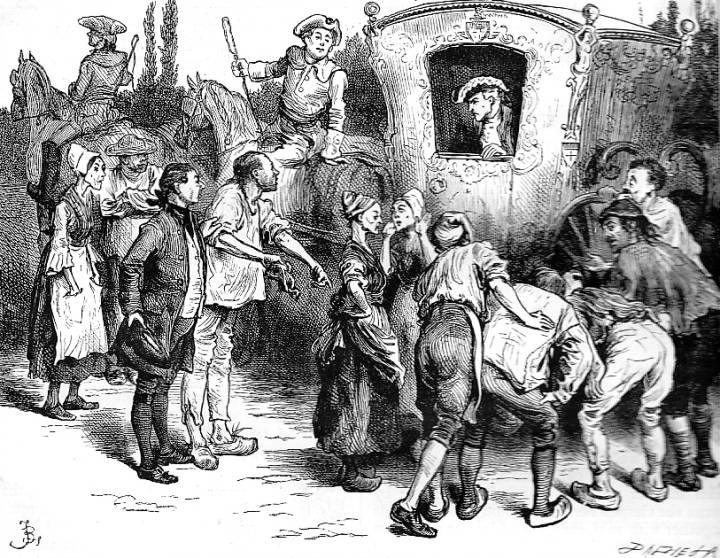
La même scène, par Fred Barnard.

##### Cinquième partie (28 mai 1859)
II, 1 : Londres : cinq années se sont écoulées. Jerry Cruncher, le messager de la banque Tellson est à son poste à l'extérieur des bureaux, flanqué de son fils, le jeune Jerry, qui est sa copie conforme.
II, 2 : On le dépêche au tribunal de l'Old Bailey où se déroule un procès pour haute trahison ; il a pour instruction d'attendre au cas où Lorry aurait besoin de lui pour envoyer un message. Dans le box se tient Charles Darnay, émigré venu de France, accusé d'avoir livré à son pays d'origine des renseignements concernant des mouvements de troupes britanniques. Tous les yeux sont rivés sur cet homme ; seul l'avocat Sydney Carton s'en désintéresse et se promène nonchalamment le long des ailes de la salle d'audience, son regard plutôt dirigé vers le plafond, comme pour manifester son indifférence aux débats.

##### Sixième partie (4 juin 1859)

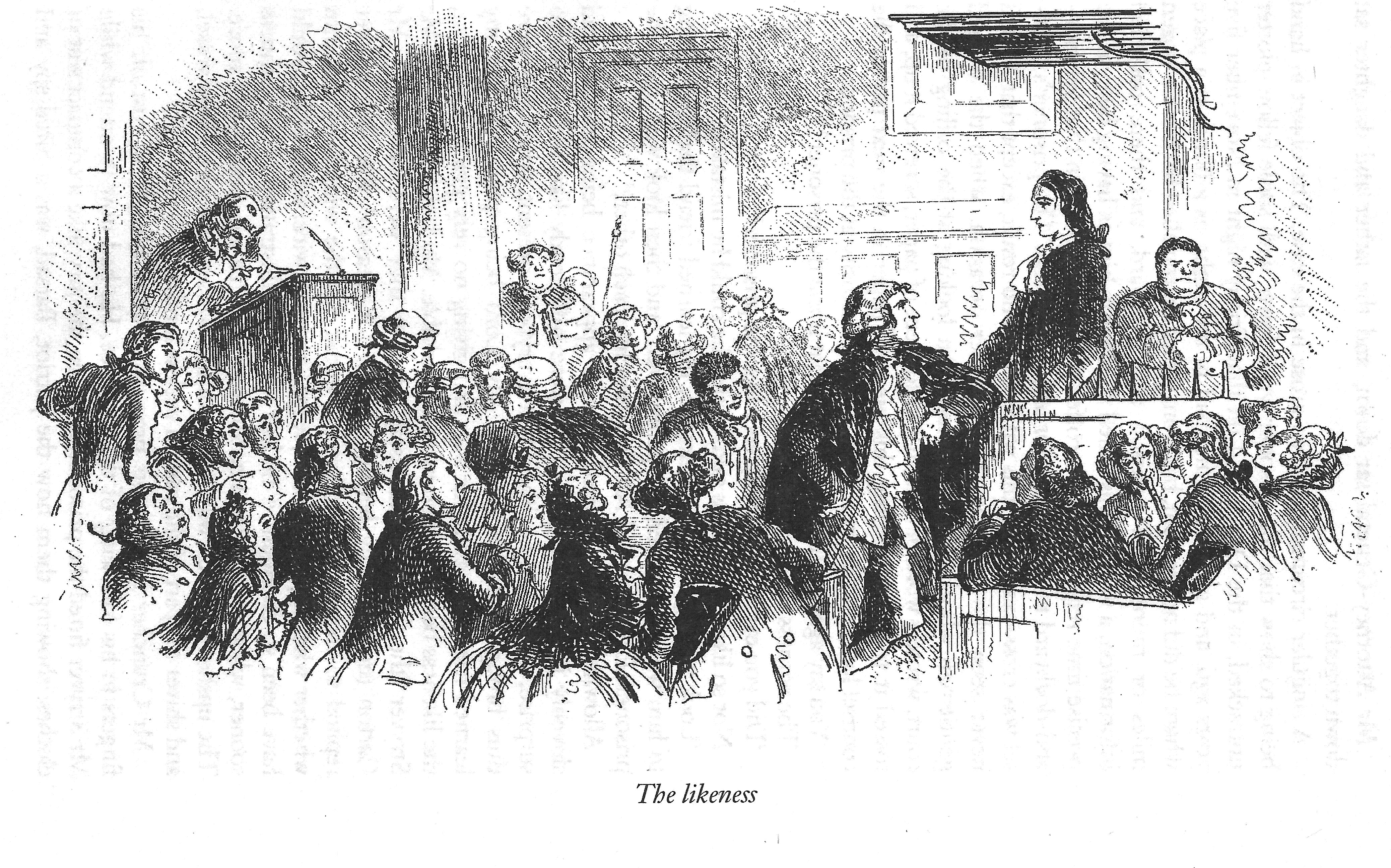
La stupéfiante ressemblance au tribunal, par Phiz.

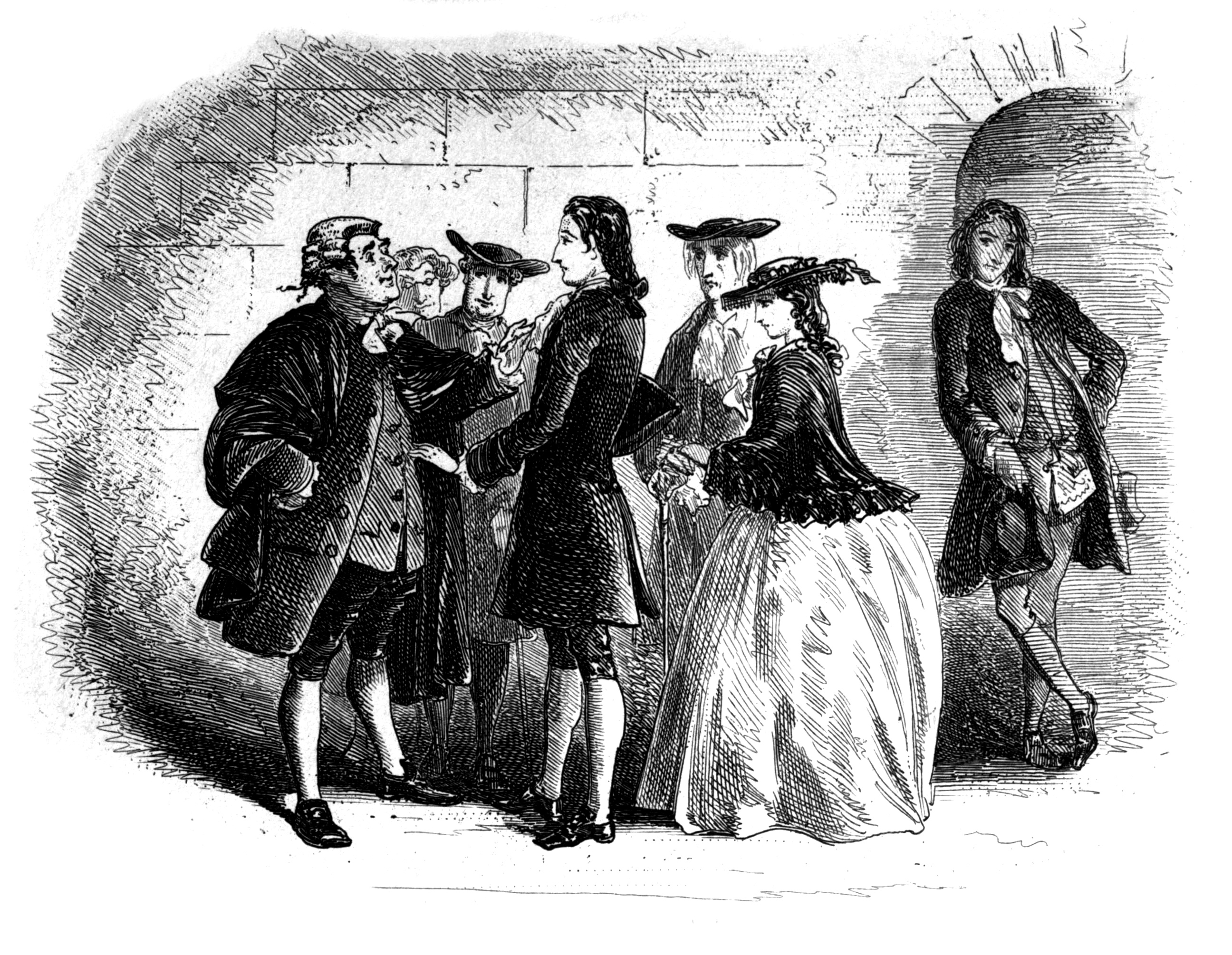
Mr Styver félicite fièrement son client, par Phiz.

II, 3 : La foule, qui s'attend à une sentence de mort, s'est rassemblée au tribunal, telle une nuée de mouches tournoyant autour d'une charogne. Les témoins défilent à la barre : John Barsad et Roger Cly jurent avoir vu Darnay livrer des secrets aux Français. C'est ensuite au tour des Manette qui ont vu Darnay sur le bateau lors de leur fuite vers l'Angleterre : le docteur ne se souvient de rien, mais Lucie raconte qu'il était en compagnie de Français et prétendait que, sans doute, George Washington laissera dans l'Histoire une marque surpassant celle de George III. Elle ajoute qu'elle espère vivement que son témoignage ne nuira pas à l'accusé dont elle a apprécié la grande courtoisie et la gentillesse lors de la traversée. Arrive alors Stryver, avocat de la défense, qui pointe du doigt son associé Sydney Carton, lequel a enlevé sa perruque, puis demande à un témoin de l'accusation de l'identifier formellement comme n'étant pas la personne qu'il a vue. La ressemblance entre Darnay et Carton s'avère si stupéfiante que le témoin s'en trouve désemparé. Le procès bascule : après délibération du jury, le verdict tombe. Dehors, Jerry Cruncher reçoit un seul mot à transmettre : « Acquitté », et il se dit que « Rappelé à la vie » aurait aussi bien fait l'affaire. La cohorte des mouches se disperse.

##### Septième partie (11 juin 1859)

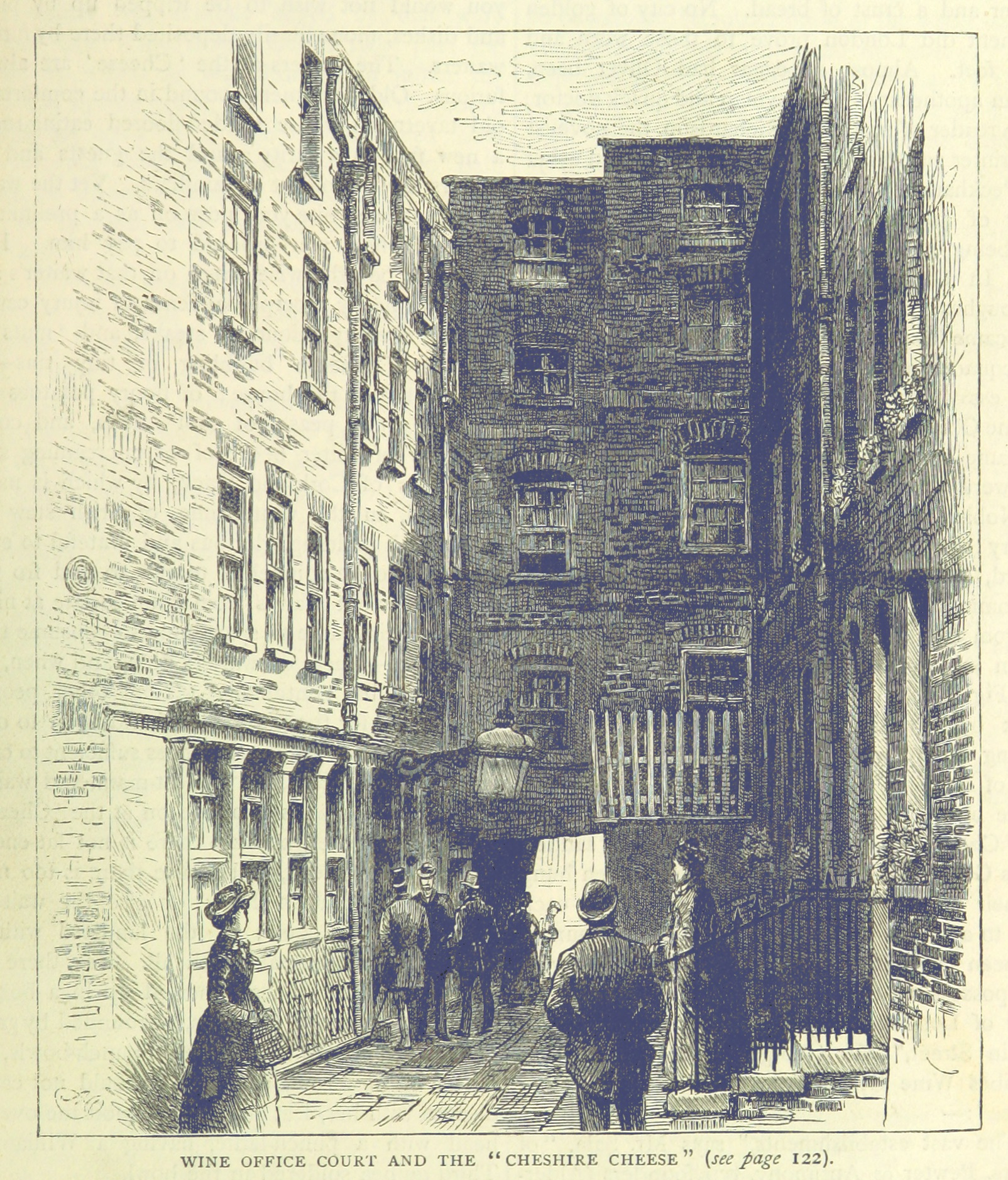
Le restaurant où Darnay dîne avec Carton après sa libération.

II, 4 : Les « doubles » Sydney Carton et Charles Darnay dînent ensemble. Le cynisme désespéré de l'un s'oppose à l'optimisme intègre de l'autre. Carton boit beaucoup et, sous l'effet de l'alcool, se montre insolent. Il se décrit en « souffre-douleur déçu » (disppointed drudge), sans la moindre considération pour quiconque. Après que Darnay s'est retiré, Carton scrute son visage dans le miroir et voit dans la détestation qu'il se porte la source de son animosité envers son hôte.
II, 5 : Carton se rend dans les bureaux de Stryver, et les deux avocats passent la nuit à préparer l'affaire du lendemain. C'est Carton, qui, tout en buvant énormément, fait l'essentiel de la tâche, mais laisse la primauté des résultats à Stryver. Ce dernier constate que son confrère, quoique brillant, est toujours resté dans l'ombre ; déjà, au collège de Shrewsbury, il aidait ses camarades dans leurs devoirs sans en tirer gloire. À l'aube, Carton quitte le bureau et traverse le désert urbain qui lui semble faire écho aux « forces gâchées de son être » (« waste forces within him ») ; puis, en larmes, sombre dans le sommeil.

##### Huitième partie (18 juin 1859)
II, 6 : Par une après-midi de juillet, Lorry se rend à pied jusqu'au quartier de Soho pour voir les Manette. Il ne trouve que Miss Pross, la gouvernante et compagne de Lucie, qui s'irrite des centaines de coquins s'intéressant à sa « coccinelle » (ladybird),. Lorry lui demande si le docteur pense aux longues années qu'il a passées en prison : la nuit, répond-elle, il est fréquent que Lucie accompagne son père dans de longues marches afin de l'aider à en surmonter le souvenir. Debout près d'une fenêtre située en coin, Lorry entend les Manette approcher. Plus tard, tous se réunissent sous un platane où Darnay les rejoint et leur raconte l'histoire d'un prisonnier ayant laissé ses initiales gravées sur le mur de sa cellule : « ICI » (DIG) ; or, dans une cavité creusée sous le plancher, un manuscrit a été découvert. Cette histoire trouble beaucoup le docteur, mais Carton arrive pour le thé : la tempête se lève et sa fureur ressemble à des centaines de pas crépitant en direction de la maison.

##### Neuvième partie (25 juin 1859)
II, 7 : Paris. De riches personnages se rassemblent en la demeure de Monseigneur, le puissant représentant de l'aristocratie française. Dans ses appartements privés, quatre hommes s'affairent à préparer son chocolat, puis il apparaît brièvement pour saluer ses hôtes qui se confondent en obséquieuses flatteries. Enfin, le marquis de St. Evrémonde prend congé et part pour la campagne. Son carrosse lancé à toute vitesse à travers les rues renverse et tue un jeune garçon, et le marquis tance le père de l'enfant auquel il reproche d'avoir gêné son passage et de n'avoir point protégé son enfant. Defarge, le tenancier de l'échoppe de vin console le paysan en lui disant que le petit n'a pas eu le temps de souffrir tant le choc a été brutal. Le marquis donne quelques pièces d'or au père éploré, mais alors qu'il repart, l'une des pièces est renvoyée par la fenêtre du carrosse. Le marquis exige de savoir qui est l'auteur de ce forfait, mais Defarge et le paysan ont disparu. Alors que passe la voiture de l'aristocrate par les étroites rues des quartiers pauvres, une femme est là, assise à tricoter.
II, 8 : Le marquis s'arrête dans un village non loin de son château et demande à un cantonnier pourquoi il garde les yeux fixés sur son carrosse. Ce dernier lui répond qu'il voyait une forme poussiéreuse accrochée sous la voiture, mais qu'elle a disparu. Le marquis rejoint son château et demande si son neveu, Monsieur Charles, est arrivé d'Angleterre.

##### Dixième partie (2 juillet 1859)

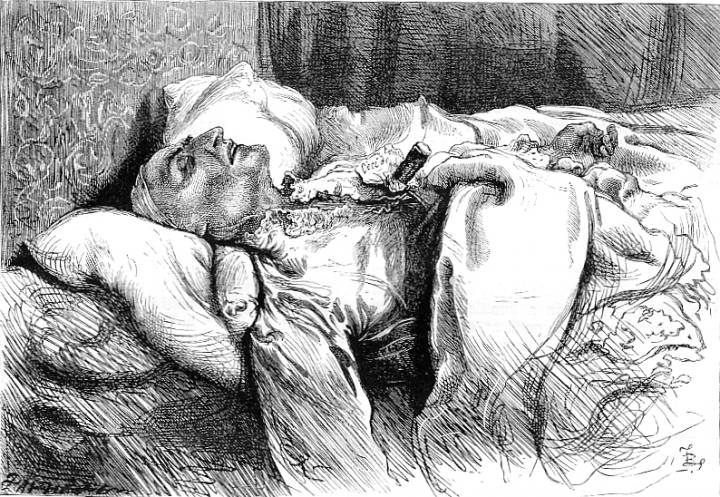
Le marquis mort, poignardé dans son lit, par Fred Barnard.

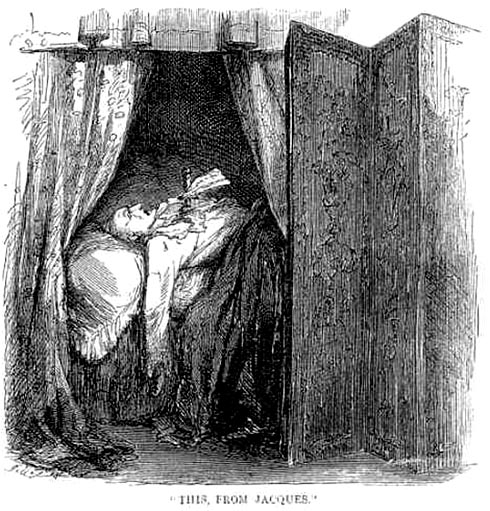
La même scène, par John McLenan.

II, 9 : Le neveu n'est point là et le marquis dîne seul. Il croit avoir vu quelque chose ou quelqu'un derrière la fenêtre, mais le domestique n'y trouve personne. Charles arrive enfin, et la réunion est empreinte de gêne et d'embarras. Charles sait que son oncle porte la responsabilité du procès qu'on lui a intenté à Londres, façon de le réduire au silence pour sauvegarder l'honneur de la famille, mais la manœuvre n'a pas réussi. Il le conjure de réparer les torts causés par les St. Evrémonde, mais, pour toute réponse, il s'entend dire qu'être craint et détesté est un signe de respect. Charles explique qu'il a l'intention de gagner sa vie plutôt que de jouir de l'argent sali qui lui revient, et laisse entendre qu'il connaît les Manette, ce à quoi le marquis répond en marmonnant : « Ainsi commence la nouvelle philosophie ! » (So commences the new philosophy!). Le lendemain matin, on découvre son corps poignardé dans son lit. Un papier a été laissé là : « Qu'il aille droit dans sa tombe. Signé Jacques » (« Drive him fast to his tomb. This, from Jacques »).

##### Onzième partie (9 juillet 1859)
II, 10 : Une année s'est écoulée ; Charles Darnay donne des cours de français à Londres. Pour lui, le château de France s'est évanoui comme dans un mauvais rêve. Il déclare au Dr Manette qu'il aime Lucie mais éprouve de la gêne à se mettre entre le père et la fille. Le docteur l'assure qu'il ne fera pas obstacle à leur union. Charles désire révéler sa véritable identité, mais le docteur l'arrête et lui demande, au cas où son projet se réaliserait, de différer cette annonce jusqu'au matin des noces. Lucie perçoit un bruit de marteau dans la chambre de son père, mais, lorsqu'elle cogne à la porte, les coups cessent.
II. 11 : Darnay n'est pas le seul soupirant de Lucie. Stryver révèle à Carton, lors d'une beuverie, qu'il a l'intention de demander sa main.

##### Douzième partie (16 juillet 1859)

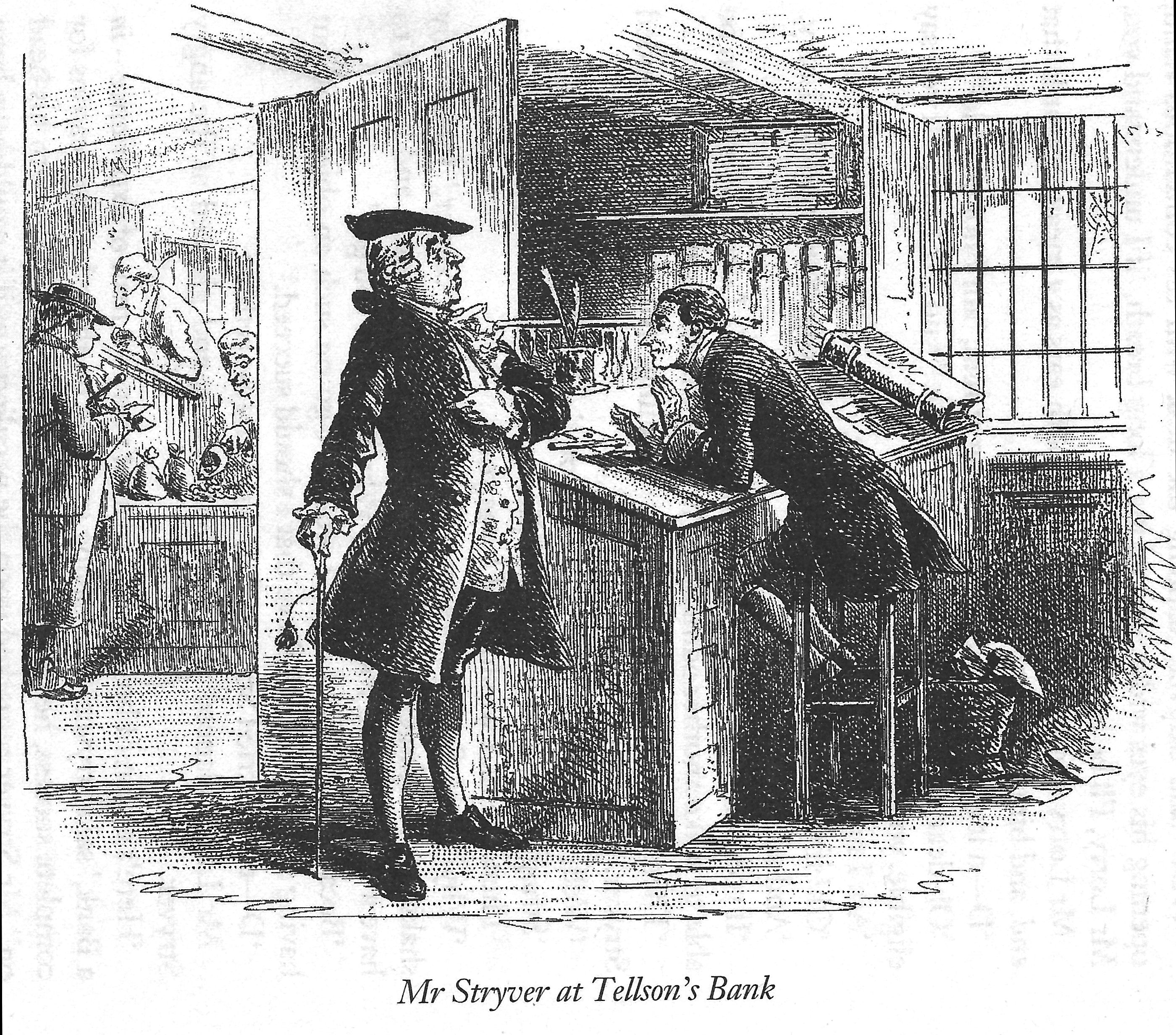
Mr Stryver consulte Jarvis Lorry à la banque Tellson, par Phiz.

II, 12 : Le voici en chemin pour faire sa demande en mariage, mais il passe d'abord au bureau de Mr Lorry afin de prendre son avis. Mr Lorry lui déconseille de tenter quoi que ce soit en ce sens. D'abord très irrité de sa réticence, il finit par consentir à ce que Lorry sonde les intentions de Lucie, ce que ce dernier fait de ce pas. Stryver l'attend, songeur, et se convainc presque de ne pas poursuivre dans cette voie. À son retour, Lorry renouvelle sa mise en garde.
II, 13 : Sydney Carton rôde souvent dans les rues à proximité du domicile de Lucie. Un jour, il l'aborde et lui avoue qu'elle lui a donné le sentiment qu'il pourrait avoir une meilleure vie. Lucie le prie d'accepter son aide pour qu'il s'améliore, mais il répond qu'il est trop tard, et lui fait jurer d'à jamais taire son secret. ll ajoute qu'il est prêt à « entreprendre n'importe quel sacrifice pour elle et pour ceux qui lui sont chers » (« would embrace any sacrifice for you and for those those dear to you »).

##### Treizième partie (23 juillet 1859)

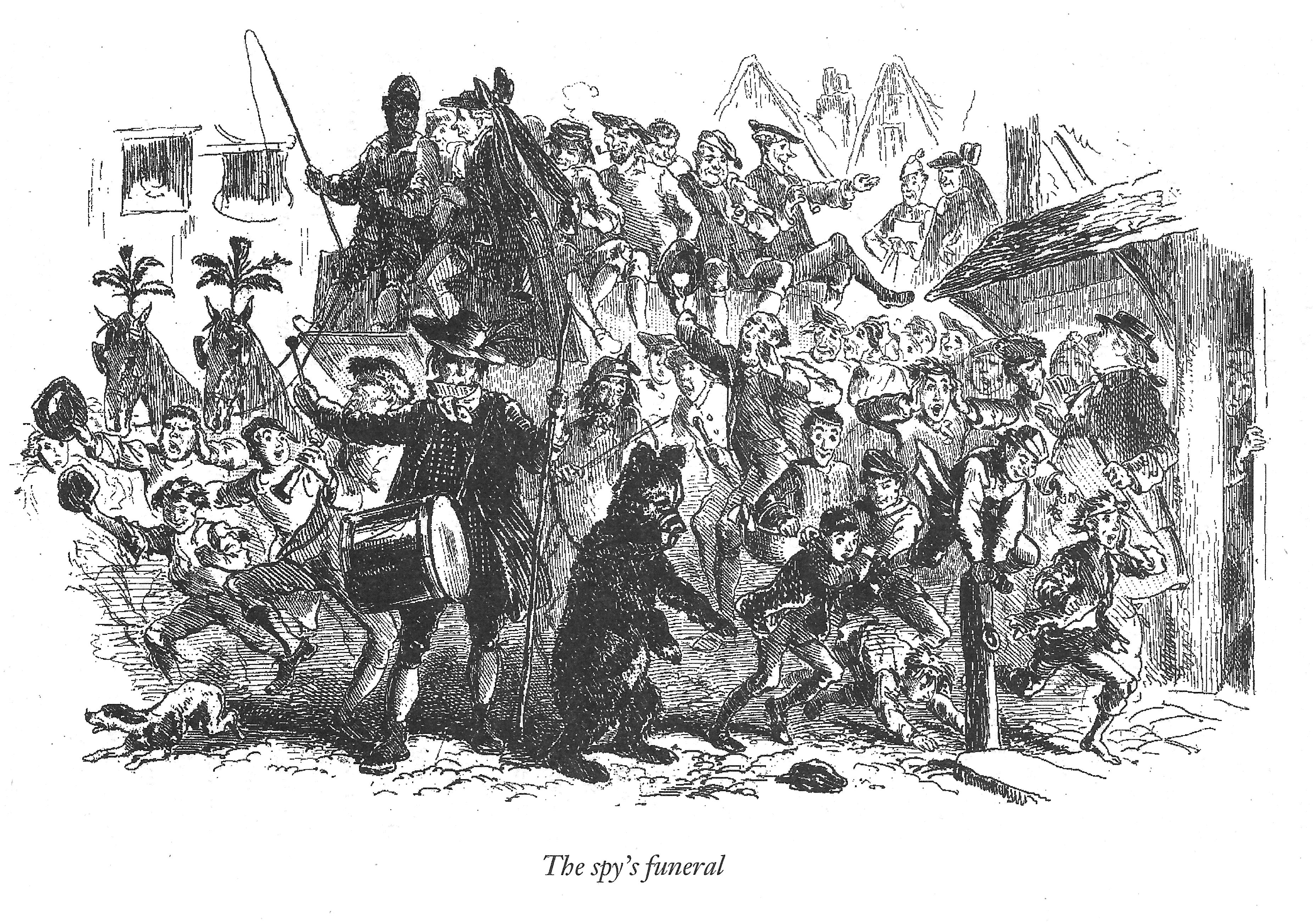
Les obsèques de l'espion, par Phiz.

II, 14 : À l'extérieur de la banque Tellson, Cruncher et son fils regardent passer le cortège funèbre de Roger Cly, l'espion qui a témoigné contre Darnay. En réalité, Cly est bien vivant et a organisé ses propres obsèques pour échapper à l'ire de la foule et s'éclipser en France. La foule est joyeuse, car c'est un espion qu'on enterre : des badauds grimpent sur le corbillard et, précédés d'un ours dansant, transforment l'occasion en défilé festif. Puis la populace s'en prend à d'autres personnes soupçonnées elles aussi d'être des espions, qu'elle poursuit de rue en rue. Ce soir-là, Jerry envisage une « partie de pêche », c'est-à-dire qu'il a l'intention d'exhumer le corps (resurrect) du prétendu défunt, et il avertit sa femme de ne pas gâcher l'affaire par ses génuflexions (flopping). À une heure du matin, il prend ses outils, se glisse hors de la maison, sans savoir que son fils le suit. Avec deux acolytes, il pénètre dans le cimetière plongé dans les ténèbres, tandis que son fils observe la scène : le cercueil exhumé est vide. Le lendemain, le jeune Jerry demande à son père, qui est de méchante humeur, ce qu'est un voleur de cadavres (resurrection man) et déclare qu'il espère bien en devenir un.

##### Quatorzième partie (30 juin 1859)

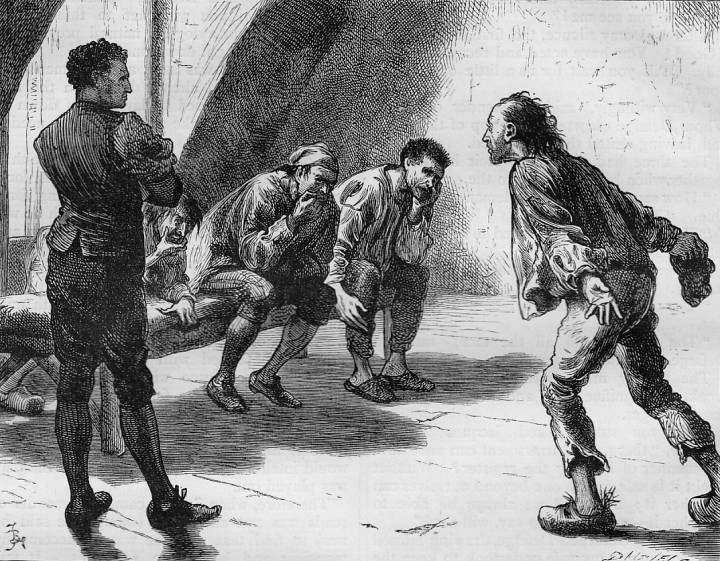
Le cantonnier raconte l'histoire du pendu, par Fred Barnard.

II, 15 : Paris, l'échoppe de monsieur Defarge : dans la pièce qu'occupait le Dr Manette, Defarge, qui désormais, se fait appeler Jacques Quatre, avec le cantonnier, devenu Jacques Cinq, qui ont observé le carrosse du marquis, ont rendez-vous avec Jacques Un, Deux et Trois. Le cantonnier raconte avoir vu un homme décharné, le père de l'enfant tué dans la rue, accroché derrière le carrosse, puis, plusieurs mois plus tard, le même homme arrêté, envoyé en prison et pendu sur la place du village où son corps a été laissé, décomposé, à la vue de tous. Defarge emmène Jacques Cinq voir le roi et la reine à Versailles.

##### Quinzième partie (6 août 1859)
II, 16 : Un informateur de la police révèle sous le couvert du secret que Barsad, l'Anglais ayant témoigné à charge contre Darnay, a été posté au faubourg Saint-Antoine comme espion. Lorsqu'il vient dans sa boutique, Mme Defarge signale sa présence à ses clients en plaçant une rose dans ses cheveux. Il les entretient de nombreux sujets brûlants, l'oppression, l'exécution de Gaspard, l'assassin du marquis, etc., mais sans obtenir le moindre encouragement révolutionnaire. Cependant, Defarge est surpris d'apprendre de sa bouche que Lucie Manette s'apprête à épouser le marquis St Evrémonde. Thérèse Defarge, qui tricote sur un linceul le nom des gens à exécuter lors de la révolution, y brode le renseignement ainsi dévoilé.

##### Seizième partie (13 août 1859)
II, 17 : La veille de son mariage, Lucie Manette s'enquiert auprès de son père si l'union projetée lui cause le moindre souci. Pour la première fois, il lui raconte que, lors de son incarcération, il essayait d'imaginer son enfant qu'il ne connaissait pas. Parfois, il voyait un fils qui chercherait à le venger, mais, le plus souvent, c'est une fille que son esprit se représentait. Au cours de l'une de ces visions, il l'a vue mariée et dans une demeure où elle montrait souvent à ses enfants son portrait accroché au mur, mais restait impuissante à le faire libérer.
II, 18 : Juste avant la cérémonie, Darnay s'enferme avec le Dr Manette et lui révèle qu'il appartient à la famille St Evrémonde. Au sortir de la pièce, une pâleur de mort a envahi le visage du vieil homme. La cérémonie a lieu et les jeunes mariés partent en voyage de noces. Le docteur retombe alors dans son ancienne obsession et, neuf jours durant, surveillé par Miss Pross et Mr Lorry, il s'acharne à fabriquer des chaussures sans reconnaître personne et sans donner suite aux tentatives de dialogue.

##### Dix-septième partie (20 août 1859)

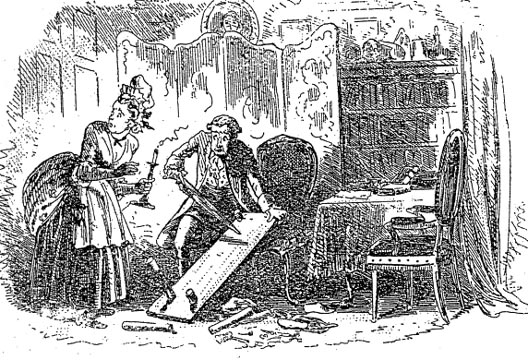
« Les complices », Mr Lorry et Miss Pross, démolissent l'établi du docteur Manette, par Phiz.

II, 19 : Après dix jours de transe obsessionnelle, le Dr Manette retrouve ses esprits. Lorry, premier témoin de cette guérison, le consulte sur son propre cas comme s'il s'enquérait d'une autre personne, cherchant à savoir si une rechute est possible. Le docteur répond que ces attaques résultent du « retour exacerbé à la conscience d'une suite de pensées et de remémorations ayant d'abord entraîné la maladie » (« a strong an extraordinary train of thought and remembrance that was the first cause of the malady » ; la victime de ces attaques ne devrait plus se souvenir de leurs causes et ne connaîtrait donc plus de rechute. Lorsque Lorry demande si, dans ce cas, les outils qu'utilisait le patient pour son travail, disons de forgeron, peuvent être détruits, le docteur semble très troublé. Il finit par acquiescer, dans l'intérêt de Lucie, à ce que les siens lui soient enlevés. Il se rend chez sa fille et son gendre, et Lorry, avec la complicité de Miss Pross, en profite pour briser son établi de cordonnier.
II, 20 : Sydney Carton déclare à Charles Darnay qu'il désire devenir son ami, ce à quoi Darnay répond qu'il l'est déjà. Lorsqu'il raconte à Lucie ce qui s'est passé, il évoque en Sydney une personne que caractérisent l'insouciance et l'imprudence. Lucie est plutôt d'avis qu'il mérite le respect, car, dit-elle, il est capable de bonté, de délicatesse et même de magnanimité (good things, gentle things, even magnanimous things).

##### Dix-huitième partie (27 août 1859)
II, 21 : La tranquillité règne depuis quelques années au domicile des Manette et des Darnay, une maison d'angle à Soho, où, pourtant, résonne le martèlement de pas. Des enfants sont nés, un fils qui meurt et une fille qui grandit normalement. Sydney est un familier, particulièrement apprécié de l'enfant. En juillet 1789, alors que la petite atteint sa sixième année, Lorry raconte que des Français se pressent à la banque pour y déposer leurs liquidités. La soirée se passe devant la fenêtre et les pas se font entendre de plus en plus fort.
En France, la foule, excitée par la jacquerie et les Defarge, s'empare de la Bastille. Une fois parvenu dans la prison, Defarge va directement à la cellule 105 de la tour nord et y trouve une pierre gravée des lettres « A. M. ». La pièce est fouillée pour essayer d'y découvrir une cache. Pendant ce temps, la populace décide de transférer le directeur de la prison à l'Hôtel de Ville pour qu'il y soit jugé. En chemin, il trouve la mort et Mme Defarge le décapite de ses propres mains. Portés par les émeutiers, sept prisonniers libérés émergent du flot, le visage décomposé, en même temps que sept têtes coupées qui sont brandies au-dessus de la foule sur des piques.

##### Dix-neuvième partie (3 septembre 1859)
II, 22 : Defarge annonce que Foulon, le vieil homme qui a déclaré que les affamés peuvent toujours manger de l'herbe, vient d'être capturé. Le faubourg Saint-Antoine converge vers l'Hôtel de Ville, la populace traînant Foulon le long des rues, puis le pend à un réverbère. On exhibe sa tête, que Mme Defarge a tranchée, la bouche remplie de foin. On attrape bientôt son gendre qui subit le même sort et dont la tête coupée est également promenée à travers la ville.
II, 23 : Dans le village situé à proximité du château des St. Evrémonde, tout est ravagé. Le cantonnier indique le chemin du château à un étranger et, le soir même, l'édifice est en flammes, les villageois refusant de combattre l'incendie. On fait sonner la cloche en signe de joie, des bougies sont allumées aux fenêtres et des menaces sont proférées envers Théophile Gabelle, le préposé aux impôts, qui s'est réfugié dans son grenier.

##### Vingtième partie (10 septembre 1859)
II, 24 : Trois années se sont écoulées. En août 1792, Lorry vient de recevoir une lettre adressée au marquis St. Evrémonde. Il s'enquiert auprès des émigrés français pour savoir si ce marquis leur est connu. Bien que Darnay ait promis au Dr Manette de ne jamais révéler sa vraie identité sans sa permission, il fait savoir à Mr Lorry qu'il connaît le marquis en question et prend la lettre. Cette dernière émane de Gabelle, que Charles a naguère employé pour aider les métayers de son oncle assassiné. Gabelle se trouve en prison et a besoin de son témoignage pour prouver qu'il a à cœur de servir au mieux les intérêts du peuple. Charles décide sur-le-champ de partir pour Paris et laisse deux lettres, destinées à Lucie et au Dr Manette, mais à ne remettre à leurs destinataires qu'après son départ, puis prend le chemin de la France.

#### Livre III: «Dans le sillage de la tempête»

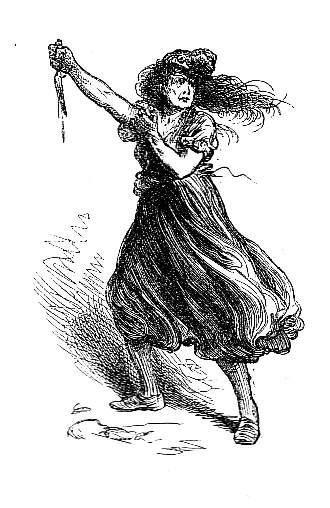
Mme Defarge ou La Vengeance, par Fred Barnard.
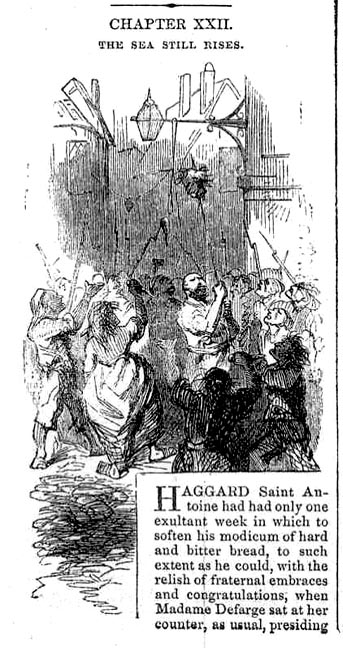
La Foule en liesse brandissant la tête de Foulon sur une pique, par John McLenan.
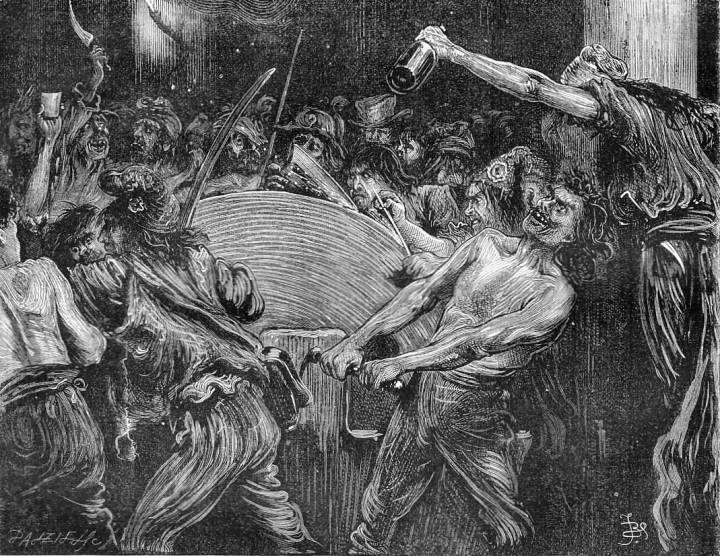
La Meule ensanglantée, par Fred Barnard.
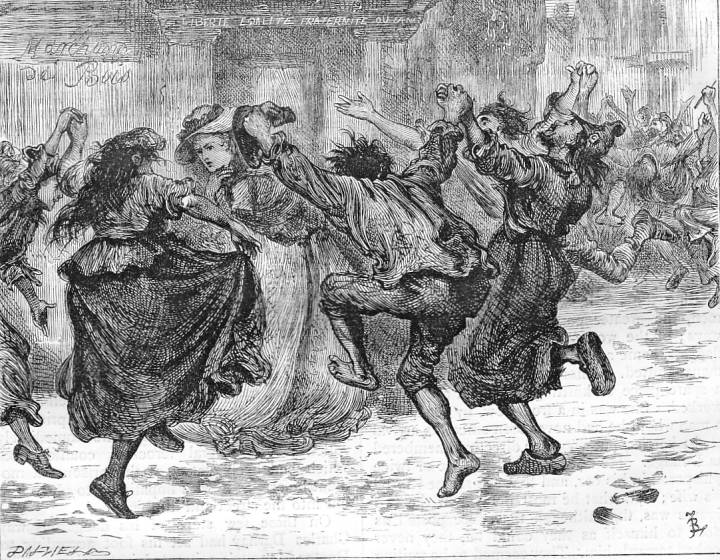
La Danse de la Carmagnole, par Fred Barnard.
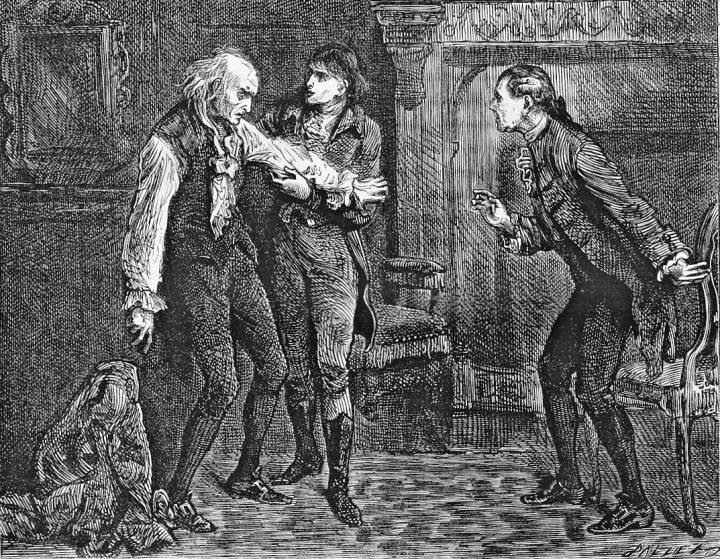
Hagard, le docteur revient après l'arrestation de Charles, par John McLenan.

##### Vingt-et-unième partie (17 septembre 1859)
III, 1 : Charles se fraye un chemin à travers les barricades alors qu'il se rapproche de la capitale française. Puis, il se voit dans l'obligation de louer les services d'un accompagnateur pour pénétrer dans la ville. Devant les murs, les portiers l'appellent « le prisonnier » et il est aussitôt arrêté. Il a beau revendiquer son statut d'homme libre, il tombe sous le coup d'une loi récente faisant de tout émigré un traître à la patrie. On le conduit à la prison de La Force où il est mis aux arrêts dans un donjon dans lequel sont retenus de nombreux aristocrates.

##### Vingt-deuxième partie (24 septembre 1859)
III, 2 : Les bureaux de la succursale parisienne de la banque Tellson sont sis dans l'ancienne demeure de Monseigneur, qui abrite aussi une sorte de quartier général révolutionnaire. La jacquerie a placé dans la cour une meule où elle aiguise ses lames. Lorry se trouve à Paris pour affaires, et il jette un coup d'œil sur ce qui se passe dehors. Le spectacle le saisit de stupeur et il rend grâce à Dieu de n'avoir aucun ami à Paris. Mais voici qu'arrivent Lucie et son père qui lui apprennent que Charles se trouve aux arrêts à La Force. Lorry montre les révolutionnaires à l'œuvre dans la cour du bâtiment et aussitôt le Dr Manette va parlementer avec eux pour tenter de tirer son gendre de ce mauvais pas.
III, 3 : Defarge arrive à la banque, porteur d'une lettre de Charles pour Lucie. Son épouse l'accompagne, ainsi qu'une autre femme surnommée La Vengeance, qui lui sert de lieutenant. En la présence de Mme Defarge, Lucie ressent comme une ombre qui l'enveloppe, ce qui trouble profondément Mr Lorry.

##### Vingt-troisième partie (1eroctobre 1859)
III, 4 : Le Dr Manette est d'abord persuadé qu'il va sortir Charles de son cachot très rapidement. Il obtient une audience auprès des juges du tribunal mais, alors même que la libération semble imminente, la cour change brusquement d'avis.
Manette devient le docteur des prisons et, en cette qualité, il peut voir Charles sans réussir, toutefois, à obtenir qu'il soit élargi. Ainsi s'écoule une année, au cours de laquelle il est témoin du carnage ambiant et se rend compte que cette épreuve lui a redonné du courage et des forces.
III, 5 : Il montre à sa fille un endroit précis du trottoir où Charles peut l'apercevoir de la fenêtre de sa prison. Elle se tient là chaque après-midi, avec pour compagnie les sarcasmes du cantonnier qui, ayant dénommé sa scie « La Guillotine », prétend qu'il débite des têtes coupées. Elle se trouve à son poste un soir d'hiver alors que Mme Defarge et la foule qui l'accompagne dansent au rythme d'une Carmagnole effrénée,. Elle détourne le regard et ferme les yeux avec horreur. Lorsqu'elle les ouvre à nouveau, elle voit son père auprès d'elle, venu lui annoncer que le procès de Charles est prévu pour le lendemain.

##### Vingt-quatrième partie (8 octobre 1859)

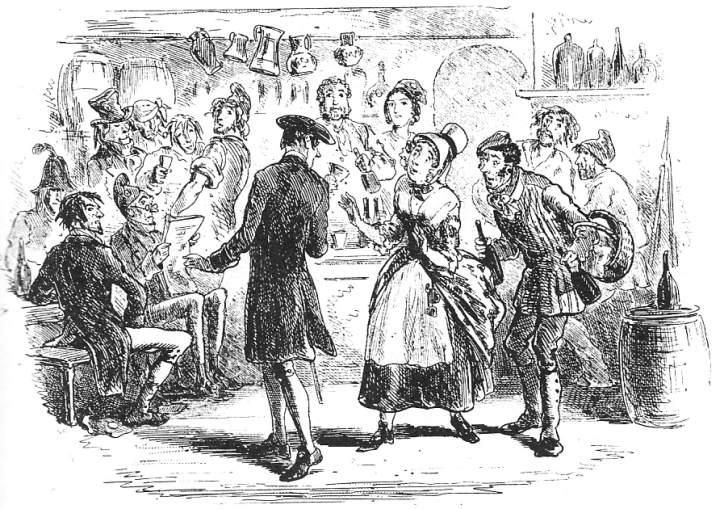
Miss Pross et Cruncher reconnaissent Solomon, alias Barsad, par Phiz.

III, 6 : Au procès, Darnay se défend en expliquant qu'il a renoncé à la citoyenneté française il y a longtemps pour désavouer sa famille, et qu'il n'est revenu à Paris que pour témoigner en faveur de Gabelle. Le docteur renchérit en se portant garant de la vie de son gendre, de ses idées, de la façon dont il a été poursuivi en Grande-Bretagne. Charles est relâché et une foule en liesse escorte les deux hommes jusqu'à leur logis.
III, 7 : La famille se prépare à une agréable petite fête pour célébrer l'événement. Miss Pross et Jerry s'en vont acheter du vin et de quoi se restaurer quand, soudain, quatre hommes en bonnet rouge tapent sans ménagement à la porte et entrent avec fracas. Ils ont mission d'arrêter Evrémonde qui a été dénoncé par le citoyen et la citoyenne Defarge.

##### Vingt-cinquième partie (15 octobre 1859)
III, 8 : Chez le marchand de vin, Miss Pross est vraiment surprise de rencontrer son frère Solomon, employé comme espion dans les prisons. Cruncher, également présent, le reconnaît à son tour, mais sous le nom de Barsad, l'espion anglais. Puis voici Carton, secrètement venu de Londres pendant la nuit. Cruncher et lui menacent de dénoncer Solomon au tribunal révolutionnaire, car ils savent qu'il a fourni un faux témoignage contre Darnay lors de son procès londonien et a été complice de Cly à l'occasion de son simulacre d'enterrement.

##### Vingt-sixième partie (22 octobre 1859)

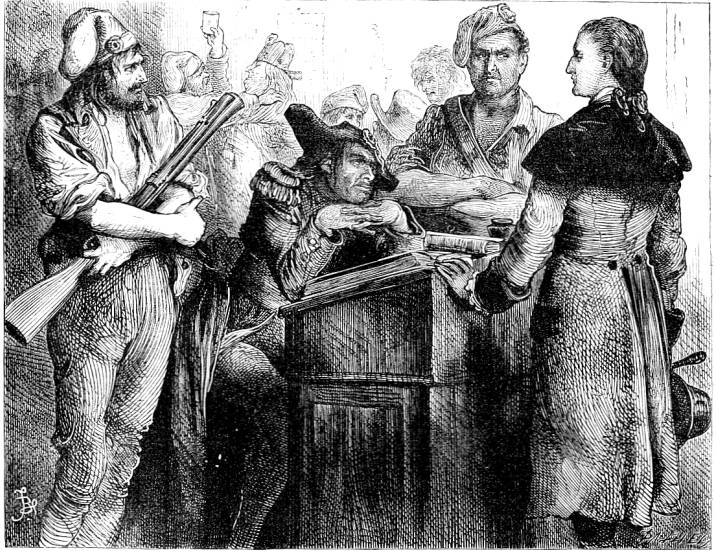
Arrestation de Darnay à Paris, par Fred Barnard.
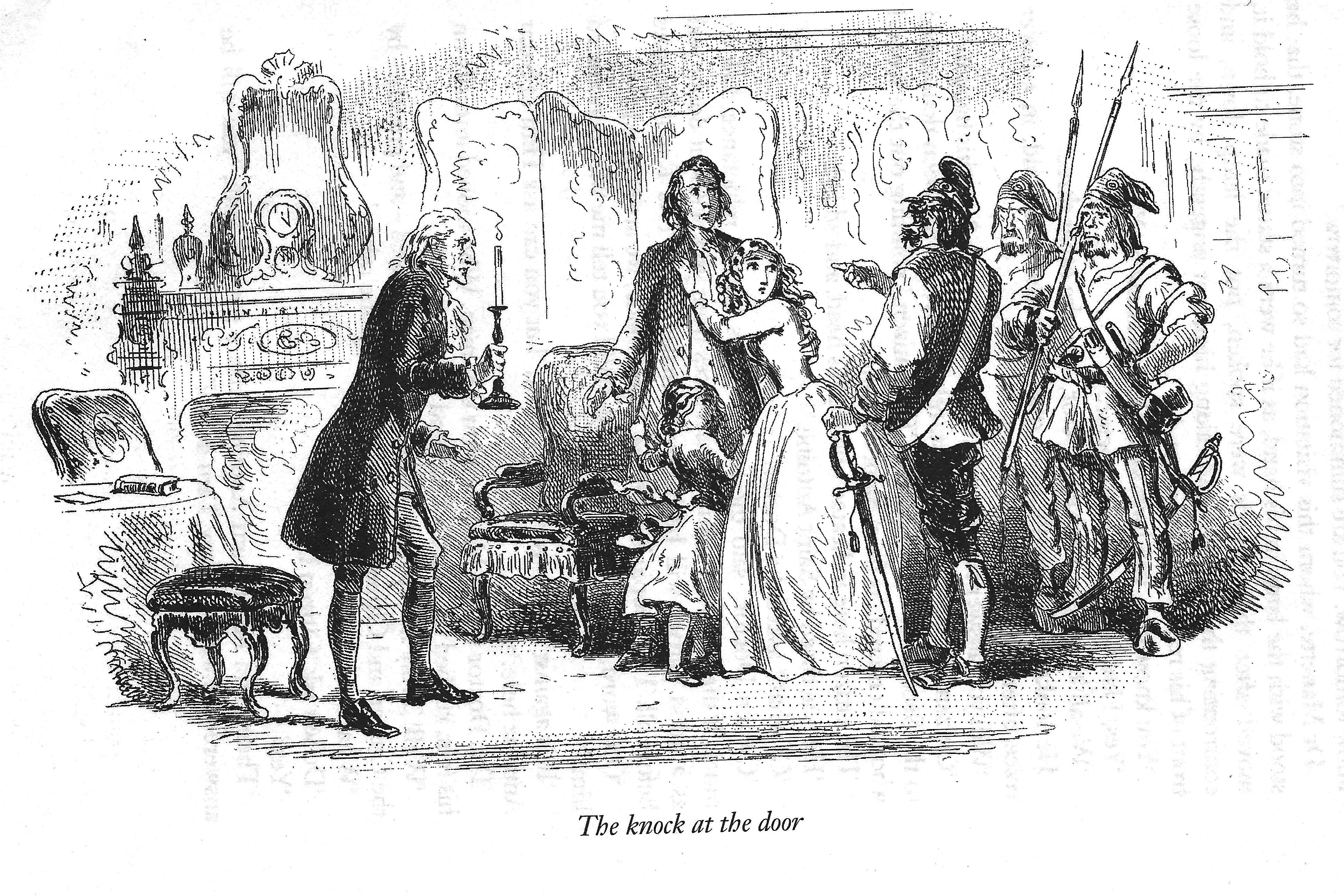
On frappe à la porte, seconde arrestation de Darnay, par Phiz.
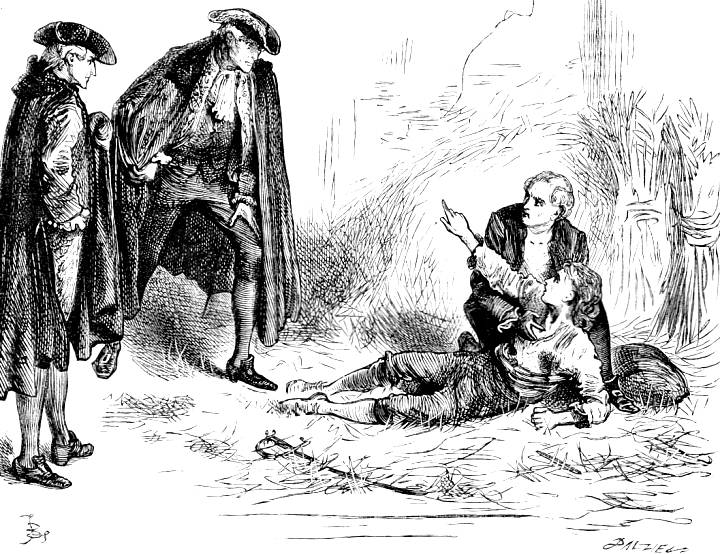
La dénonciation des frères Evrémonde (document du docteur), par Fred Barnard.
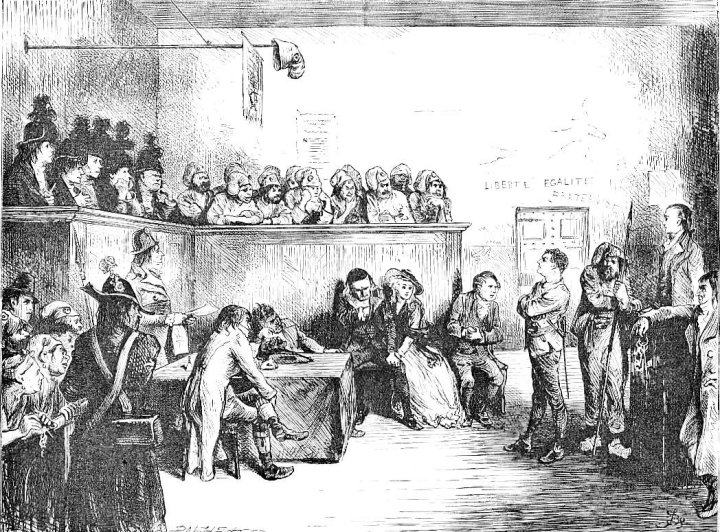
Le procès de Darnay, par Fred Barnard.
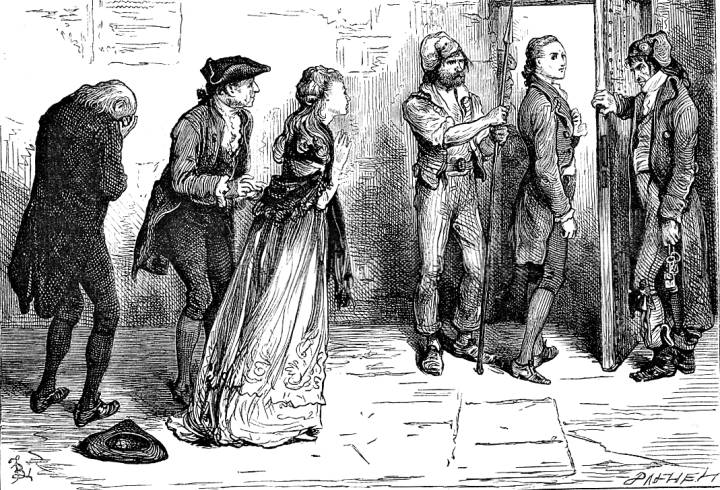
Charles s'arrache des bras de Lucie après le verdict, par Fred Barnard.

III, 9 : Cruncher avoue à Mr Lorry qu'il mène une seconde vie en tant que resurrection man et raconte que ce qu'il a vu en France l'a rempli d'horreur et l'a conduit à changer de conduite.
Entre-temps, Sydney Carton passe une sorte de marché avec Pross pour obtenir de voir Darnay dans sa prison. Il lui demande instamment de ne rien dévoiler à Lucie. Puis il part à grands pas à travers les rues, s'arrêtant brièvement pour acheter un sédatif. Le lendemain matin, il se rend au tribunal pour s'entendre dire que Darnay est accusé de trahison sur le témoignage du couple Defarge et du Dr Alexander Manette. Mme Defarge raconte les atrocités que la famille St. Evrémonde a fait subir à la sienne ; M. Defarge déclare avoir trouvé à la Bastille, lors de sa prise le 14 juillet 1789, un manuscrit du docteur caché dans la cellule 105 de la tour nord ; l'ancien prisonnier y raconte comment il en est venu à être arrêté et incarcéré, et décrit les crimes commis par la même famille.

##### Vingt-septième partie (29 octobre 1859)

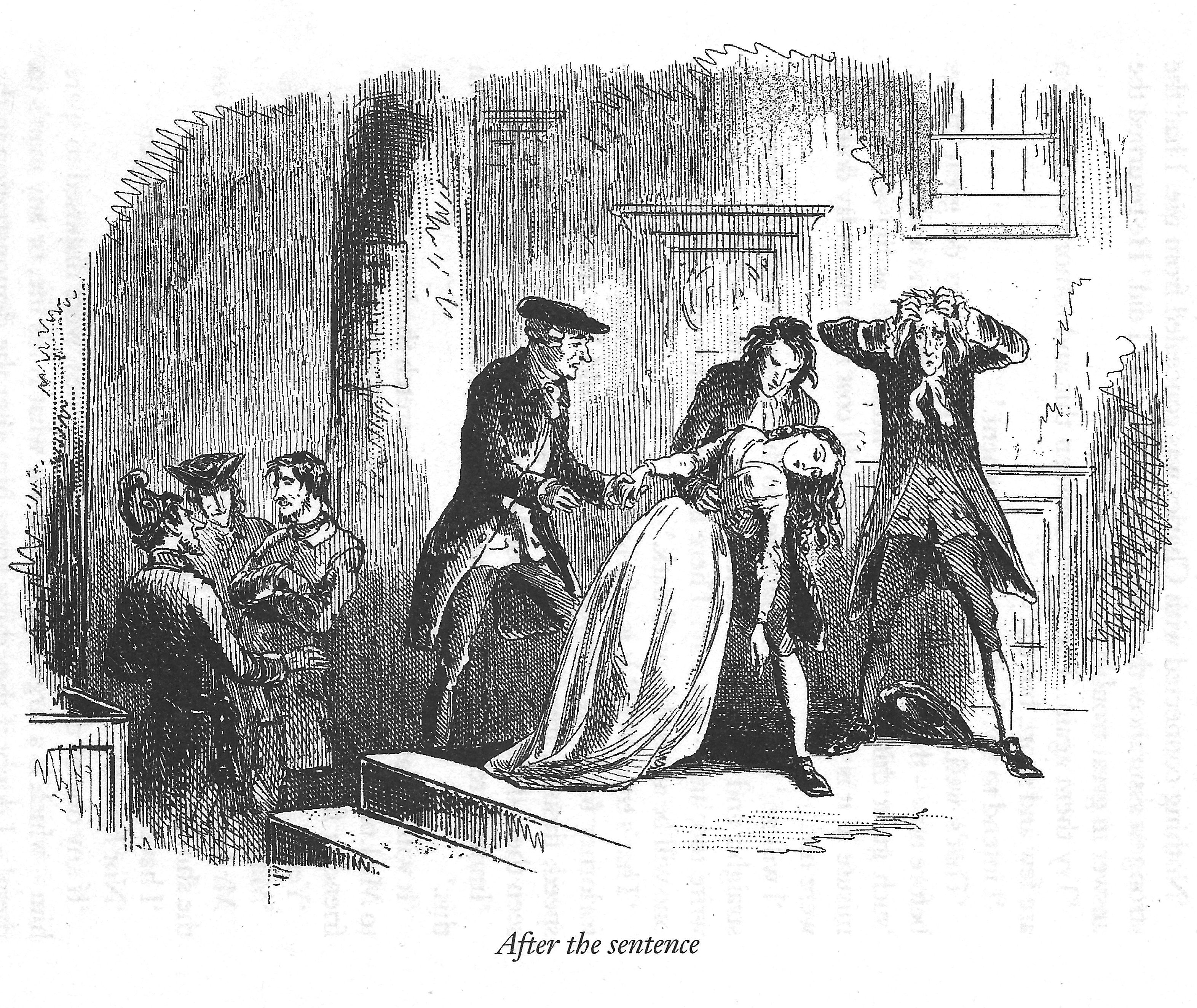
Après le verdict, par Phiz.

III, 10 : Ce document, écrit dans la prison en décembre 1767, relate des événements qui se sont déroulés dix années auparavant, pendant la semaine de Noël 1757. Le 22 décembre, le docteur a été appelé par les frères jumeaux St. Evrémonde, le marquis, père de Charles, et son frère, bientôt assassiné par Gaspard, qui l'ont emmené dans une maison située en dehors de Paris au chevet de deux patients. Il s'agissait d'une jeune femme de vingt ans, enceinte, en proie à la démence, qui répétait sans cesse : « Mon mari, mon père, mon frère », puis, comptant jusqu'à douze, s'exclamait : « Chut » ; l'autre patient était un jeune homme, son frère, qui n'allait pas tarder à mourir d'une blessure à l'arme blanche infligée par l'un des jumeaux. Au moment ultime, il a déclaré au docteur Manette que les St. Evrémonde avaient fait travailler son beau-frère jusqu'à épuisement et que celui-ci avait rendu l'âme dans les bras de sa femme. Après quoi, la jeune femme a été violentée par le plus jeune des agresseurs qui a abusé d'elle. Elle a survécu une semaine à son frère, puis est elle-même décédée en dépit des soins prodigués par le docteur. Les frères St Evrémonde ont alors libéré le médecin et l'ont autorisé à rentrer chez lui. Il a alors rédigé un rapport relatant les faits dont il avait été témoin, rapport qu'il a adressé à un ministre de la Couronne. Peu après, il s'est trouvé en état d'arrestation et emprisonné à la Bastille. La lettre du docteur déchaîne la furie du tribunal et Charles Darnay, actuel marquis de St. Evrémonde, est condamné à être exécuté dans les vingt-quatre heures.

##### Vingt-huitième partie (5 novembre 1859)
III, 11 : La salle d'audience s'est vidée ; seuls restent les Manette, Carton et Barsad. Le docteur s'agenouille devant eux, comme pour solliciter leur pardon, mais ils le relèvent aussitôt. Charles reconnaît que son destin est la conclusion des crimes abominables commis par sa famille. Les gardes l'emmènent et Lucie s'écroule sans connaissance dans les bras de son père. Carton la porte jusqu'à la voiture et embrasse la petite Lucie, l'enfant du couple. Il presse le docteur de faire tout ce qui est en son pouvoir pour sauver son gendre, mais avoue que lui-même a perdu tout espoir.
III, 12 : Carton se rend dans l'échoppe à vin des Defarge où le propriétaire des lieux remarque son extrême ressemblance avec Charles Darnay. Carton entend Mme Defarge raconter que la famille violentée et massacrée par les Evrémonde est la sienne. Elle jure de se venger aussi sur le Dr Manette et sur Lucie. Lorsque le Dr Manette revient de la prison, son ancienne obsession s'empare à nouveau de son esprit et il redevient le cordonnier de la Bastille. C'est un signe pour les siens que sa mission a échoué. Carton demande alors à Lorry de commander une voiture pour deux heures le lendemain après-midi, afin de quitter Paris.

##### Vingt-neuvième partie (12 novembre 1859)
III, 13 : Darnay est enfermé avec cinquante-deux condamnés. Il accepte la mort prochaine et écrit des lettres à ceux qu'il aime, Carton excepté. Il rêve pendant la nuit qu'il est avec Lucie. Peu avant midi, le jour de l'exécution, Sydney Carton fait irruption dans la cellule, échange ses vêtements avec Charles, lui fait prendre un sédatif qui le plonge dans l'inconscience et ordonne à Solomon Pross de l'emmener. Carton reste seul et est bientôt conduit dans la pièce où attendent les condamnés. Il y voit une jeune couturière qu'il réconforte, et tous deux décident d'aller ensemble à l'échafaud. En dehors de la prison, la voiture attend : Darnay inconscient, qu'on prend pour Carton, y est installé, et c'est le départ. Chaque fois que l'équipage arrive à un barrage, Lucie se ronge d'inquiétude, se demandant s'ils sont poursuivis.

##### Trentième partie (19 novembre 1859)
III, 14 : Mme Defarge a l'intention d'arrêter le Dr Manette, mais elle n'en souffle mot à son mari qu'elle soupçonne d'être trop indulgent envers le vieil homme. Lorsqu'elle arrive dans leur demeure, elle n'y trouve que Miss Pross qui temporise, prétend que Lucie est dans une autre pièce et fait barrage à sa visiteuse. S'ensuit une bousculade au cours de laquelle Mme Defarge s'écroule victime d'une décharge de son propre fusil. Miss Pross ferme l'appartement à clef, jette la clef dans la Seine et s'en va avec Cruncher.

##### Trente-et-unième partie (26 novembre 1859)
III, 15 : Les charrettes sont en route vers la guillotine. Au fond de la troisième, Carton et la petite couturière se tiennent ensemble et se parlent sans prendre garde à la foule. Mme Defarge n'est pas là, et La Vengeance l'appelle à grands cris. Sydney et la jeune condamnée se réconfortent l'un l'autre. Si Sydney avait pu rendre compte de ses dernières pensées, il aurait décrit sa vision d'une famille que son sacrifice aurait sauvée et qui partagerait un avenir heureux. Il va à la mort convaincu qu'il s'agit là du meilleur acte qu'il ait jamais accompli.

### Récapitulation

#### Le point de vue

##### L'ouverture, clef du roman
| « C'était le meilleur et le pire des temps, le siècle de la sagesse et de la folie, l'ère de la foi et de l'incrédulité, la saison de la lumière et des ténèbres, le printemps de l'espérance et l'hiver du désespoir ; devant lui, le monde avait tout ou rien, il allait tout droit au ciel et tout droit en enfer — bref, cette époque ressemblait tellement à la nôtre que les censeurs les plus bruyants n'en parlaient en bien ou en mal qu'au superlatif. » | « It was the best of times, it was the worst of times, it was the age of wisdom, it was the age of foolishness, it was the epoch of belief, it was the epoch of incredulity, it was the season of Light, it was the season of Darkness, it was the spring of hope, it was the winter of despair, we had everything before us, we had nothing before us, we were all going direct to Heaven, we were all going direct the other way — in short, the period was so far like the present period, that some of its noisiest authorities insisted on its being received, for good or for evil, in the superlative degree of comparison only. » |  |

Tel est le premier paragraphe de A Tale of Two Cities.

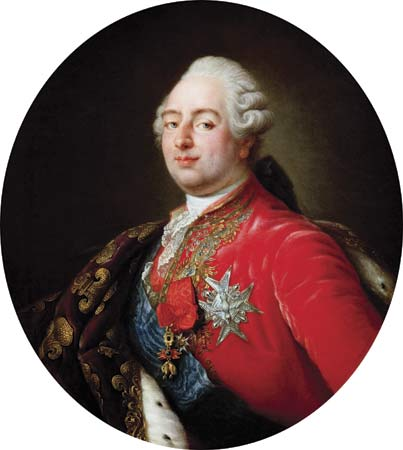
Louis XVI.
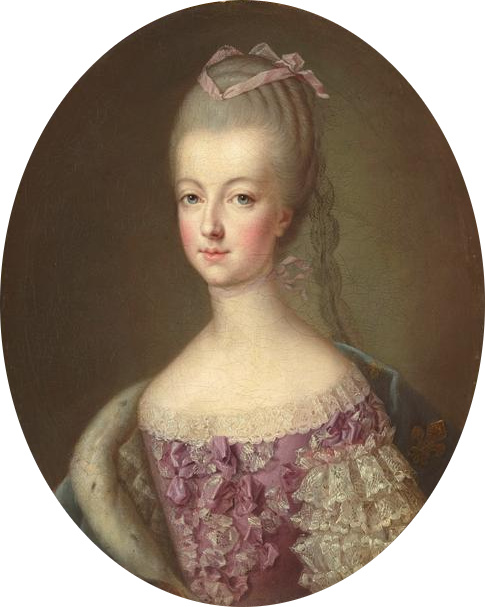
Marie-Antoinette.
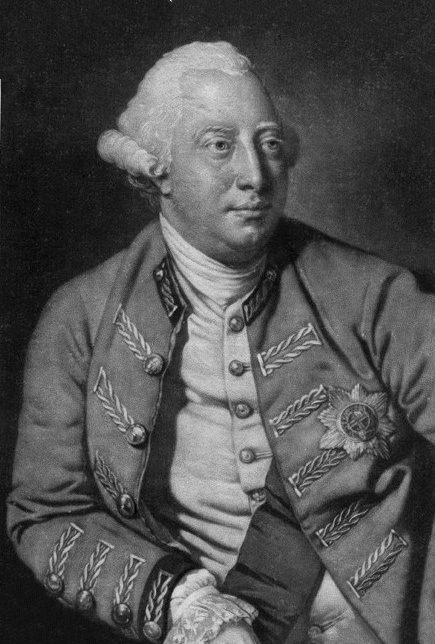
George III.
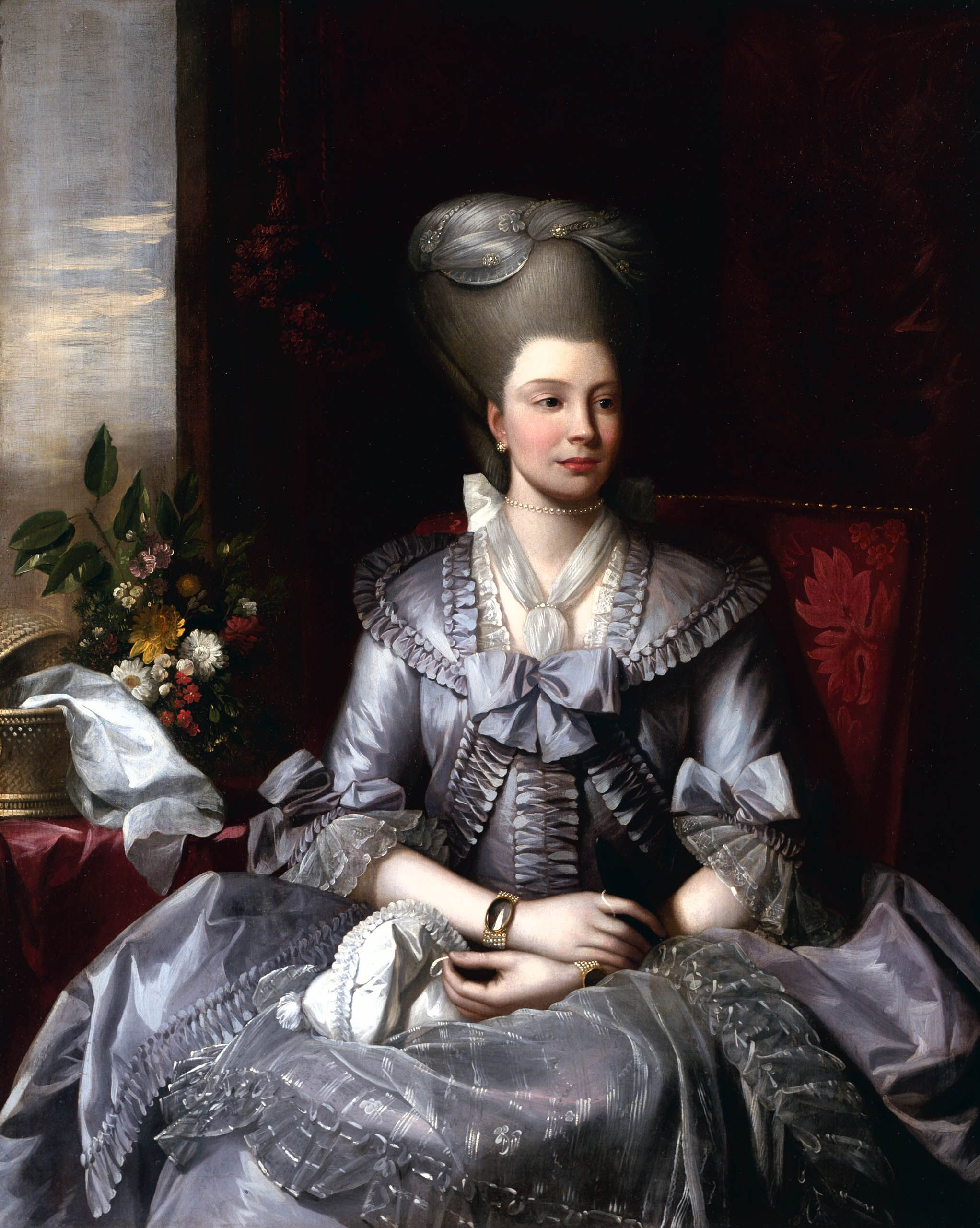
La reine Charlotte.

Cette ouverture plante la scène en trois pages et, selon Jean Gattégno, en donne le ton et en annonce les thèmes. Balançant les contraires que renforce l'excès, ici celui du verbe, plus tard celui des faits, ce premier paragraphe se place sous le signe de l'opposition, le deuxième développant le concept de parallélisme. Opposition qui s'étire en une longue période conduisant le lecteur, par sa litanie, à accepter l'idée fondamentale : l'époque dont il va être question « ne saurait être jugée à l'emporte-pièce » ; parallélisme, d'abord suggéré par la comparaison entre cette mystérieuse époque et la nôtre, soit « l'apogée de l'Angleterre victorienne », bientôt assortie d'une satire jaillissant à l'apparition caricaturale des couples royaux : deux traits seulement, une large mâchoire et une jolie frimousse d'un côté, la même mâchoire mais un laideron de l'autre, et, chez les deux, le souci étatique des miches de pain (françaises) et du poisson (anglais) (loaves and fishes). Tout irait-il donc pour le mieux ?

##### L'entrée de l'année 1775
Arrive alors l'année 1775, dont la solennité dérisoire commence à miner la certitude du lecteur : ici, crédulité du peuple anglais voyant dans l'imminente déclaration d'indépendance « une simple communication » (mere messages) ; là, richesse d'une monnaie de chiffon (paper money) et surtout « humanité » (humane achievements) de la « Fille aînée de l'Église », « sous la houlette de ses pasteurs chrétiens » (« [u]nder the guidance of her Christian pastors ») suppliciant le chevalier de la Barre. Alors, surgit la métaphore avec, assortie d'une majuscule, la Fermière française et le Bûcheron anglais, l'allégorie de la Mort version française et version anglaise, la première munie de son attirail, semé au fil des phrases, charrettes, tombereaux, sac et couperet, la seconde paraissant en personne, le bourreau de la potence. Chronique annoncée, conclut Jean Gattégno, où s'agiteront des personnages, « grands ou infimes, tous […] manipulés par le Destin » (Fate) qu'orne lui aussi la lettre capitale. Ainsi le lecteur peut commencer à écouter Le Conte de deux villes.

##### Un narrateur philosophe
Cette grandiose ouverture, commentaire d'un narrateur philosophe, prélude à de nombreuses méditations souvent placées en tête de chapitre : ainsi, dès le troisième, se déploient deux longs paragraphes sur le mystère insondable de l'être humain, pour les autres et pour soi, le second prenant une tournure plus personnelle : jamais plus, y est-il dit en substance et à la première personne, je ne pourrai tourner les pages de ce livre que j'aimais ; il était écrit que le livre se fermerait pour toujours lorsque je n'en aurais lu qu'une page. D'emblée, ce narrateur se montre omniscient, de mèche avec le lecteur qu'il sait être dans sa confidence : « le prétendu Evrémonde » (the supposed Evrémonde), écrit-il d'un air entendu lorsque Carton descend du tombereau.

#### La construction du roman

##### «Un nouveau concept» (Jean Gattégno)
Dans sa préface à l'édition Gallimard d'Un Conte de deux villes (car tel est le titre choisi par la traductrice), Jean Gattégno explique que les grands romans de Dickens sont jusqu'alors bâtis soit autour d'un personnage central et du ou des mondes qui l'entourent, soit autour de la mise en scène d'un concept soumis à la critique, la Justice, l'Administration, l'École, l'environnement faisant alors partie intégrante de l'histoire et, en quelque sorte, produisant les personnages. Avec Les Temps difficiles, poursuit-il, « commence un premier glissement par rapport à ce primat du décor », Dickens se préoccupant d'une « philosophie » qu'il met en accusation. Le Conte de deux cités, lui, est tout entier inscrit dans l'Histoire : c'est avant tout une chronique, fruit d'une idée clairement exprimée dans la conclusion de la préface : « Broyez et défigurez une fois de plus l'humanité avec de pareils marteaux, et elle retrouvera en se tordant les mêmes formes monstrueuses » (« Crush humanity out of shape under similar hammers, it will twist itelf into the same tortured forms »). Aussi ne s'agit-il pas d'une légende romanesque, comme le mot conte (Tale) du titre pourrait le laisser croire, mais, conclut Jean Gattégno, d'« une histoire pleine de bruit et de fureur » concernant l'humanité entière, « et les deux villes autour desquelles elle se construit en sont tout au plus les accoucheuses ».

##### Un ensemble cohérent
Telle est sans doute la raison pour laquelle, le 17 décembre 1859, le Saturday Review condamne la façon boiteuse qu'a le récit de se traîner de 1775 à 1792, puis de revenir en arrière jusqu'en 1760 environ. C'est là, ajoute le critique, « un excellent exemple du mépris complet pour toutes les règles de la composition littéraire qui a marqué l'ensemble de la carrière de Mr Dickens comme auteur » (« an excellent example of the scorn for all the rules of literary compostion that has been the hallmark of Mr Dickens as an author »). Sylvère Monod, qui cite ce commentaire, écrit qu'il doit être pris à contre-pied et qu'au contraire, A Tale of Two Cities « donne l'exemple d'une construction […] solidement étayée sur une ressemblance qui intervient de façon systématique au début et à la fin […] pour sauver deux fois la vie du héros ». Plusieurs mystères esquissés au début s'éclairent peu à peu, et « il est hors de doute que tous les détails ont été conçus et présentés en fonction de l'ensemble ».
Œuvre à cheval sur deux pays, comprenant quarante-cinq chapitres dont deux sont généraux, seize se passent à Londres, trois dans d'autres villes anglaises, dix-huit à Paris et six ailleurs en France, l'équilibre est à peu près préservé. Cependant, tous les chapitres anglais figurent dans les livres I et II, la majorité de ceux qui traitent de la France formant le troisième. Ce n'est donc pas, selon Sylvère Monod, l'association et l'union intime de deux cités, mais l'histoire d'une famille franco-anglaise qui se déroule en Angleterre, puis de l'autre côté de la Manche.

##### Des procédés familiers
Le récit s'appuie sur certains procédés dont Dickens est familier.
D'abord les coïncidences, faisant par exemple que les Defarge, simples cabaretiers, et leurs amis, comme le cantonnier de campagne, du seul fait qu'ils sont révolutionnaires, apparaissent partout et à tout instant, donnant l'impression, écrit Sylvère Monod, « qu'ils constituent à eux seuls tout l'état-major de la Révolution montante » ; de même, et là l'invraisemblance historique est flagrante car il s'agit de 1792, pour démasquer l'espion Barsad, le seul à même de permettre la substitution du dénouement, Paris se peuple soudain de tous les personnages anglais du roman, parmi lesquels se trouvent Miss Pross, la gouvernante de Lucie, qui se révèle être la sœur de Barsad, Jerry Cruncher, le garçon de courses de la banque Tellson, ainsi que Sydney Carton dont la soudaine présence reste sans explication.
Nombreuses aussi sont les mises en scène dramatiques, souvent précédées de questions intrigant le lecteur : « Qui pouvait être avec Mr Lorry – le propriétaire de ce manteau de voyage posé sur la chaise – ce personnage qu'on n'avait pas le droit de voir ? » (II, 5), parfois placées stratégiquement en fin de chapitre : « Dans le silence et l'immobilité absolus – l'accusé regardant affectueusement sa femme, sa femme ne cessant de le regarder que pour regarder son père » (III, 9) (« In the dead silence and stillness — the prisoner under trial loking lovingly at his wife, his wife only looking from him to look with sollicitude at her father »), etc.
Enfin, les titres de chapitres sont savamment chargés de sens symbolique ou « produisant des effets de symétrie, de contraste, de répétition », par exemple « A Hand at Cards » (« Une partie de cartes ») et « The Game Made » (« Les jeux sont faits »), « Knitting » (« La tricoteuse ») et « Still Knitting » (« Encore le tricot ») ou « The Fellow of Delicacy » (« L'homme plein de délicatesse ») et « The Fellow of No Delicacy » (« L'homme sans délicatesse »),.

##### La prévalence de l'ironie
Beaucoup de ces procédés sont de nature ironique, attitude affectant les personnages comme les situations. Ainsi, le Dr Manette, victime des Evrémonde, se retrouve beau-père de l'un d'entre eux, et l'affection qu'il porte au couple formé par sa fille et Darnay, annihilant son désir de vengeance, lui redonne son intégrité d'homme ; Darnay éprouve du dégoût pour l'homme même qui le sauve de la guillotine ; la lettre écrite par le docteur à la Bastille sert de pièce à conviction pour condamner son gendre ; Darnay, ce symbole de la bonté et de la noblesse, une fois drogué, amolli, ressemble tant à l'alcoolique Carton, symbole de la dépravation, qu'il peut être sorti de la prison sans encombre ; enfin, alors que Mme Defarge, désirant parachever son œuvre, se rend chez Lucie à la recherche de preuves pouvant la faire guillotiner, c'est elle qui meurt d'une décharge de son propre fusil.

## Thématique du roman
Alors qu'il vient de révéler dans Household Words sa séparation d'avec son épouse, Dickens entreprend un roman destiné à relier événements publics et événements privés, et à expliquer la Révolution française en termes personnels. L'ultime sacrifice par lequel il le termine a des antécédents, comme le héros de The Frozen Deep de Wilkie Collins (1857) qui, pour l'amour de Clara Burnham, sauve son compagnon et rival Frank Aldersley, avant de sombrer dans l'océan Arctique. Dickens lui-même a déjà exploité le thème du sacrifice, en particulier dans La Bataille de la vie où Marion Jedlers abandonne son fiancé à sa sœur, et dans The Perils of Certain English Prisoners (« Le Péril de certains prisonniers anglais »), écrit en collaboration avec Wilkie Collins en 1857, situé en Asie et en Amérique du Sud, dans lequel Gill Davis, homme de troupe des Royal Marines, risque sa vie pour Miss Maryon.

### Une situation extrême et un «petit coin tranquille»
Pour donner sa vie, pas simplement la risquer, et dans la vraisemblance, c'est la situation extrême qu'offre la Révolution française qui s'impose : Bulwer-Lytton, dans son Zanoni paru en 1842, (traduit en français sous le titre de Zanoni ou la sagesse des Rose-Croix),, et Watt Philips en 1859, dans son drame The Dead Heart, l'avaient déjà compris.
Mais, avant que ne commencent le bruit et la fureur, Dickens aménage un joli coin tranquille, le seul de tout son roman, le refuge des Manette au cœur de Londres, dans le quartier de Soho. Jarvis Lorry le décrit au chapitre 6 du livre I comme un endroit ensoleillé où il aime à se rendre avec un air de promenade, en particulier le dimanche. Il en goûte le charme « désuet » (quaint), mais y observe aussi de saines relations familiales, celles qui unissent une fille à son père, puis un mari à sa femme. Le narrateur revient à ce refuge plusieurs fois, en particulier lorsque la situation se fait critique au livre II : là perdure l'institution de la famille, si malmenée partout ailleurs ; c'est un « ancrage » (anchorage), contrepoint de la rage du faubourg Saint-Antoine parisien, et son « ange du foyer » (angel in the house) est l'exact opposé de la Tricoteuse de têtes coupées, Mme Defarge. C'est elle qui ramène le Dr Manette à la vie, donne un sens à l'existence de Sydney Carton, de la solidité à celle de Charles Darnay. Là se tresse le « fil d'or », alors que s'effiloche le tricot de Mme Defarge au fur et à mesure que la guillotine prend les victimes qu'elle lui a assignées.

### L'Histoire

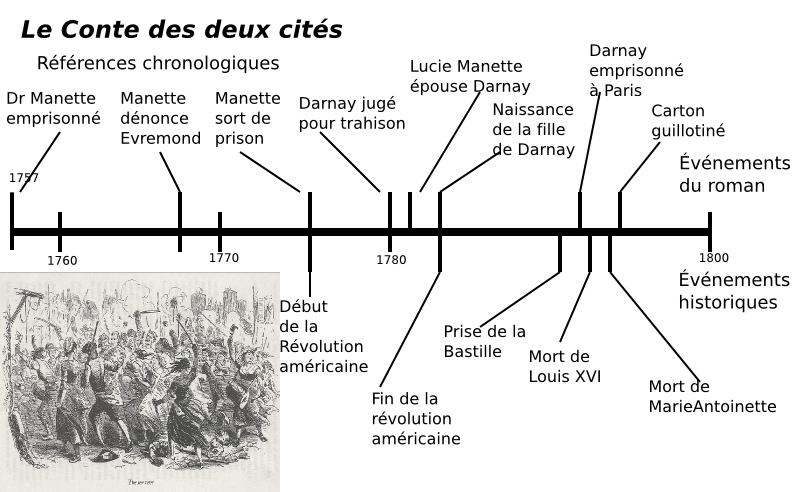
Schéma chronologique des événements (graphisme de Cédric Boissière).

Sylvère Monod écrit que, romancier et non historien, Dickens est incapable de détachement et d'objectivité. Pour lui, la Révolution française, plus qu'une toile de fond et un tableau historique, est l'occasion de défendre une thèse sociale. Il s'agit de faire comprendre l'époque, d'en tirer, comme le précise la préface, la « philosophie ». La théorie en est fort simple : si les excès de la Terreur sont haïssables, ils sont dus à la cruauté de l'aristocratie, idée déjà présente dans The French Revolution : A History de Carlyle, paru en 1837,.

#### L'influence de Carlyle
G. K. Chesterton consacre quelques pages à l'influence de cet ouvrage. Grâce à lui, remarque-t-il, les Anglais, Dickens y compris, ont redécouvert un événement qui a, indirectement, inspiré nombre de leurs propres réformes. Il ajoute (assertion réfutée depuis, au moins dans sa première partie), que Carlyle avait énormément lu pour le rédiger, alors que Dickens s'était contenté de lire Carlyle, mais que, tout compte fait, « la Révolution française de Dickens est sans doute plus conforme à la réalité que celle de Carlyle » (« Dickens's French Revolution is probably more like the real French Revolution than Carlyle's »).
De fait, il relève de nombreuses différences. Chez Carlyle, écrit-il, le lecteur garde l'impression que tous les événements se déroulent la nuit, ce qui enrobe les faits d'un voile lugubre et menaçant, alors qu'avec Dickens, les massacres se font au grand jour. Au fond, commente-t-il, Carlyle s'avère incapable de se hisser à ce qu'il appelle un « bon sens éclairé » (uplifted common sense) et s'acharne à tout doter d'une dimension mystique, surtout la cruauté de la révolution ; Dickens, lui, parle d'une simple justice de bon sens et d'une vengeance, elle aussi de bon sens, même dans ses excès ; bref, l'un en fait une tragédie, l'autre, non pas une calamité, mais la solution à la calamité.
Pourtant, selon Sylvère Monod, demeure un parallélisme étroit entre les deux : ainsi se retrouvent dans Le Conte de deux cités les pages où Carlyle expose l'idée d'un contraste extraordinaire sous l'Ancien Régime entre les nobles et le peuple, appelant la vengeance des humbles, ou encore, au détail près, le récit du soulèvement de 1773 au cours duquel est érigée une nouvelle potence de quarante pieds de haut, de même que la description de la prise de la Bastille et celles des incendies de châteaux, écrites, relève-t-il, dans le même style haché chez l'un comme chez l'autre.

#### La vision personnelle de Dickens

##### Un pamphlet contre l'indignité de l'Ancien Régime
Carlyle, comme le montre Jean Gattégno, a défendu toute sa vie « l'idée que le malheur des peuples vient de ce que leurs chefs naturels se dérobent à leurs responsabilités ou même les trahissent, et que c'est chez eux que le sursaut doit naître ». Dickens ne partage pas cette confiance, faisant de son roman un pamphlet contre l'indignité de l'Ancien Régime, sur la nature foncièrement corrompue des aristocrates. De façon emblématique, il donne à Mme Defarge et à La Vengeance, lors d'un dialogue avec Lucie au troisième chapitre du livre III, l'occasion d'expliquer leur manque de pitié :
| « Toute notre vie, plaident-elles, nous avons vu nos sœurs souffrir, en leur personne et en celle de leurs enfants, de misère, de froid, de soif et de faim comme de maladie, d'oppression et de mauvais traitements de toutes sortes […] Nous l'avons supporté bien longtemps […], juge un peu s'il est probable que le malheur d'une seule épouse et mère nous touche beaucoup maintenant ? » | « All our lives, we have seen our sister-women suffer, in themselves and in their children, poverty, nakedness, hunger, thirst, misery oppression and neglect of all kinds […] We have borne this a long time […] Judge you! Is it likely that the trouble of one wife and mother would be much to us now? » |  |

Cependant, Carlyle, qui écrit dans les années 1830, reste optimiste sur les chances d'un profit de la Révolution pour la France : le ton n'est pas le même chez Dickens qui considère les individus plus que les masses, et fait du Destin la somme de destinées individuelles.

##### Une vision ambivalente
Rien n'est pourtant présenté de façon catégorique : au contraire, la vision qu'a Dickens des événements historiques demeure de bout en bout ambivalente. La cause des révolutionnaires lui semble juste, en effet, surtout en ce qui concerne le sort de la paysannerie et son appétit de libération. Plusieurs chapitres sont consacrés aux turpitudes du marquis Evrémonde, exploitant sans vergogne ses métayers et journaliers, méprisant ceux qu'il croise, allant jusqu'à considérer la mort de leur enfant comme une insupportable gêne. Cependant, combattre la violence par la violence devient pour Dickens un déni de révolution, simple perpétuation de la souffrance, celle-là même qui a été infligée se trouvant maintenant dirigée dans une autre direction. D'où les descriptions précautionneuses et empreintes de suspicion qu'il consacre au délire de la populace, et la tonalité macabre dont il imprègne les scènes les plus dures, l'affûtage des lames sur la meule ensanglantée, la Carmagnole scandée de meurtres, la lente et sinistre avancée des tombereaux sur les pavés, traçant un sillon dans la foule.
Son dernier chapitre est explicite : la pente est glissante, qui conduit l'opprimé à devenir un oppresseur : « Semez encore les mêmes graines de licence et d'oppression rapaces, et elles produiront aussi sûrement les mêmes fruits, chacune selon son espèce » (« Sow the same seed of rapacious license and oppression over again, and it will surely yield the same fruit according to its kind ») ; et le narrateur de se lancer dans une invocation au Temps, plus enflammée que ses précédentes interventions, où il aligne allusions bibliques et autres :
| « Ô Temps, puissant enchanteur, change-les en ce qu'ils furent autrefois, les équipages des nobles féodaux, les Jézabel aux toilettes tapageuses, les églises qui ne sont plus la maison du père, mais des cavernes de voleurs, et les masures de millions de paysans affamés. Non ! Le grand magicien qui exécute avec tant de majesté les ordres du Créateur ne revient jamais sur ses transformations. « Si tu as été changé de la sorte par la volonté divine, disent les mages aux humains ensorcelés dans les sages contes arabes, reste comme tu es ; mais si tu as pris cette forme de par un enchantement éphémère, reprends ton aspect primitif ! ». » | « Change these back again to what they were, thou powerful enchanter, Time, and they shall be seen to be the carriages of absolute monarchs, the equipages of feudal nobles, the toilettes of flaring Jezebel, the churches that are not my father’s house but dens of thieves, the huts of millions of starving peasants! No; the great magician who majestically works out the appointed order of the Creator, never reverses his transformations. “If thou be changed into this shape by the will of God,” say the seers to the enchanted, in the wise Arabian stories, “then remain so! But, if thou wear this form through mere passing conjuration, then resume thy former aspect!”. » |  |

##### L'homme avant l'historien

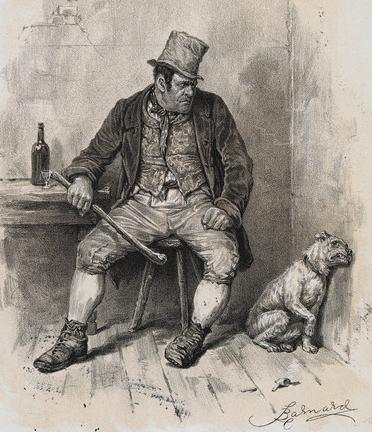
Bill Sikes, ou Sykes, dans Oliver Twist, par Fred Barnard.
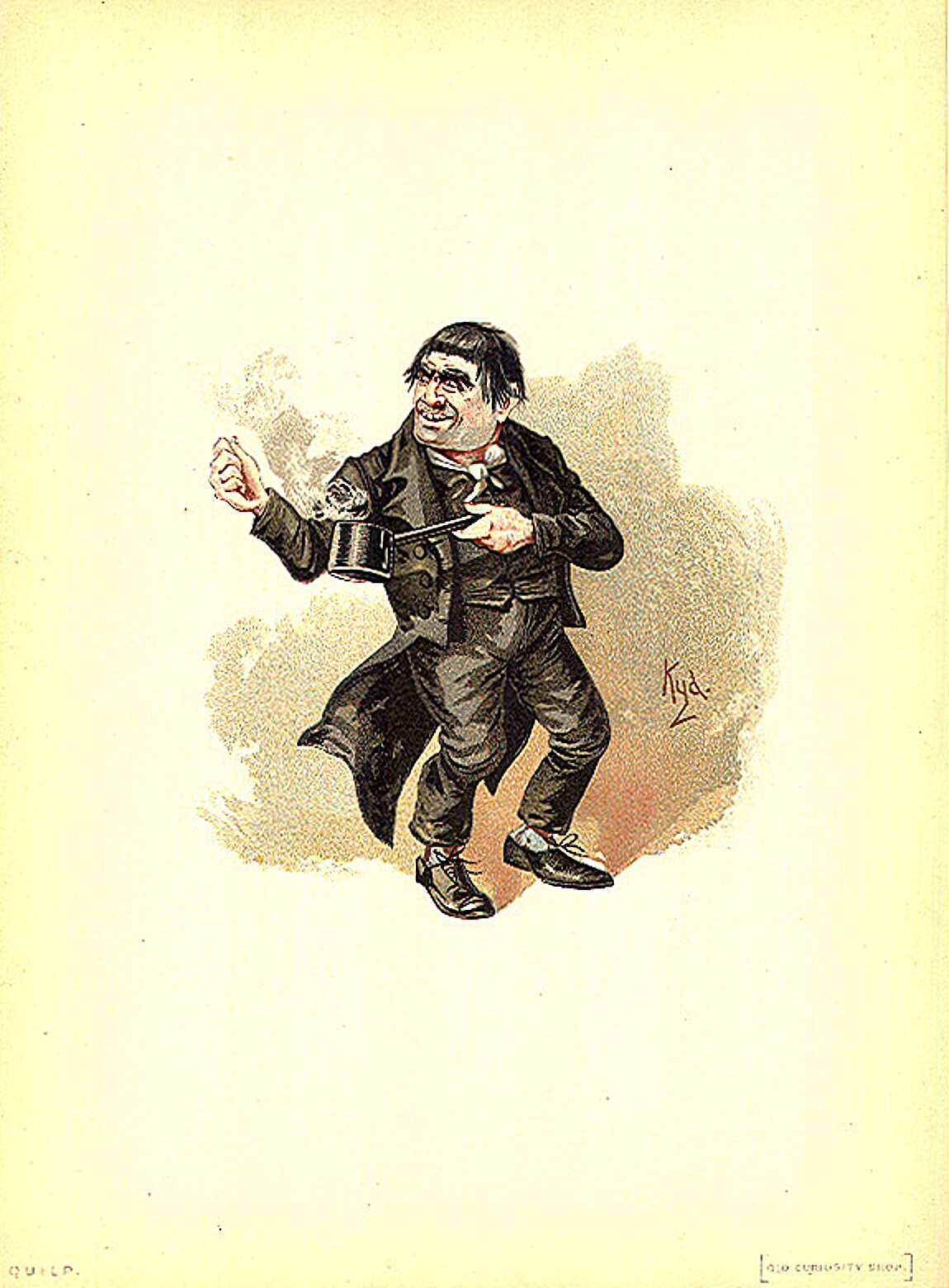
Le terrible nain Quilp, vu par Kyd (Joseph Clayton Clarke).
Les émeutes chartistes dans Barnaby Rudge, par Cornelius Brown.
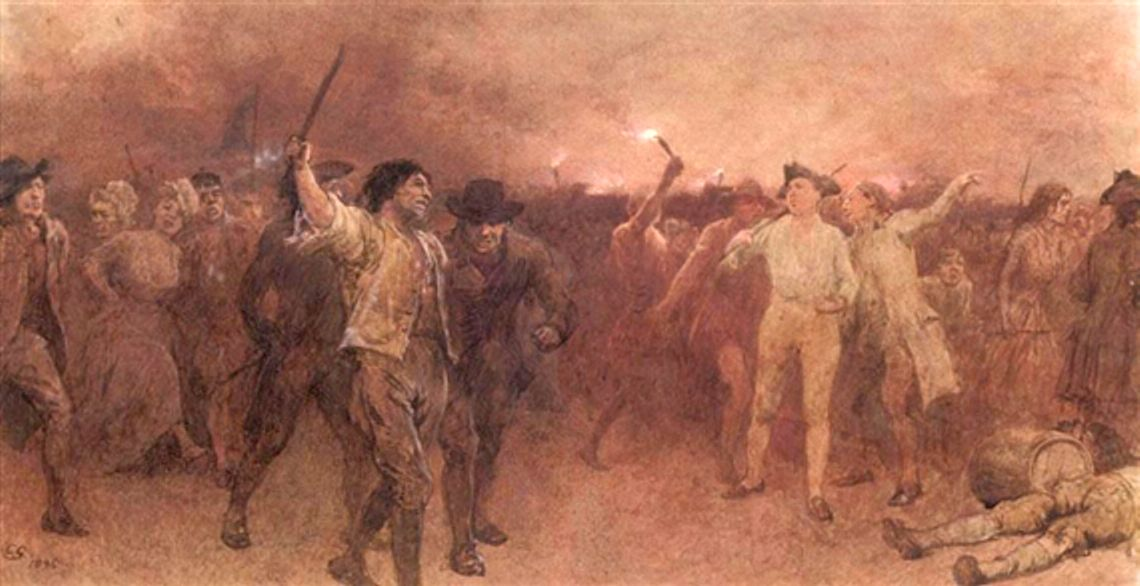
Les émeutes de Gordon dans Barnaby Rudge, par Charles Green (en).
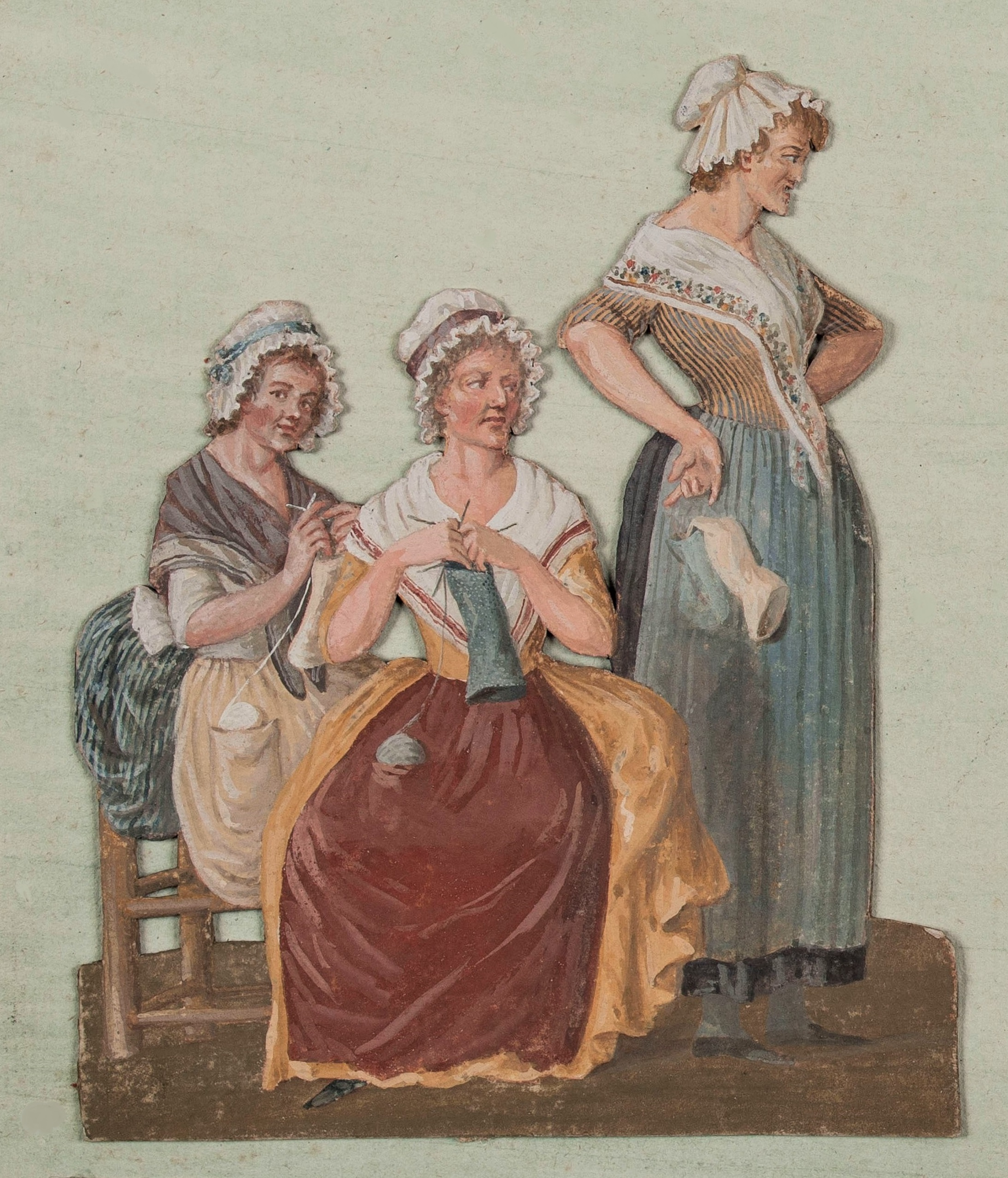
Trois tricoteuses de 1793, par Pierre-Étienne Lesueur.

En général, l'historien s'efface derrière l'homme, écrit Jean Gattégno : la violence demeure une composante essentielle de son univers romanesque, le sadique Sykes d’Oliver Twist, le terrible Quilp dans Le Magasin d'antiquités, les foules antipapistes de Barnaby Rudge, etc., et, ici, les révolutionnaires porteurs de piques ou les Tricoteuses.
En définitive, quiconque ayant le pouvoir, noble ou manant, riche ou pauvre, cède tôt ou tard à la tentation de la tyrannie : la Révolution française apparaît donc comme un grand symbole de transformation et de résurrection, mais la violence des moyens mis en œuvre représente l'antithèse même de sa finalité. Dickens, cependant, parce qu'il a foi en l'homme, ne désespère pas : même la populace peut ressentir un moment d'humanité, comme M. Defarge face à sa femme implacable, ou le public, vociférant la minute précédente, maintenant en larmes lorsque le Dr Manette témoigne à décharge lors du premier procès de Darnay.

### Le destin, corollaire de l'Histoire

#### Le secret, gage de survie
Chacun, dans ce roman, suspectant tout le monde, cultive le secret par instinct de survie : le Dr Manette a confié son histoire dans une lettre depuis longtemps oubliée ; Charles Darnay a caché ses origines St. Evrémonde ; Mr Lorry est muet sur les activités de la banque Tellson qu'il représente ; Jerry Cruncher exerce une macabre activité nocturne ; Mme Defarge se fait femme de l'ombre pour préparer une révolution ; la lutte opposant nobles et manants s'organise par espions interposés. À ce compte, les êtres demeurent des mystères : qui connaît qui ? Qui se connaît soi-même ? Lucie sonde en vain l'univers mental de son père, ce gouffre vide et pourtant si chargé ; pis, elle ignore jusqu'à l'autel l'identité de son fiancé, et Sydney Carton demeure une énigme pour tous comme pour lui-même : alcoolique dépravé et cynique, se sait-il jamais capable de grandeur ?

#### Le destin en marche

##### La lutte des justes

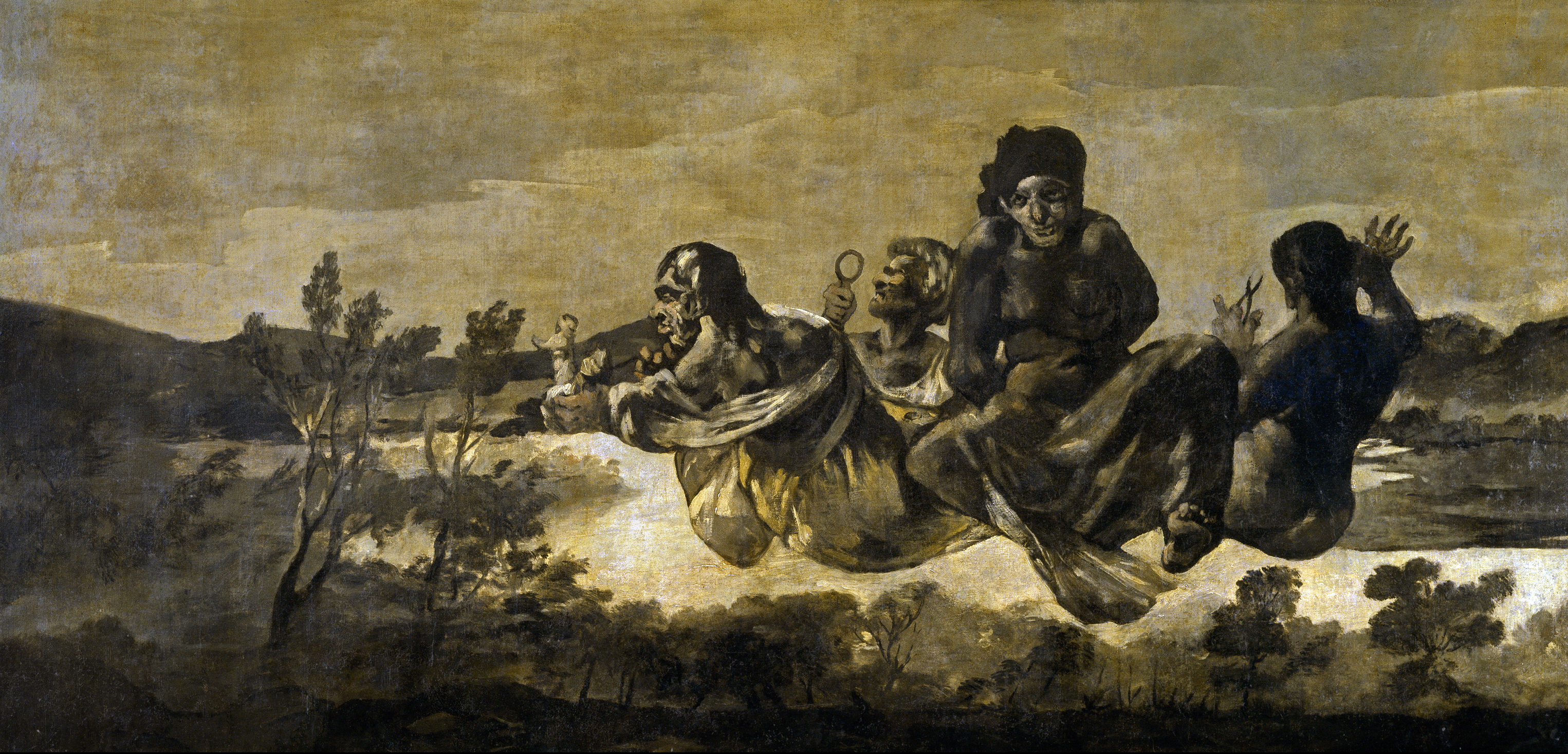
Atropos, par Goya, 1820-1823, musée du Prado (Madrid).

Au-delà des démêlés personnels, cependant, plane sur ce trouble univers l'ombre du destin en marche : l'introduction, puis chaque début de chapitre marque le passage des jours, des mois, des années. Déjà, au premier, s'abattent les arbres pour les bois de la guillotine et Lucie entend régulièrement des pas martelant le sol, écho annonciateur des malheurs en germe. D'ailleurs, doubles opposées, Lucie Manette et Mme Defarge s'occupent, chacune de part et d'autre de la mer, à tisser sa toile, l'une brodant un « fil d'or » d'amour, l'autre tricotant le compte des têtes à couper, puis effectivement tranchées : Parques de cette histoire, Mme Defarge et La Vengeance représentent à elles deux la Moire Atropos, leur présence symbolisant le « malaxage », le « broyage » (pounding), écrit Dickens, des destinées individuelles par les grandes mutations politiques. À leur façon, Charles Darnay et le Dr Manette essaient en effet de changer le cours des choses : Charles, mû par le dégoût et non la frayeur, émigre à Londres pour échapper à sa caste aristocratique, mais il est vite repris, « comme un aimant » (like a magnet), par son pays d'origine qui le confronte au passé de sa famille ; le docteur tente d'utiliser son influence pour sauver la tête de son gendre, mais son propre passé resurgit sous la forme d'une lettre, oblitérée de sa mémoire comme elle a été enfouie dans la muraille, condamnant celui-là même qu'il désire secourir.

##### MmeDefarge, une Parque atypique
Le cas de Mme Defarge attire l'attention de Jean Gattégno : en apparence, explique-t-il, elle représente l'image diabolique de la Tricoteuse, c'est-à-dire, par extension, de la Révolution. Pourtant, Dickens l'a voulue plus nuancée : dès son entrée en scène au chapitre 5 du premier livre, il lui attribue un physique qui n'est pas celui de l'emploi : grosse, ses mains bouffies chargées de bagues, le visage inflexible, aux traits accentués exprimant le plus grand calme. Personnage mystérieux assurément, mais non la furie assoiffée de sang que véhicule l'imagerie antirévolutionnaire. Dickens parle d'elle comme d'une missionnaire, certes d'une espèce dont le monde peut se passer, mais bien armée psychologiquement : au chapitre 14 du livre III, quelques pages avant qu'elle ne s'affronte avec Miss Pross, il en brosse une dernière analyse :
| « Douée d'un caractère ferme et intrépide, d'un esprit alerte et pénétrant, d'une grande détermination et de cette espèce de beauté qui semble non seulement conférer à celle qui la possède de la fermeté et de l'animosité, mais imposer à l'adversaire la reconnaissance instinctive de ces facultés, cette femme aurait, en toutes circonstances, émergé du flot tumultueux de l'époque. Mais, imbue dès son enfance du sentiment des torts faits aux siens et de la haine invétérée de l'aristocratie, elle était devenue une tigresse. Elle était absolument sans pitié. Si jamais cette vertu l'avait habitée, elle l'avait complètement désertée. » | « Of a strong and fearless character, of shrewd sense and readiness, of great determination, of that kind of beauty which not only seems to impart to its possessor firmness and animosity, but to strike into others an instinctive recognition of those qualities; the troubled time would have heaved her up, under any circumstances. But, imbued from her childhood with a brooding sense of wrong, and an inveterate hatred of a class, opportunity had developed her into a tigress. She was absolutely without pity. If she had ever had the virtue in her, it had quite gone out of her. » |  |

##### Le réseau métaphorique et allégorique
Il n'en demeure pas moins, et c'est là, pense Jean Gattégno, une prouesse romanesque, que, malgré un portrait somme toute nuancé, Mme Defarge et ses acolytes du tricot deviennent bel et bien « les mauvaises fées de cette révolution si ambiguë », prises qu'elles sont dans le réseau de la désindividualisation multipliant les Jacques anonymes et interchangeables, dont M. Defarge allonge la liste au dernier moment en s'y adjoignant, sorte de nouveau souverain, Jacques V, ou simple individu aligné au dernier rang à la cinquième place, assez loin du groupe de tête, ce qui expliquerait sa petite part d'humanité. Elles accompagnent l'allégorie du bûcheron, la métaphore du vin-sang devenant, cruelle parodie du Notre-Père, « le vin quotidien » (daily wine) que les charrettes livrent à sainte Guillotine, autre allégorie, enfin la sinistre meule, projetant inexorablement ses éclaboussures, qui domine le tableau des massacres du 2 au 6 ou 7 septembre 1792 à Paris.
Ne reste donc que le sacrifice de soi, et encore par un subterfuge et à l'insu du condamné, pour relever le gant et rompre la chaîne du malheur.

### Le sacrifice

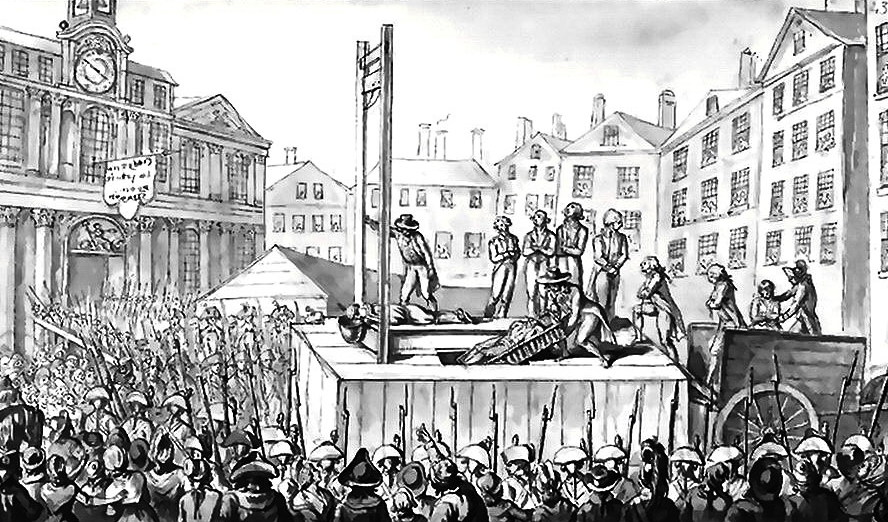
La guillotine en action (1793), place de l'Hôtel de ville.

Le sacrifice est partout dans Le Conte de deux cités, d'ordre personnel ou national : le Dr Manette sacrifie sa liberté pour sauver son intégrité ; Charles fait fi de sa richesse pour fuir la culpabilité ; les Français risquent leur vie pour se libérer de la tyrannie. En dépit des souffrances engendrées, chaque fois s'ouvre la voie de retour vers la plénitude et le bonheur. Le Dr Manette, au cachot pendant seize années, est réuni avec sa fille qu'il n'a jamais connue et, étrange retour des choses, son statut d'ex-embastillé lui assure une place au sein de la Révolution qui, à son tour, après les affres de la Terreur, fait avancer la France vers la paix et la prospérité.
Le sacrifice suprême est celui de Sydney Carton, troquant sa vie contre celle, directement, de Charles Darnay, et, par ricochet, de Lucie, de leur enfant et aussi du Dr Manette. Si celui des autres personnages ou acteurs de l'histoire garde une dimension profane, le geste de l'avocat s'inscrit, du moins pour certains, dans une perspective christique : par ce suprême don, il brise la mainmise du destin et de l'Histoire sur Charles, Lucie, le docteur, et même, dans une certaine mesure, sur les révolutionnaires eux-mêmes. En cela, il conclut naturellement un roman voué aux thèmes de la rédemption et de la résurrection.
D'autres critiques proposent une vision plus prosaïque : Carton, pensent-ils, n'accordant pas de valeur à sa vie, sacrifie relativement peu de chose, et sa démarche y perd en grandeur. L’ambiguïté, certes, demeure, comme il est mentionné dans la cascade des ambiguïtés finales. Pour autant, commente Peter Merchant, Dickens a bien voulu un surpassement de soi, et de façon si spectaculaire que, est-il écrit, ni le nom ni l'acte du supplicié volontaire ne sauraient demeurer « anonymes, absents des mémoires » (« nameless, unremembered »), l'enfant du couple Darnay et le narrateur s'employant, d'ailleurs, à lui assurer la renommée qu'il mérite. Cet homme, qui jusqu'alors n'a rien accompli, s'est montré indifférent et même cynique, se rachète soudain, non par de petits gestes de bonté et d'affection, mais par un seul acte dont la magnitude écrase tout ce qui a été réalisé. Enfin, un rayon de lumière traverse les nuages amoncelés, la meilleure chose, et de loin, qu'il ait jamais effectuée, geste d'autant plus rayonnant qu'il advient au milieu de la violence, l'horreur et la brutalité. Ses derniers mots, tels qu'« on » les rapporte ou qu'il aurait pu prononcer, témoignent de sa mutation ; désormais, et un peu grâce à lui, s'entrevoit, au-delà de la France, la gloire de l'humanité :
| « Je vois une ville splendide et un peuple glorieux surgir de cet abîme ; et dans ses luttes pour devenir vraiment libre, dans ses triomphes et ses défaites, je le vois expier peu à peu les forfaits de cette époque et de celle qui l'a précédée et engendrée, et les effacer à tout jamais. » | « I see a beautiful city and a brilliant people rising from this abyss, and, in their struggles to be truly free, in their triumphs and defeats, through long years to come, I see the evil of this time and of the previous time of which this is the natural birth, gradually making expiation for itself and wearing out. » |

Cette attitude rappelle l'idée qu'exprime Thomas Hardy dans In Tenebris II, deuxième poème d'une séquence de trois, avec, en exergue, une citation du psaume 142, verset 5 : « Considerabam ad dexteram, et videbam; et non erat qui cognosceret me... Non est qui requirat animan meam » (« Jette les yeux à droite, et regarde ! Personne ne me reconnaît, Tout refuge est perdu pour moi, Nul ne prend souci de mon âme », traduction de Louis Segond, 1910) : « S'il existe une voie vers le mieux, elle exige le scrupuleux examen du pire » (« If way to the Better there be, it exacts a full look at the Worst »). Tel est bien le schéma de ce roman, dont les douze premiers mots mettent en parallèle le « mieux » et le « pire » (the best et the worst), tandis que le reste du chapitre poursuit cette vision d'un monde fluctuant « en dents de scie » (a seesaw world).

### La résurrection
Directement significative est la façon dont le mot et sa périphrase encadrent le roman. Le premier livre a pour titre Recalled to life, que certaines traductions, en particulier celle de Mme Henriette Loreau parue en 1861 avec l'aval de l'auteur, rendent par « Résurrection » ; les dernières paroles attribuées à Carton évoquent « la Résurrection et la Vie ».
Ce thème, en effet, présent tout au long du roman, se manifeste de différentes façons.

#### Un emblème burlesque
La première est à la fois macabre et burlesque en la personne du Ressurection man qu'est Jerry Cruncher, le déterreur de cadavres. Dickens, toujours fasciné par le morbide, s'inspire pour ce personnage d'un fait divers ayant défrayé la chronique pendant son enfance : deux Écossais, Burke et Hare, s'adonnant à ce commerce illicite, étaient si bien achalandés que les commandes dépassaient leur approvisionnement. Pour satisfaire leur clientèle, ils entreprirent de créer eux-mêmes la marchandise en assassinant des gens dont ils vendaient les dépouilles aux médecins d'Édimbourg en mal de dissection. Ce commerce ne prit fin que lorsque l'un des étudiants de la faculté reconnut le corps d'une prostituée promis au scalpel. Dickens avait été fort impressionné par ces faits, et son public se souvenait lui aussi des faux fossoyeurs criminels. Certes, Jerry Cruncher, malgré son nom, « Le Broyeur », n'assassine personne ; son rôle dans l'action, plus symbolique qu'actif au moins jusqu'au troisième livre, sert surtout d'emblème, ne serait-ce que par l'appellation que lui vaut sa fonction nocturne. Cet homme de la résurrection apparaît comme une gargouille de Sydney Carton, un double opposé grotesque, l'un octroyant à la mort une seconde décomposition, l'autre offrant sa vie pour sauver celle d'autrui.

#### La lumière après l'emprisonnement

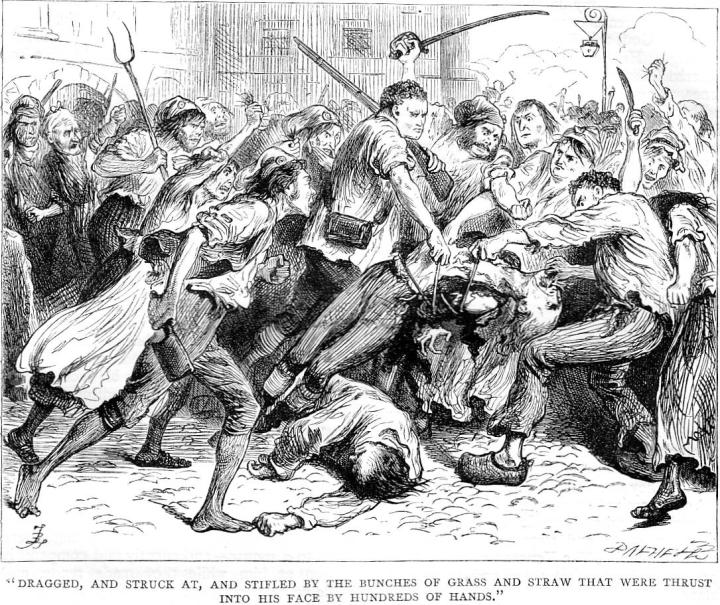
La foule massacre Foulon de Doué (II, 22), par Fred Barnard.

Dans un nouveau parallélisme, le thème de la résurrection affecte les forces du bien et aussi, par deux fois de façon parodique, les forces du mal : le vieil aristocrate corrompu qu'est Foulon se fabrique une mort factice pour échapper, au moins temporairement, aux représailles des révolutionnaires (plus tard repris, il est massacré par la foule). De même, Roger Cly organise ses obsèques tandis qu'il fuit à l'étranger où il renaît en espion. De façon plus subsidiaire, au cours du livre III, Miss Pross reconnaît son frère, qu'elle croit mort, en l'espion Barsad ; Jerry Cruncher, qui a pillé sa fausse tombe, révèle que Cly est toujours vivant, ce qui permet à Carton de manipuler Barsad pour avoir ses entrées à la prison.
Corollaire du thème de la résurrection est celui de l'emprisonnement contre lequel luttent presque tous les personnages, en particulier les trois hommes autour desquels tourne l'intrigue : incarcération réelle pour le Dr Manette et Darnay, enfermement dans le souvenir pour le docteur après sa libération, affres d'une personnalité détestée pour Sydney Carton. Dans chaque cas, et toujours de façon différente, l'isolement se rompt pour déboucher sur la lumière, processus long et douloureux pour le docteur, inattendu et subreptice pour Darnay, délibéré et virtuel pour Sydney Carton.
Le Dr Manette est le premier à faire réellement l'expérience d'une résurrection mentale (II, 19), lorsque, après avoir quitté la Bastille Saint-Antoine où il a survécu telle une âme morte dans les ombres d'Hadès, il « revient à la vie », d'abord timidement chez Defarge, puis sous la houlette affectueuse de Lucie, au prénom de lumière. Le « fil d'or » opère aussi pour Darnay, poursuivi chez lui comme espion et sauvé par Sydney Carton usant de leur ressemblance physique, et à nouveau happé par l'Histoire puis rendu au jour par le même Carton. Sous le couperet, ce dernier accède lui aussi à la libération : son acte suprême brise l'incarcération mentale qui l'habite encore, et il renaît pour tous en homme valeureux, ultime métamorphose justifiant la déclaration : « Je suis la Résurrection et la Vie. ».
Derrière chacune de ces libérations successives s'affirme la présence de Lucie Manette : c'est elle qui tire son père du néant, c'est par amour pour elle que Carton, par deux fois, lui redonne Darnay. Elle obtient sa récompense : en de simples mots, tels que Carton eut pu les prononcer, le narrateur, se projetant hors du présent, évoque brièvement un avenir de bonheur à travers la descendance du couple Darnay après le retour mouvementé hors de France :
| « Je vois l'enfant qu'elle tenait sur son sein et qui porte mon nom, devenu homme, faire son chemin dans la carrière qui fut jadis la mienne. Je le vois si bien réussir qu'il y rend mon nom illustre par l'éclat du sien ; et grâce à lui, je vois s'effacer les taches dont je l'avais souillé. Je le vois, éminent parmi les juges intègres et les hommes honorés, conduire un jeune garçon aux cheveux d'or et au front que je reconnais et qui porte mon nom en ce lieu même — qui sera alors un bel endroit sans la moindre trace de l'horreur présente — et je l'entends raconter mon histoire à son fils d'une voix émue et tremblante. » | « I see that child who lay upon her bosom and who bore my name, a man winning his way up in the path of life which was once mine. I see him winning it so well that my name is made illustrious by the light of his. I see the blots I threw upon it faded away. I see him, foremost of the just judges and honoured men, bringing a boy of my name, with a forehead I know, to this place... and I hear him tell the child my story, with a tender and faltering voice. » |

## La manière d'écrire

### L'approche subjective: une dissection en noir et blanc
La critique littéraire s'est longtemps fondée sur celle de Sainte-Beuve, elle-même relayant Victor Hugo qui, dans la préface de Cromwell, s'en réfère à Chateaubriand pour recommander de quitter « la critique mesquine des défauts pour la grande et féconde critique des beautés », et a privilégié l'appréciation subjective des textes, émettant surtout des jugements de valeur.
C'est ce que fait Sylvère Monod dans son ouvrage Dickens romancier, paru en 1953. Rien d'étonnant qu'à ce stade des recherches dickensiennes, la manière d'écrire dans A Tale of Two Cities fasse l'objet d'une dissection en noir et blanc. Ainsi, regrettant ce qu'il appelle « le déclin brutal, et presque [la] disparition totale » de l'humour, il déplore « la forte saveur du mélodrame, […] le sentimentalisme outrancier, […] le pathétique, la pesanteur du langage, les maniérismes, ces petits procédés superficiels et artificiels, visant à produire des effets originaux ». Comme exemples, il cite la scène où Mr Lorry révèle à Lucie son origine (I, 4), la déclaration d'amour embrouillée de Sydney Carton à la même Lucie, plus une déclamation qu'une déclaration, écrit-il (II, 13), l'hypertrophie de la langue anglo-française.
À ce propos, il explique que cette invention, qui n'est pas une nouveauté absolue puisqu'elle est utilisée dans Bleak House et Little Dorrit, ne saurait être jugée en soi, d'autant qu'elle semble à peu près correspondre à l'« aisance », mais aussi aux « petites erreurs » du français de Dickens tel qu'il est perçu dans ses lettres. D'ailleurs, pour un roman dont la moitié se passe à Paris, l'illusion d'une langue étrangère mais intelligible « contribue de façon appréciable au succès de l'atmosphère historique », façon « à peu de frais » de « susciter une sensation utile et neuve chez le lecteur ». D'où, parsemant les pages concernées, des expressions telles que : « Live the Bastille prisoner » (III, 2) (« Vive le prisonnier de la Bastille ! »), « I salute you, citizeness » (« Salut à toi, citoyenne ») (III, 5), « Woman imbecile » (« Femme imbécile ») (III, 14), etc. Cependant, ajoute-t-il, l'accumulation du procédé, sa multiplication de page en page, crée « une certaine lassitude ». Cependant, les locutions originales sont souvent tronquées et difficiles à reconstituer par exemple, « Take you my knitting » (III, 14) qu'ordonne Mme Defarge à son lieutenant est plutôt un germanisme (« Prends mon tricot ») et « the Bridge of the Pont-Neuf » (« le pont du Pont-Neuf ») (III, 8) paraît « une transposition […] pour le moins hésitante ou redondante ».
Autre reproche formulé par Sylvère Monod, la fréquence croissante des effets de répétition qui, selon lui, atteint dans le roman « son degré suprême ». Il cite le premier paragraphe et sa longue série d'expressions symétriques et contrastées, le mot « hunger » répété plus loin dans huit phrases consécutives (II, 1), la désignation méprisante du souverain reprise quatre fois dans le même paragraphe (II, 2), etc. Il relève aussi l'emploi, « qui va jusqu'à l'abus », des allitérations, par exemple dans cette phrase, en « f » puis en « r » : « "Here they come, fast, fierce and furious!" It was the rush and roar of rain that he typified » (II, 6). Enfin, il fustige le penchant de Dickens pour les allégories et les symboles, non pas en eux-mêmes, mais par leur fréquence appuyée.

### «L'excès comme ressort dramatique» (Jean Gattégno)

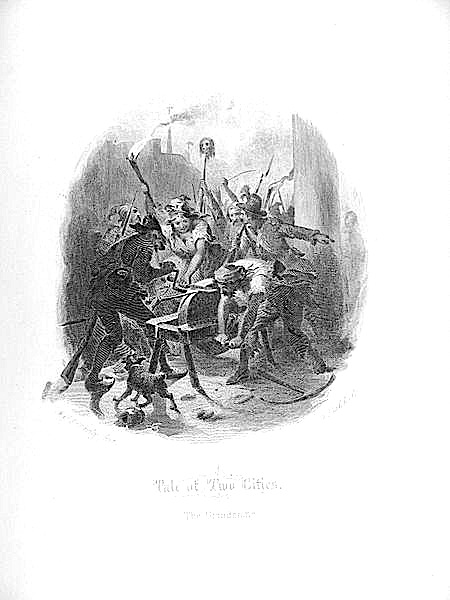
On affûte les couteaux sur la meule ensanglantée, par Phiz.

La critique moderne met en exergue le fait, mentionné ci-dessus dans « L'agitation et le déséquilibre personnels », que A Tale of Two Cities donne l'impression d'avoir été écrit comme pour le théâtre, aspect de l'œuvre déjà remarqué par Sylvère Monod mais de façon péjorative. Peter Merchant y voit l'influence grandissante des lectures publiques, dont l'intensité va croissant. Elles habituent peu à peu Dickens à intensifier ses effets pour un auditoire avide, d'où un gonflement rhétorique et l'enflure scénique du geste et du dialogue. Cela eût sonné faux, commente-t-il, n'eût été le caractère exceptionnel du sujet, la France révolutionnaire qui, déployant le politique dans l'espace public, dans la rue et sur les places, comporte en soi un élément théâtral. À ce titre, conclut-il, A Tale of Two Cities devient « la justification même d'une manière d'écrire histrionesque » (« a compelling vindication of the histrionic manner in prose fiction »). Jean Gattégno préfère le mot « excès », suggéré par la notion de « superlatif » (superlative) terminant l'ouverture du roman : si l'excès n'est pas un concept insolite chez Dickens, écrit-il, il constitue ici « le ressort même de l'histoire annoncée ».
De fait, la stratégie narrative, différant de celle des précédents romans, a la violence même comme but : il s'agit, comme annoncé par Dickens, de « malaxer » (pound[ing]) les personnages dans le « mortier événementiel » (in its [celui des faits] own mortar) jusqu'à leur faire dégorger toute substance (beating their interest out of them) ; d'où la description concentrique, le dialogue réduit, la primauté de la catastrophe. Pour cela, la voix narrative se fait discrète et préséance est donnée à l'action : plus de discours prophétiques, moins de commentaires interprétatifs, seuls parlent les faits. D'ailleurs, l'opposition que mime l'ordonnance même du premier paragraphe, avec sa série d'antithèses, opposition « du noir et du blanc, du plus et du moins », cette « litanie de contraires », selon Jean Gattégno, prélude à une explosion. D'emblée, s'installe le ton de l'inévitabilité et prévaut l'évidence de l'écrasement, de la déformation, de la torsion, retrouvés en écho dans l'épilogue : « Broyez et défigurez […] l'humanité avec de pareils marteaux, et elle retrouvera en se tordant les mêmes formes monstrueuses » (« Crush humanity out of shape […] under similar hammers, it will twist itelf into the same tortured forms »),.

### Du pittoresque à l'épique
Dès lors, comme le souligne Paul Davis, les scènes abondent qui concentrent l'Histoire, surtout celle de la France, dans un pittoresque extrême : ainsi, parmi les plus mémorables, la dislocation du tonneau de vin dans le faubourg Saint-Antoine (I, 5), le procès anglais de Charles Darnay clos par la « double vision » lorsque Sydney Carton ôte sa perruque (II, 3), le chaotique cortège funèbre de l'espion Cly (II, 14), l'assassinat et la décapitation de Foulon (II, 22), la meule éclaboussée de sang des deux voyous affûtant leurs couteaux (III, 2), la Carmagnole scandée par la foule (III, 5).
Dans certaines de ces scènes, Peter Merchant voit l'influence inattendue de Laurence Sterne (1713-1768) dont le A Sentimental Journey (1768), très prisé de Dickens, contient, outre une séquence consacrée à la Bastille préfigurant le sort du Dr Manette, un repas, partagé avec le narrateur, fait de soupe de lentilles, de pain et de vin chez des paysans, que suit une danse au son de la vièle, « acte d'adoration et expression de joie » (« an act of worship and an expression of joy »). Dans A Tale of Two Cities, le peuple est aussi réuni, comme pour s'amuser : mais au faubourg Saint-Antoine, l'allégresse de la communion champêtre se mue en sanguinaire beuverie cannibale ; avec les brigands tournant la meule ensanglantée, le doux ronronnement de la vièle se parodie en roulement meurtrier, et en ville, la saine danse campagnarde se transpose en une délirante (raving-mad) Carmagnole tourbillonnante de « cinq mille démons » (five thousand demons). La convergence de ces deux pôles d'images, basculant de l'édification à l'horreur, représente l'oscillation même de Dickens vis-à-vis de la Révolution, cet « épouvantail décharné » (gaunt scarecrow), comme il l'appelle dans le roman,.
Il y a là, écrit Paul Davis, reprenant une expression de E. M. W. Tillyard, une « densification de la langue » (densify his language) propre à l'épopée. D'ailleurs, ajoute-t-il, A Tale of Two Cities, bien que non retenu par Tillyard parmi les romans anglais relevant de ce genre, en possède toutes les caractéristiques : le chœur exprimant les sentiments d'un vaste groupe, un large spectre d'émotions allant de la simple sensualité au mythe, un protagoniste avec « quelque chose d'héroïque en lui » (« something heroic about him »), l'expression d'une foi dans le système de croyances ou le mode de vie dont il témoigne (« faith in the system of beliefs or way of life that it bears witness to »), et cette densification de la langue déjà évoquée. Cette dimension épique fait que, selon Paul Davis, rejoignant ici G. K. Chesterton, bien que l'œuvre d'un romancier anglais, Le Conte de deux cités reste sans doute le meilleur rendu littéraire de la Révolution française.

### Quatre points saillants
Parmi les points le projetant hors du commun se détachent, écrit-il, le début, le troisième chapitre, le personnage de Mme Defarge et la fin du roman.

#### «Une dialectique de division» (Paul Davis)
La première phrase, affirme Paul Davis, attire l'attention par sa longueur et sa structure rhétorique, et plus elle se déroule, moins elle semble concerner le XVIIIe siècle, plus elle « paraît se concerner elle-même en tant que phrase » (« more it seems to be about itself as a sentence ») : les antithèses s'annulent l'une l'autre jusqu'à conclure qu'après tout, ce passé n'avait rien de bien spécial, il est la copie d'aujourd'hui. Il y a là, en microcosme, « les principes dialectiques de division que suggère le "deux" (Two) du titre » (« the dialectical principles of division suggested by the Two in the novel's title »). Car lire le roman requiert une double vision, l'Angleterre surgissant implicitement dans les images de la France, les personnages se divisant ou se reflétant, le présent s'attardant en palimpseste des annales du passé. C'est là un récit « conscient de lui-même » (self-conscious), que marque l'instabilité, ces silhouettes aussitôt déviées par leurs contraires, les ambiguïtés se réverbérant d'un épisode à l'autre.

#### «Une somme de préméditation» (Sylvère Monod)
Le troisième chapitre, qui forme avec le deuxième une métaphore du voyage de la vie, présente, avec ses trois passagers dans la diligence Londres-Douvres, ces « ombres de la nuit » (night-shadows) ruminant leurs pensées, trois méditations en parallèle poursuivies jusqu'au point du jour. Paul Davis en décrit la prose comme proche de la poésie avec ses répétitions de mots, d'images, d'éléments structurels, si bien qu'il reprend la formulation de Sylvère Monod soulignant que chaque détail a été conçu et apparaît comme partie d'un tout, « ce qui représente une somme de préméditation jamais atteinte chez Dickens »,.

#### Une montée en fureur
À l'inverse de Lucie dont la stature s'étiole au fil des événements, sinon en influence, du moins en prise directe sur l'intrigue, Mme Defarge ne cesse de grandir en signification symbolique ; d'abord simple commerçante française à l'œil rivé sur le tiroir-caisse, elle se fait, à la fontaine où a été tué le jeune enfant, cassandre muette en compagnie de son mari, « tricotant, toujours et encore, avec l'acharnement du Destin » (« knitting, still knitted on with the steadfastness of Fate »),. Au chapitre 21 du livre II, le seul à consacrer une part égale à l'Angleterre et la France, les rôles symboliques de Lucie et de Mme Defarge se voient juxtaposés : Lucie poursuit sa carrière d'« ange de la maison » (angel in the house) dans la quiétude de Soho Square ; Mme Defarge se tient, silhouette impassible, immuable, près du vieil officier farouche que la foule a extrait de la Bastille, immuable encore à ses côtés le long des rues, immuable toujours lorsqu'il commence à recevoir des coups, et tout aussi immuable lorsqu'il s'affaisse et meurt. (« Alors, prise d'une fureur soudaine, elle lui mit un pied sur la gorge et, de son cruel couteau – prêt depuis longtemps – lui trancha la tête ») (« suddenly animated, she put her foot on his neck, and with her cruel knife – long ready – hewed off her neck »). Voilà l'acte fondateur de son rôle : désormais, sa colère, qu'accompagne un refrain sans cesse martelé, va crescendo : « Dites au Vent et au Feu où s'arrêter, pas à moi » (« Tell the Wind and the Fire where to stop ; not me »). D'un point de vue narratif, semblable montée en fureur constitue en soi une révolution : alors qu'il a généralement tendance à planter d'abord la silhouette de ses personnages, Dickens, ici, l'agrège peu à peu par des épaisseurs successives jusqu'à son ultime plénitude, « à la fois fille et femme, boutiquière et révolutionnaire, ange noir et tigresse, appelant à la fois la sympathie et la révulsion » (« [melding] girl and woman, revolutionary and shopkeeper, dark angel and tigress, evoking both sympathy and revulsion »).

#### La cascade des ambiguïtés finales

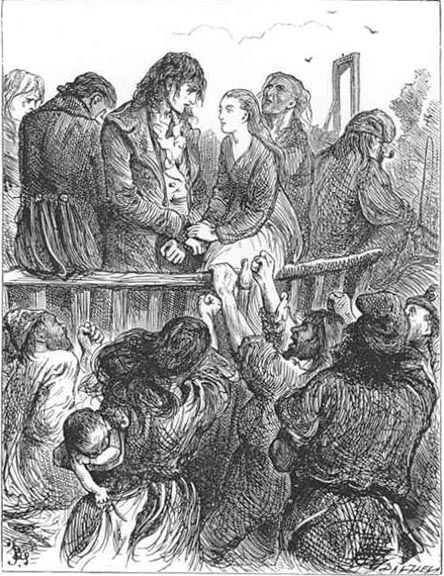
La troisième charrette (III, 15), avec Carton et la petite couturière, par Fred Barnard.

Après la mort de Mme Defarge, « à moitié comique » (half-comic)), tuée comme par inadvertance par une décharge de son propre fusil lors de la bousculade avec Miss Pross, la vieille gouvernante anglaise qui protège la fuite de ses maîtres, Dickens déplace la focalisation symbolique sur Sydney Carton, mais l'ambiguïté demeure.
Tout d'abord, le document trouvé dans la Bastille (III, 10) ne prouve rien d'un point de vue historique, mais représente, écrit Paul Davis, l'exemple même de l'instabilité de l'écrit dans le roman. Après sa libération, le docteur a tellement refoulé son expérience d'embastillé que « l'histoire qu'il a racontée dans le document s'est effritée dans son esprit » (« the story he told in the document has […] turned to dust in his mind »). De plus, son entourage le pousse à l'oubli pour le « rappeler à la vie » (recalled to life), alors que Mme Defarge, à la lecture des pages, n'a eu cure de la souffrance du captif pour n'y voir que l'extermination de presque toute sa famille par les St. Evrémonde. Ainsi, l'oubli, l'interprétation, la déformation, l'enfouissement du souvenir, l'inconnu « déstabilisent les nombreuses versions de l'histoire » (« destabilize the many versions of the story »). Darnay l'a compris : nulle cohérence n'étant à espérer, il prie Lucie dans sa dernière lettre de ne plus insister pour que son père fasse le tri de ses souvenirs. Ainsi, écrit Paul Davis, Dickens laisse ouvertes de multiples interprétations de son texte.
D'autant qu'en substituant son identité à celle du condamné, Sydney Carton commence une autre version de l'histoire. Tant d'ambiguïté savamment entretenue contamine l'héroïsme ambiant. Qui, en définitive, demande Paul Davis, est le héros du Conte de deux Cités ? D'un point de vue historique, c'est Darnay, victime de sa double culture : poursuivi en Angleterre pour espionnage, condamné en France comme émigré. D'après A. E. Dyson, c'est le Dr Manette, « l'une des plus brillantes fusions de perception psychologique et de symbolisme de toute l'œuvre de Dickens » (« one of the most masterly fusions of psychological insight and symbolism in Dickens's work »). Paul Davis en revient à Sydney Carton, seul à même d'« offrir l'espoir de transcender le déterminisme de la situation historique » (« offer the hope of transcending the determinism of the historical situation ») : en termes chrétiens, sa mort répète la Passion du Christ, et ses triomphantes paroles, tout comme son ardente vision du futur, imposent la fascination cathartique du suprême sacrifice.
Cependant, il est plus que le symbole inversé de Mme Defarge, son antagoniste : il reste un homme, ne s'investissant pas de la mission de sauver l'humanité par le rachat des péchés de la Révolution ; son héroïsme relève de l'altruisme : célibataire, il sauve un mari ayant la charge d'une épouse et d'un enfant. De plus, sans ancrage familial, peu soucieux de faire carrière, indifférent à la marque qu'il laisse dans l'Histoire, il donne enfin, par le don de sa vie, un sens à cette vie jusqu'alors jugée absurde, ce en quoi, d'après Sidney Dark, il ne s'écarte pas de la norme. Pour Dickens, en effet, « seuls les gens simples habitent près des anges » (« it is the simple who are only a little lower than the angels »), et il va de soi que, raté, ivrogne, égoïste au rabais, un chacal (II, 5), Carton meurt pour son compagnon sans tambour ni trompette, et sans même savoir qu'il est un héros (« should quietly die for his fellow without rant and without the smallest idea that he was playing the hero's part ») : le chacal est, à son insu, devenu le lion de l'histoire.
Subtilité ultime, cependant : le narrateur a quitté Paris avec les Darnay ; la mort du supplicié n'est connue que par ouï-dire, et le lecteur est laissé à deviner si sa dernière proclamation est authentique ou simple vœu pieux. Le conditionnel est employé, c'est « ce qu' « on » (they) dit de lui, cette nuit-là dans la ville » (« they said of him about the city that night ») ; c'est surtout ce qu'« il aurait pu écrire » (« they (ses paroles) would have been these »), comme le fait une femme au pied de l'échafaud qui a demandé du papier et un crayon. Qui parle ? Le narrateur, le supplicié, la condamnée ? Est-ce un suicide ? un sacrifice ? Est-ce vraiment lui ou la rumeur qui s'écrie : « Je suis la Résurrection et la Vie » (« I am the Resurrection and the Life »), alors que les Tricoteuses comptent « vingt-deux », puis « vingt-trois » ? Dickens entretient le flou, « la dernière incertitude, écrit Paul Davis, hantant la chambre des miroirs qu'est ce roman » (« the final haunting uncertainty in the novel's hall of mirrors ».

## Adaptations

### AuXIXesiècle
Bien qu'ayant exprimé le désir d'interpréter lui-même son roman sur une scène, Dickens n'a pas franchi le pas. Cependant, il en a autorisé et même supervisé la première adaptation, montée par le Lyceum Theatre, peu après la publication des feuilletons, sur un scénario de Tom Taylor, avec Fred Villiers en Carton. Cette pièce se termine par la mort de Mme Defarge et non celle du héros. Une adaptation datant de 1860, The Tale of Two Cities, or The Incarcerated Victim of the Bastille, est encore plus infidèle, puisque Sydney Carton échappe de justesse à la guillotine, après avoir à nouveau échangé ses vêtements, cette fois avec Barsad qui prend sa place sous le couperet. Le XIXe siècle en a connu plusieurs autres, dont la plus célèbre et la plus populaire, à en juger par sa durée, est The Only Way, due à deux pasteurs, les révérends Wills et Langbridge, en 1899.

### Au cinéma
Le roman a fait l’objet de plusieurs adaptations cinématographiques, dont quatre films muets en 1911, 1917, 1922 et 1925, puis en 1935 Le Marquis de Saint-Évremont réalisé par Jack Conway. En 1958, paraît une autre version, Sous la terreur (A Tale of Two Cities), elle aussi en noir et blanc, avec Dirk Bogarde, Dorothy Tutin, Christopher Lee, Leo McKern et Donald Pleasence.

### À la télévision
La première adaptation télévisuelle s'inspire de la pièce des deux révérends Wills et Langbridge, The Only Way, et est diffusée en 1948. En 1957, la BBC produit une réalisation en huit parties avec Peter Wyngarde en Sydney Carton, Edward de Souza en Charles Darnay et Wendy Hutchinson en Lucie Manette. La CBS en propose une en 1958, avec Agnes Moorehead et Denholm Elliott, et la BBC reprend l'histoire en dix parties en 1965 sur une réalisation de Constance Cox, puis en huit par Jim Goddard en 1980, avec l'acteur américain Chris Sarandon dans le double rôle de Sydney Carton et Charles Darnay. Enfin, coproduction anglo-française, une mini-série de deux épisodes est diffusée en 1989 pour le deux-centième anniversaire de la Révolution française : le scénario est d'Arthur Hopcraft, la réalisation est signée Philippe Monnier pour Granada et Dune pour la télévision française, avec James Wilby en Sydney Carton, Xavier Deluc en Charles Darnay et Serena Gordon en Lucie Manette.
En 2012, le réalisateur Christopher Nolan affirme s'être fortement inspiré du roman dans The Dark Knight Rises, troisième épisode de sa trilogie consacrée à Batman, pour dépeindre Gotham City. Selon le scénariste, son frère Jonathan, « Dickens dresse, dans son œuvre, le portrait le plus déchirant d'une grande civilisation qui s'est totalement écroulée avec l'apparition de la Terreur à Paris ».

### À la radio
La radio a elle aussi, de 1938 à 2011, été prodigue en adaptations du roman.
Le 25 juillet 1938, l'émission The Mercury Theatre on the Air diffuse une version avec Orson Welles ; le 26 mars 1945, c'est au tour de Lux Radio Theater, avec le même acteur dans le rôle de Sydney Carton. En 1945, toujours, une partie du roman est utilisée par The Weird Circle pour une émission appelée Dr Manette's Manuscript. 1950 voit une adaptation de la BBC sur une pièce de 1935, jamais jouée, de Terence Rattigan et John Gielgud. Le 27 mars 1954, une version de trente minutes, avec Laurence Olivier, est diffusée pour l'émission Theatre Royal. En juin 1989, BBC Radio 4 produit un drame de sept heures adapté par Nick McCarty et réalisé par Ian Cotterell, émission ayant fait l'objet d'une rediffusion par BBC Radio 7 en 2009. En décembre 2011, dans la perspective des célébrations en 2012 du bicentenaire de la naissance de Charles Dickens, BBC Radio 4 produit une nouvelle adaptation en cinq parties de Mike Walker, sur une musique originale de Lennert Busch et réalisée par Jessica Dromgoole, médaille de bronze du « Meilleur drame » de Sony Radio Academy Award.

### En musique

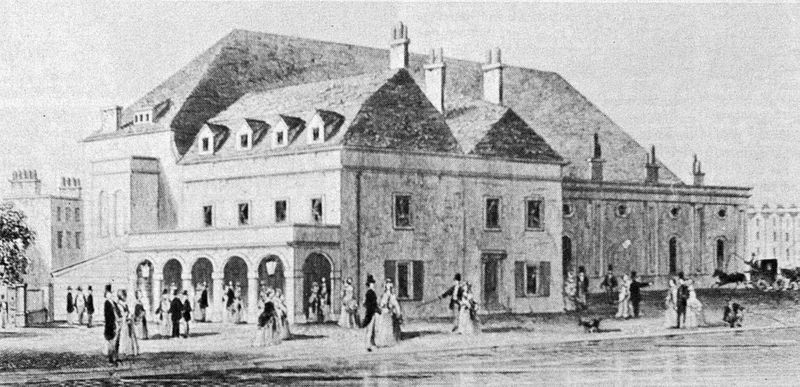
L'ancien théâtre Sadler's Wells en 1879, détruit en 1996.

Arthur Benjamin a écrit un opéra inspiré par le roman, intitulé Romantic Melodrama in six scenes, que la BBC a diffusé le 17 avril 1953 sous la direction du compositeur, œuvre reprise au Sadler's Wells le 22 juillet 1957 avec Leon Lovett.
La comédie musicale s'est elle aussi intéressée au roman. En 1968 est présentée Two Cities, the Spectacular New Musical, sur une partition de Jeff Wayne, avec Edward Woodward dans le premier rôle ; en 1997, l'interprète Paul Nicholas, qui a joué le rôle de Sydney Carton, commande une adaptation sur un scénario de Steven David Horwich et David Soames, et une partition de David Pomeranz. Coproduite par Bill Kenright, ce spectacle a connu un franc succès à Birmingham lors des fêtes de Noël de 1998.
En 2007 apparaît A tale of two cities, composé par Jill Santorielo, avec James Barbour dans le rôle de Sydney Carton, Brandi Burkhardt dans le rôle de Lucie Manette et Aaron Lazar dans le rôle de Charles Darnay.

## Éditions françaises du roman
- (fr) Charles Dickens (trad. Henriette Loreau), Paris et Londres en 1793, Paris, Hachette, 1861, 354 p.[1]
- (fr) Charles Dickens, Le marquis de Saint-Evremont ou Paris et Londres en 1793, Paris, Hachette Bibliothèque Verte, 1936, 256 p.
- (fr) Charles Dickens et Jean Gattégno (trad. Jeanne Métifeu-Béjeau), Un conte de deux villes, Paris, Gallimard Éducation, coll. « folio », 1989, 418 p. (ISBN 978-2070381951), préface de Jean Gattégno, notes de Pierre Leyris.
- (fr) Charles Dickens et Henriette Loriau (trad. Henriette Loreau), Le Conte de deux cités, Neuchâtel, Les Éditions Neuchateloises, 2011 (ASIN B005PR5MW4), traduction de 1861, sous le titre Paris et Londres en 1793, ou Le Marquis de Saint-Évremont, publié par Hachette et Cie.

#### Texte
- (en) Charles Dickens et Sidney Dark, A Tale of Two Cities, Londres et Glasgow, Collins, 1953, 416 p., préface de Sidney Dark.
- (en) Charles Dickens et Andrew Sanders, A Tale of Two Cities, Oxford et New York, Oxford University Press, coll. « The World's Classics », 1998, 524 p., préface et notes d'Andrew Sanders.
- (en) Charles Dickens et Peter Merchant, A Tale of Two Cities, Ware (Hertfordshire), Wordsworth Classics, 1999, 329 p. (ISBN 978-1-85326-039-1, lire en ligne), préface et notes de Peter Merchant.
- (en) Charles Dickens et Susanne Alleyn, A Tale of Two Cities : A Reader's Companion, Albany (N.Y.), Spyderwort Press, 2014, 377 p. (ISBN 978-1496113672), préface, notes, glossaire, chronologie, filmographie critique et bibliographie de Susanne Alleyn.

#### Ouvrages généraux
- (en) Nicholas Rance, The Historical Novel and Popular Politics in 19th Century England, Londres, Vision Press, 1975, 176 p.
- (en) Andrew Sanders, The Victorian Historical Novel, 1840-1880, Londres, Basingstoke, Macmillan Press, 1978, 264 p.
- (en) Michael Stapleton, The Cambridge Guide to English Literature, Londres, Hamlyn, 1983, 993 p. (ISBN 0600331733).
- (en) Margaret Drabble, The Oxford Companion to English Literature, Londres, Guild Publishing, 1985, 1155 p.
- (en) Barton R. Friedman, Fabricating history : English writers on the French Revolution, Princeton, NJ, Princeton University Press, 1988, 235 p.
- (en) Andrew Sanders, The Oxford History of English Literature (Revised Edition), Oxford, Oxford University Press, 1996, 732 p. (ISBN 0-19-871156-5).
- (en) Paul Schlicke, Oxford Reader’s Companion to Dickens, New York, Oxford University Press, 1999, 675 p.
- (en) Paul Davis, Charles Dickens from A to Z, New York, Checkmark Books, 1999, 432 p. (ISBN 0-8160-4087-7).
- (en) John O. Jordan, The Cambridge companion to Charles Dickens, New York, Cambridge University Press, 2001.
- (en) Jon Mee, The Cambridge Introduction to Charles Dickens, Cambridge, Cambridge University Press, 2010, 115 p.
- (en) David Paroissien, A Companion to Charles Dickens, Chichester, Wiley Blackwell, 2011, 515 p. (ISBN 978-0-470-65794-2).
- (en) Paul Davis, Critical Companion to Charles Dickens, A Literary Reference to His Life and Work, New York, Facts on File, Inc., 2007, 689 p. (ISBN 0-8160-6407-5).

#### Ouvrages spécifiques

##### Sur la vie et l'œuvre de Charles Dickens
- (en) John Forster, The Life of Charles Dickens, Londres, J. M. Dent & Sons, 1872-1874, édité par J. W. T. Ley, 1928.
- (en) John Forster, Life of Charles Dickens, Londres, Everyman's Library, 1976, 486 p. (ISBN 0460007823 et 978-0460007825).
- (en) G. K. Chesterton, Charles Dickens, Londres, Methuen and Co., Ltd., 1906.
- (en) G. K. Chesterton, Appreciations and Criticisms of the Works of Charles Dicken, Londres, J. M. Dent, 1911.
- (en) S. J. Adair Fitz-Gerald, Dickens and the Drama, Londres, Chapman & Hall, Ltd., 1910.
- (en) Gilbert Keith Chesterton, Apprecations and Criticisms of the Works of Charles Dickens, Londres, 1911.
- (en) George Gissing, The Immortal Dickens, Londres, Cecil Palmer, 1925.
- (en) Humphry House, The Dickens World, Londres, Oxford University Press, 1941, 232 p.
- (en) Una Pope Hennessy, Charles Dickens, Londres, The Reprint Society, 1947, 496 p., d'abord publié en 1945.
- (en) Hesketh Pearson, Dickens, Londres, Methuen, 1949.
- (en) Jack Lindsay, Charles Dickens, A Biographical and Critical Study, New York, Philosophical Library, 1950, 459 p.
- (en) Barbara Hardy, Dickens and the Twentieth Century. The Heart of Charles Dickens, New York, Edgar Johnson, 1952.
- (en) Edgar Johnson, Charles Dickens : His Tragedy and Triumph. 2 vols, New York, Simon and Schuster, 1952, 1158 p.
- (fr) Sylvère Monod, Dickens romancier, Paris, Hachette, 1953, 520 p.
- (en) K. J. Fielding, Charles Dickens, a critical introduction, Londres, Longmans, Green and Co, 1958, 218 p.
- (en) John Hillis-Miller, Charles Dickens, The World of His Novels, Harvard, Harvard University Press, 1958, 366 p. (ISBN 9780674110007, lire en ligne).
- (en) E. A. Horsman, Dickens and the Structure of Novel, Dunedin, N.Z., 1959.
- (en) R. C. Churchill, Charles Dickens, From Dickens to Hardy, Baltimore, Md., Boris Ford, 1964.
- (en) Earle Davis, The Flint and the Flame : The Artistry of Charles Dickens, Missouri-Columbia, University of Missouri Press, 1963.
- (en) K. J. Fielding, Charles Dickens, A Critical Introduction, Londres, Longman, 1966.
- (en) Christopher Hibbert, The Making of Charles Dickens, Londres, Longmans Green & Co., Ltd., 1967.
- (en) Harry Stone, Charles Dickens's Uncollected Writings from Household Words 1850-1859, vol. 1 et 2, Indiana, Indiana University Press, 1968, 716 p. (ISBN 0713901209 et 978-0713901207).
- (en) F. R. & Q. D. Leavis, Dickens the Novelist, Londres, Chatto & Windus, 1970, 371 p. (ISBN 0701116447).
- (en) A. E. Dyson, The Inimitable Dickens : A Reading of the Novels, Londres, Macmillan, 1970, 304 p. (ISBN 0333063287).
- (en) George Leslie Brook, The Language of Dickens, Londres, A. Deutsch, 1970, 269 p.
- (en) Angus Wilson, The World of Charles Dickens, Harmondsworth, Penguin Books, 1972, 312 p. (ISBN 0140034889 et 9780140034882), (fr) traduit par Suzanne Nétillard, Paris, Gallimard, 1972, 277 p.
- (en) Philip Collins, Charles Dickens : The Public Readings, Oxford, Clarendon Press, 1975, 486 p.
- (en) Robert L. Patten, Charles Dickens and His Publishers, Oxford, Oxford University Press, 1978, 518 p. (ISBN 0198120761 et 978-0198120766).
- (en) Harry Stone, Dickens and the Invisible World, Fairy Tales, Fantasy and Novel-Making, Bloomington et Londres, Indiana University. Press, 1979, xii + 370
- (fr) Anny Sadrin, L'Être et l'avoir dans les romans de Charles Dickens, Lille, Atelier national de reproduction des thèses ; Paris, diffusion Didier Érudition, 1985, 2 vol., 800 p.
- (en) Virginia Woolf, The Essays of Virginia Woolf: 1925–1928, Londres, Hogarth Press, 1986 (ISBN 978-0-7012-0669-7).
- (en) Dickens's England : A Traveller's Companion, Londres, B. T. Batsford, 1986, 200 p.
- (en) Norman Page, A Dickens Chronology, Boston, G.K. Hall and Co., 1988.
- (en) Michael Slater, Dickens and Women, Londres, J. M. Dent & Sons, Ltd., 1983, 465 p. (ISBN 0-460-04248-3).
- (en) Alexander Welsh, The City of Dickens, Cambridge (Mass.) ; Londres, Harvard University Press, 1986, 232 p.
- (en) Alexander Welsh, From Copyright to Copperfield : The Identity of Dickens, Cambridge, Mass, Harvard University Press, 1987, 200 p.
- (en) Fred Kaplan, Dickens, A Biography, William Morrow & Co, 1988, 607 p. (ISBN 9780688043414), (fr) traduit par Éric Diacon, Paris, Fayard, 1990, 519 p.
- (en) Gilbert Keith Chesterton, « Chesterton on Dickens », The Collected Works of G. K. Chesterton, Introduction et notes de Alzina Stone Dale, San Francisco, Ignatius Press, 1989, 571 p.
- (en) Beth Herst, The Dickens Hero : Selfhood and Alienation in the Dickens World, Londres, Weidenfeld and Nicolson, 1990, 206 p.
- (fr) Anny Sadrin, Dickens ou Le roman-théâtre, Paris, Presses universitaires de France, 1992, 219 p.
- (en) Natalie McKnight, Idiots, Madmen, and Other Prisoners in Dickens, New York, St Martin's Press, 1993, 148 p.
- (en) Malcolm Andrews, Dickens and the grown-up child, Basingstoke, Macmillan, 1994, 214 p.
- (en) Peter Ackroyd, Charles Dickens, Londres, Stock, 1993, 1235 p. (ISBN 978-0099437093), (fr) traduit par Sylvère Monod, Paris, Stock, 1993.
- (en) Philip Collins, Dickens and crime, Londres, Macmillan, 1994, 371 p.
- (en) Philip Collins, Charles Dickens, The Critical Heritage, Londres, Routletge, 1996, p. 664.
- (en) Philip Hobsbaum, A Reader's Guide to Charles Dickens, New York, Syracuse University Press, 1998, 318 p.
- (en) Juliet John, Dickens's Villains : Melodrama, Character, Popular Culture, Oxford, Oxford University Press, 2001, 258 p.
- (en) Linda M. Lewis, Dickens, His Parables, and His Readers, Columbia, University of Missouri Press, 2011.
- (en) Fred Kaplan, Charles Dickens : A Life Defined by Writing, New Haven, Yale University Press, 2009, 696 p.
- (en) R. E. Pritchard éd., Dickens's England : Life in Victorian Times, Stroud, The History Press, 2009, 284 p.

##### SurA Tale of Two Cities
- (en) Robert Alter, « The Demons ofHistory in Dickens », Tale, Novel, no 2,1969, pages 135-142.
- (en) Dickens Studies Annual, Robert B. Partlow Jr., no 1, Carbondale, Ill, Southern Illinois University Press, 1970.
- (en) Twentieth Century Interpretations of A Tale of two Cities , éd. Charles E. Beckwith. New Jersey, Prenctice Hall, 1972, 122 p.
- (en) David D.Marcus, « The Carlylean Vision of A Tale of Two Cities  », Studies in the Novel, 1976, 8, p. 56-68.
- (en) Andrew Sanders, The Companion to A Tale of Two Cities , Londres, Boston Sydney, Unwin Hyman, 1988/1989, 176 p. (ISBN 978-0048000507).
- (en) « Charles Dickens’s A Tale of Two Cities «, Modern Critical Interpretations, éd. H. Bloom, New York, Chelsea House, 1987.
- (en) The French Revolution and British culture, éd. Ceri Crossley et Ian Small, Oxford, Oxford University Press, 1989, 225 p.
- (fr) Cahiers victoriens & édouardiens, Montpellier, Université Paul-Valéry, Centre d'études et de recherches victoriennes et édouardiennes, (à compléter).
- (en) Cates Baldridge, « Alternatives to Bourgeois Individualism in A Tale of Two Cities  », Studies in English Literature, 1990, Automne, 30 (4), p. 633-654.
- (en) Ruth Glancy,  A Tale of Two Citie : Dickens’s Revolutionary Novel, Boston, Twayne, 1991, 135 p.
- (en) James F. Hamilton, « Terrorizing the Feminine in Hugo, Dickens, and France », Symposium: A Quarterly Journal in Modern Literatures, automne 1994, 48 (3), p. 204-15.
- (fr) Pascal Dupuy, « La diffusion des stéréotypes révolutionnaires dans la littérature et le cinéma anglo-saxons (1789-1989) », Annales historiques de la Révolution française, volume 305, numéro 305, 1996, p. 511-528, « Stéréotypes révolutionnaires en littérature et au cinéma » (consulté le 22 octobre 2012).
- (en) Harold Bloom, Charles Dickens's A Tale of Two Cities, Bromall, Pennsylvania, Chelsea House, 1997.
- (en) Don Nardo éd., Readings on A Tale of Two Cities, San Diego, Calif, Greenhaven Press, 1997.
- (en) Goerge Newlin, éd.,  Understanding A Tale of Two Cities : À Student Casebook to Issues, Sources, and Historical Documents, Londres et Westport, Conn., Greenwood Press, 1998.
- (en) Michael A. Cotsell, Critical Essays on Charles Dickens’s A Tale of Two Cities, Critical Essays on British Literature Series, New York, G. K. Hall, 1998 (Introduction par Cotsell et dix essais.
- (en) Brian Bialkowski, « Facing Up to the Question of Fidelity: The Example of A Tale of Two Cities  », Literature Film Quarterly, 2001, 29 (3), p. 203-209.
- (en) Simon Petch, « The Business of the Barrister in A Tale of Two Cities  », Criticism: A Quarterly for Literature and the Arts, hiver 2002, 44 (1), p. 27-42.
- (en) Ruth Glancy, Charles Dickens’s A Tale of Two Cities: A Sourcebook, Londres, Routledge, 2006, 1 vol., XIII, 174 p.,  (ISBN 978-0415287609).
- (en) Priti Joshi, « Mutiny Echoes: India, Britons, and Charles Dickens's "A Tale of Two Cities" », Nineteenth-Century Literature, juin 2007, 62 (1), p. 48-87.
- (en) Daniel Stout, « Nothing Personal: The Decapitation of Character in A Tale of Two Cities  », Novel: A Forum on Fiction, automne 2007, 41 (1), p. 29-52.
- (en) Teresa Mangum, « Dickens and the Female Terrorist: The Long Shadow of Madame Defarge », Nineteenth-Century Contexts, juin 2009, 31 (2), p. 143-160.
- (en) Kevin Rulo, « A Tale of Two Mimeses: Dickens's A Tale of Two Cities and René Girard », Christianity and Literature, automne 2009, 59 (1), p. 5-25[176],[177].
- (en) Colin Jones, Josephine McDonagh et Jon Mee, éd., Charles Dickens, A Tale of Two Cities, and the French Revolution, Palgrave Studies in Nineteenth-Century Writing and Culture, Houndmills, Basingstoke, Palgrave Macmillan, 2009.